# Mülheim an der Ruhr
Mülheim an der Ruhr (mölmsch Mölm) ist eine kreisfreie Großstadt im westlichen Ruhrgebiet in Nordrhein-Westfalen. Die Stadt ist als Mittelzentrum eingestuft. Sie liegt unmittelbar an der Ruhr zwischen den angrenzenden Oberzentren Duisburg und Essen sowie der nahe gelegenen Landeshauptstadt Düsseldorf und wird auch Ruhrtalstadt Mülheim genannt. Mülheim gehört zudem zur Metropolregion Rhein-Ruhr.
Historisch gehört Mülheim zusammen mit Kettwig und Werden zu den nördlichsten Teilen des Bergischen Landes. Im Jahre 1808 wurden ihm die Stadtrechte verliehen. Ein Jahrhundert später überschritt die Einwohnerzahl die Grenze von 100.000 Einwohnern und machte Mülheim an der Ruhr damit zur Großstadt. Mit etwa 172.000 Einwohnern liegt Mülheim an 47. Stelle unter den 82 Großstädten Deutschlands (Stand: 31. Dezember 2022).
Die einstige Handels-, Leder- und Montanstadt hat den Wandel zu einem branchenvielfältigen Wirtschaftsstandort mittlerweile erfolgreich vollzogen. Die Stadt besteht zu über 50 Prozent aus Grün- und Waldflächen. Sie ist u. a. Sitz zweier Max-Planck-Institute und der 2009 gegründeten Hochschule Ruhr West.

## Geografie

### Geografische Lage

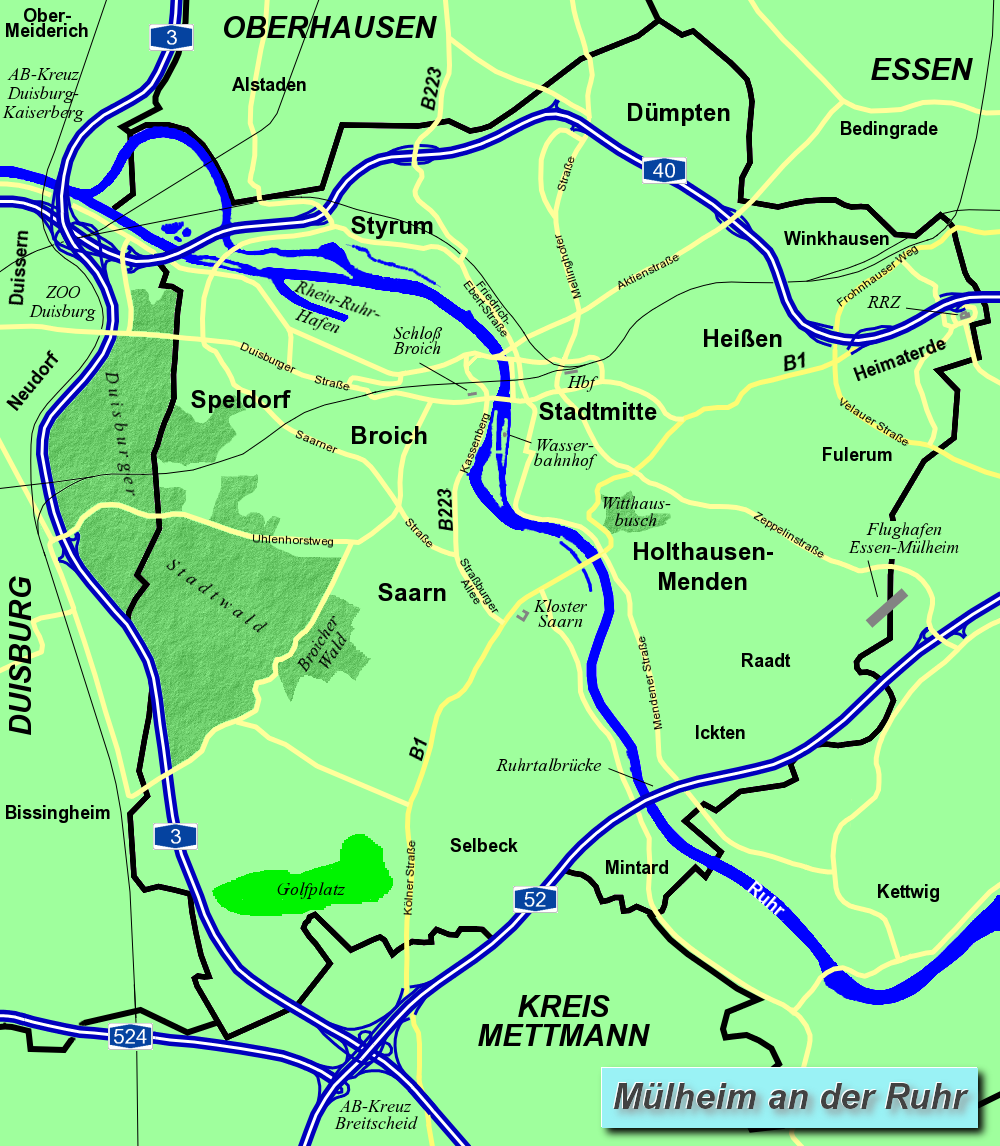
Übersichtsplan

Mülheim an der Ruhr liegt am Übergang von niederbergischem Hügelland, Westhellweg und mittlerer Niederrheinebene.
Die Innenstadt befindet sich rechtsseitig der Ruhr, die das Stadtgebiet auf einer Länge von 14 Kilometern von Südosten nach Nordwesten durchquert, und etwa 12 Kilometer östlich ihrer Mündung in den Rhein. Zwischen Broich am linken und dem Kirchenhügel am rechten Ufer, der sog. Mülheimer Pforte, verlässt die Ruhr die Ausläufer des rheinischen Schiefergebirges und erreicht das niederrheinische Tiefland. Mit der Lage des Stadtzentrums direkt am Fluss hat Mülheim neben Fröndenberg ein Alleinstellungsmerkmal im Ruhrgebiet.

### Geologie
Hinsichtlich der geologischen Struktur liegt die Stadt ebenfalls in dem dreigeteilten Grenzbereich. Die nordöstlich der Ruhr gelegenen Flächen zählen mit ihren reichen Lössböden zum Naturraum des Westenhellwegs. Der Übergang zur Westfälischen Bucht lässt sich nur schwer anhand der Oberflächenformen abgrenzen, wohingegen die Formationen des Bergischen Landes und das Niederrheinische Tiefland deutlich erkennbar sind. Mit der markanten Felsformation des Kahlenberghanges streichen die im Karbon entstandenen kohleführenden Schichten an den nördlichen Ausläufern des Schiefergebirges aus. Die Ruhr erodierte hier über 50 Meter tief in dieses Mittelgebirge hinein und legte dabei die Steinkohleflöze teilweise frei, was das Schürfen nach Steinkohle in Stollenbetrieb ermöglichte. Nach Norden hin senken sich die kohleführenden Schichten immer tiefer unter die Erdoberfläche, was den Betrieb von Bergwerken zum Steinkohleabbau erfordert. Die breite Styrumer Flussaue zeigt demgegenüber mit ihren Altarmen die charakteristischen Züge der Niederrheinebene.

### Klima
Mülheim weist ein ganzjährig gemäßigtes Klima auf. Insgesamt ist das Klima eher maritim als kontinental geprägt und es zeigen sich typische klimatische Merkmale besonders dicht besiedelter Räume. Der ostwärts steigenden Geländehöhe folgen die kleinklimatischen Verhältnisse, die bei den Niederschlägen von zirka 700 mm/Jahr in der Styrumer Ruhraue auf bis zu 900 mm/Jahr an der Stadtgrenze zu Essen-Fulerum ansteigen, während das Tagesmittel von 9,5 °C auf 8 °C absinkt.

### Nachbarstädte und Stadtgebiet
Die Stadt Mülheim an der Ruhr grenzt im Norden an die kreisfreie Stadt Oberhausen und im Osten an die kreisfreie Stadt Essen. Im Süden liegt der Ballungsraum Düsseldorf mit der Stadt Ratingen im Kreis Mettmann und im Westen die kreisfreie Stadt Duisburg. Die Gesamtlänge der Stadtgrenze zu den Nachbarstädten beträgt 49 Kilometer.
Das Stadtgebiet dehnt sich in Nord-Süd-Richtung 13,4 Kilometer sowie in West-Ost-Richtung 10,7 Kilometer aus. Der höchste Punkt im Stadtgebiet liegt auf 152,7 Meter über NHN und in der Nähe des Flughafens Essen-Mülheim. Der mit 26,0 Meter über NHN niedrigste Punkt befindet sich am Übergang der Ruhr nach Duisburg.
Die Gesamtfläche des Stadtgebiets umfasst 91,29 Quadratkilometer, die zu etwa gleichen Anteilen versiegelt sind (Gebäude, Freiflächen, Verkehrsflächen) und als Wald- und Grünflächen dienen oder landwirtschaftlich genutzt werden. Insbesondere der Mülheimer Süden bildet entlang der Hänge des Ruhrtals die grüne Lunge der Stadt.

### Stadtgliederung
Aus historischer Sicht werden insgesamt neun Stadtteile unterschieden, die bis zu ihrer Eingemeindung selbständige Ortschaften waren.
Seit 1975 ist Mülheim zudem in die drei Stadtbezirke Linksruhr, Rechtsruhr-Nord und Rechtsruhr-Süd gegliedert. 1984 beschloss der Rat der Stadt für die Ausarbeitung langfristiger Entwicklungskonzepte und für statistische Zwecke die Einteilung des Stadtgebietes in sechs Teilräume, die unter Berücksichtigung der historischen und der strukturbedingten Zusammenhänge eingeteilt wurden. Diese Teilräume sind weiter gefasst als die historischen Stadtteile, führen jedoch teilweise deren Namen fort.
| Nr | Stadtteil         | Teilraum          | Bezirk              | Fläche (km²) | Einwohner1) | Einwohner (pro km²) |
| -- | ----------------- | ----------------- | ------------------- | ------------ | ----------- | ------------------- |
| 1  | Altstadt I        | 1 Stadtmitte      | 1 Rechtsruhr-Süd    | 3,20         | 20.119      | 6287                |
| 2  | Altstadt II       | 1 Stadtmitte2)    | 1 Rechtsruhr-Süd2)  | 5,79         | 24.696      | 4265                |
| 3  | Styrum            | 2 Styrum          | 2 Rechtsruhr-Nord   | 4,44         | 15.484      | 3487                |
| 4  | Dümpten           | 3 Dümpten4)       | 2 Rechtsruhr-Nord4) | 5,51         | 18.392      | 3338                |
| 5  | Heißen            | 4 Heißen3)        | 1 Rechtsruhr-Süd3)  | 8,88         | 21.117      | 2378                |
| 6  | Menden-Holthausen | 1 Stadtmitte      | 1 Rechtsruhr-Süd    | 17,30        | 13.450      | 777                 |
| 7  | Saarn             | 5 Saarn           | 3 Linksruhr         | 26,92        | 23.485      | 872                 |
| 8  | Broich            | 6 Broich/Speldorf | 3 Linksruhr         | 8,78         | 13.678      | 1558                |
| 9  | Speldorf          | 6 Broich/Speldorf | 3 Linksruhr         | 10,46        | 18.269      | 1747                |

1) Stand: 31. Dezember 2014

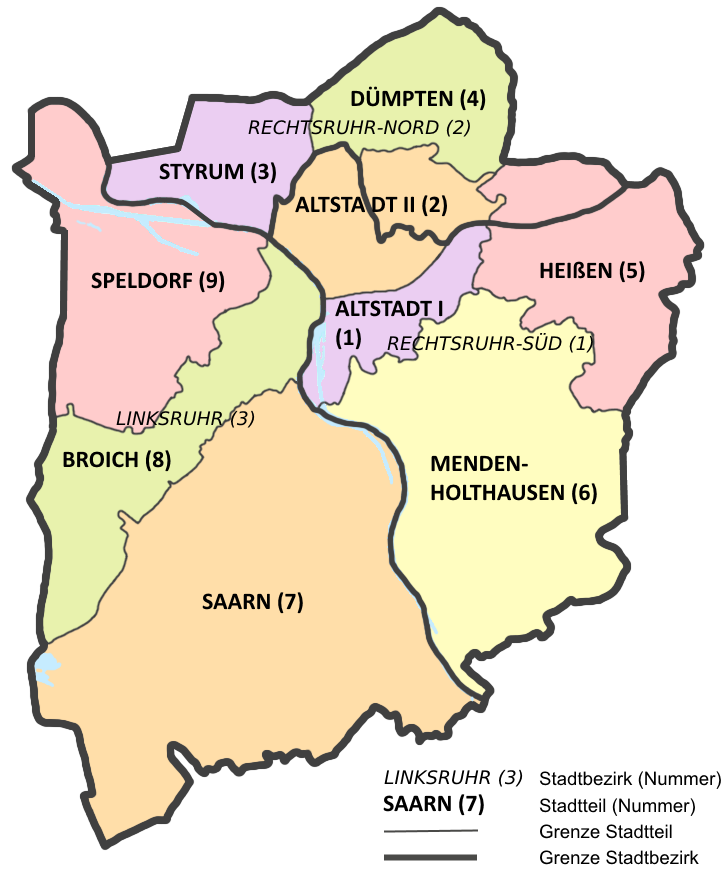
Stadtteile und Bezirke

2) Aus dem Stadtteil Altstadt II wurden Teile (Altstadt II-Nordost und Papenbusch) ausgesondert und dem Teilraum Dümpten im Bezirk Rechtsruhr-Nord zugeordnet.
3) Aus dem Stadtteil Heißen wurden Teile (Winkhausen-Nord) herausgenommen und dem Teilraum Dümpten im Bezirk Rechtsruhr-Nord zugeordnet.
4) Der Teilraum Dümpten besteht aus dem historischen Stadtteil und den oben unter den Punkten 2 und 3 angegebenen Erweiterungen.

## Geschichte

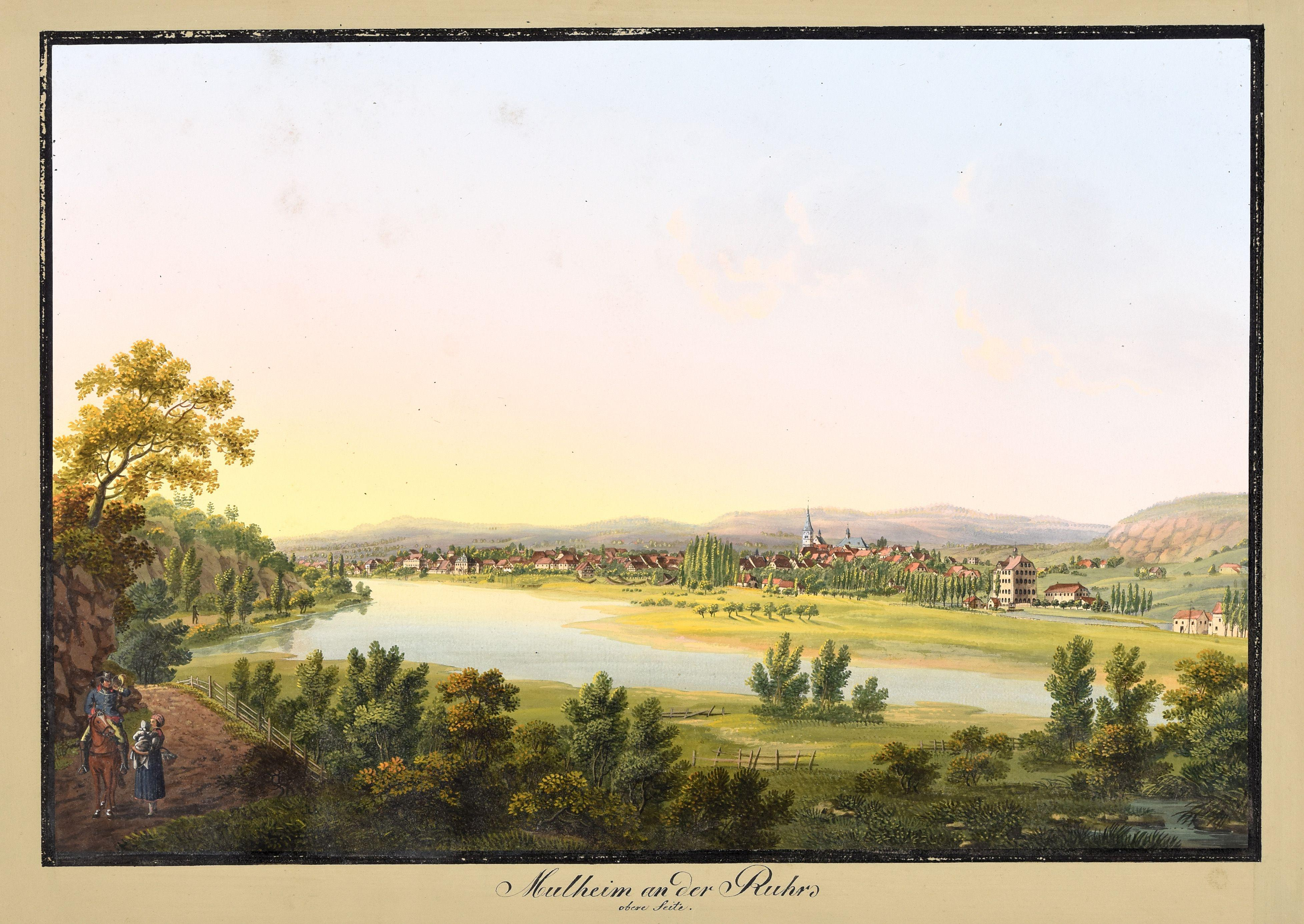
Bleuler, Mülheim an der Ruhr, um 1810.

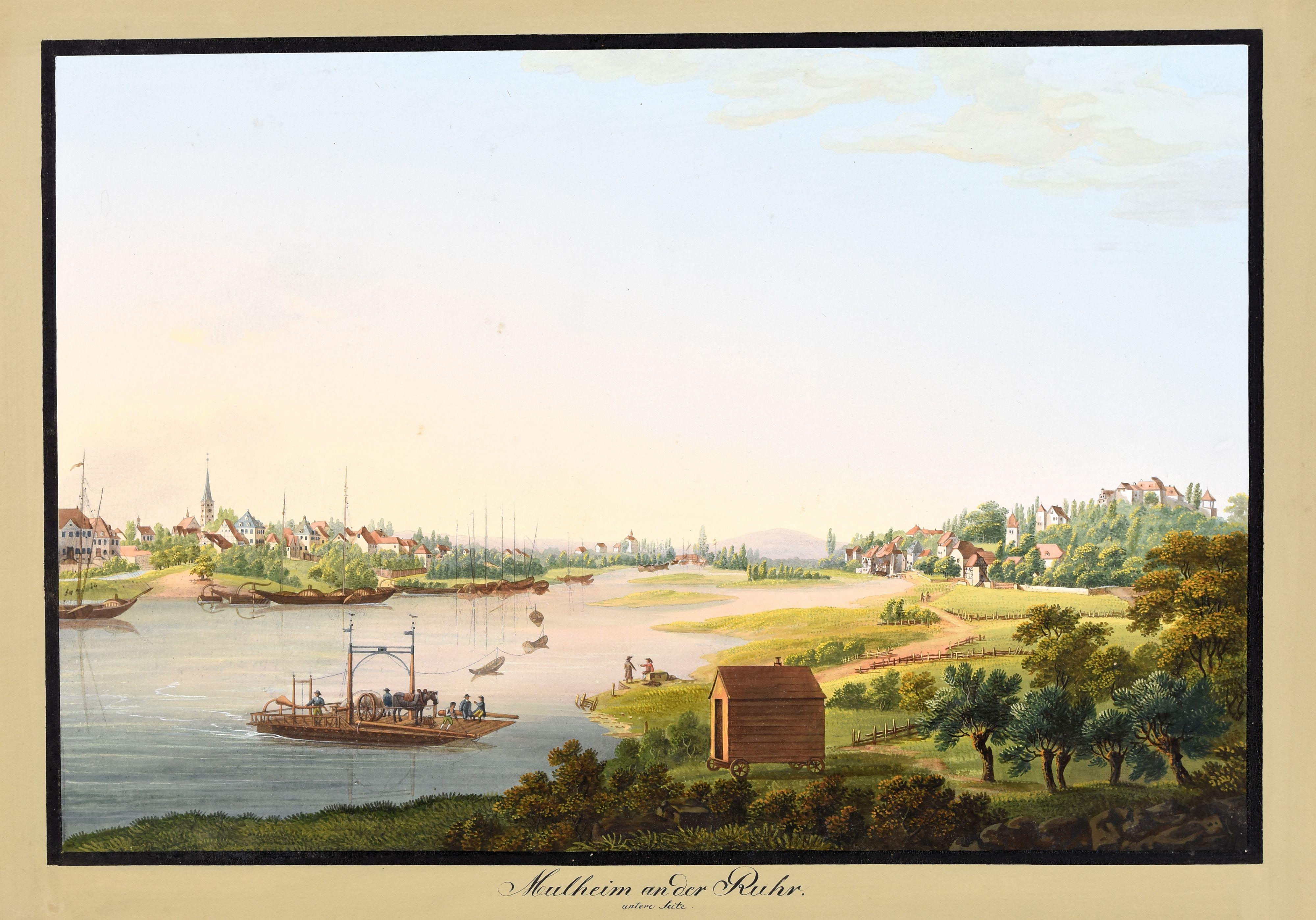
Bleuler, Mülheim an der Ruhr, um 1810.

1093 erfuhr die Stadt als Mulinhem ihre erste urkundliche Erwähnung als Gerichtsstätte innerhalb des Ruhrgaues. In jüngeren Urkunden wurde der Name zu Molenheim und Molnheim abgewandelt, aber die Deutung des Namens Mülheim als Heim der Mühlen weist darauf hin, dass die Bewohner im Mittelalter ihrer Siedlung als besonderes Charakteristikum die Existenz von Mühlen zuwiesen. Ob dies an deren Vielzahl oder der herausragenden Bedeutung einer einzelnen Mühle lag, ist nicht mehr feststellbar. Im Mülheimer Dialekt Mölmsch wird die Stadt Mölm genannt.

### Mittelalter

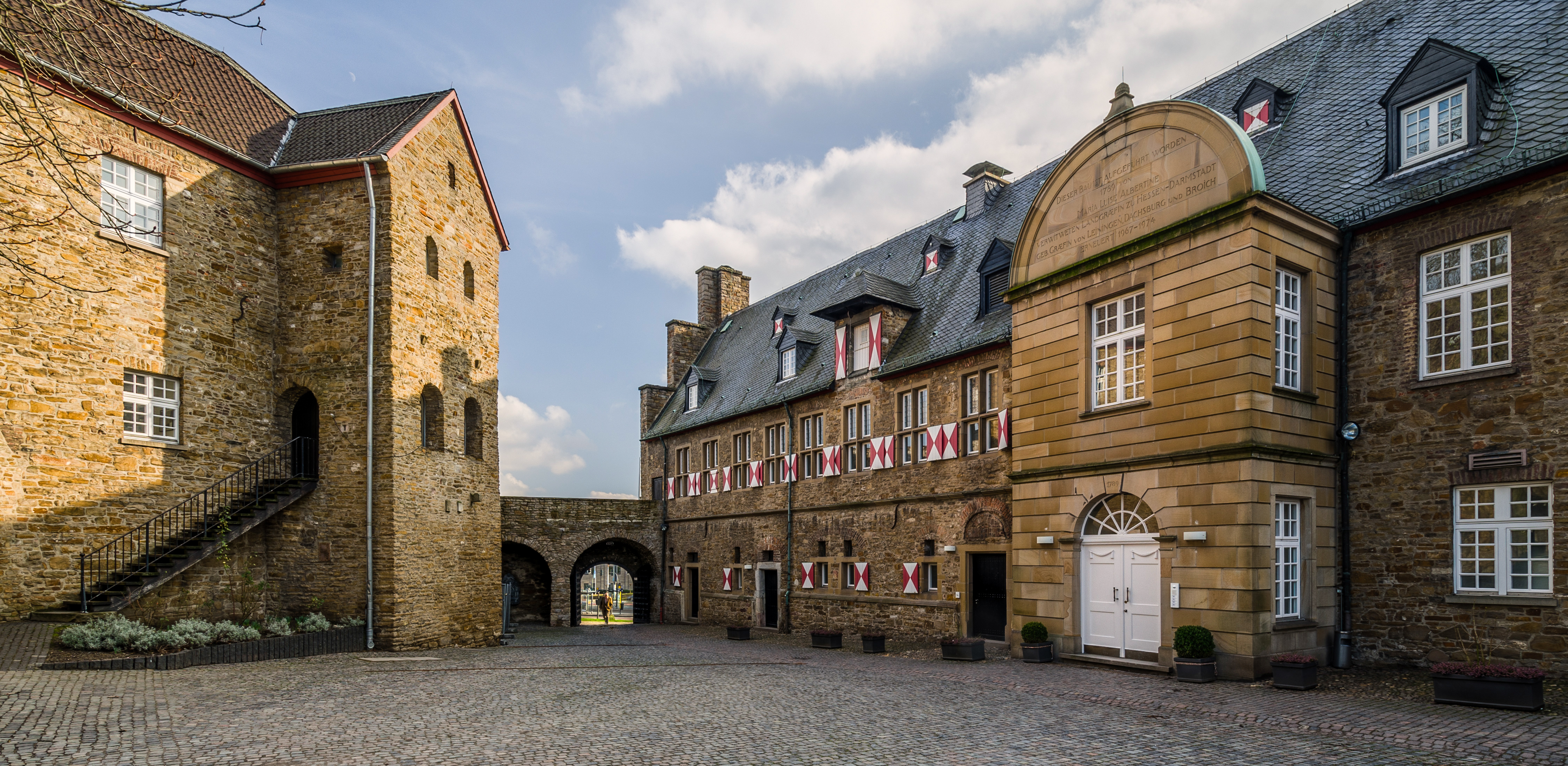
Schloss Broich

Die Geschichte der Stadt Mülheim ist eng verbunden mit den beiden historischen Siedlungszentren, dem Schloss Broich auf der linken und dem Kirchenhügel auf der rechten Ruhrseite. Schloss Broich, Sitz der Edelherren von Broich und später ihrer adligen Nachfolger, wurde im letzten Viertel des 9. Jahrhunderts, wahrscheinlich im Winter 883/884, als Wehranlage gegen die Überfälle der Wikinger an der historischen Ruhrfurt des alten Hellwegs errichtet. Der Kirchenhügel war immer der wirtschaftliche und religiöse Kern des Ortes.
Um 1200 wurde im Süden des heutigen Mülheimer Stadtgebiets das Zisterzienserinnenkloster Saarn gegründet, doch über seine Gründer und die ersten Nonnen des Klosters ist sehr wenig bekannt. Einige Jahrzehnte später, in einer zweiten Gründungsphase, wurde Erzbischof Engelbert I. von Köln im Rahmen seiner politischen Aktivitäten als Erzbischof, Graf von Berg und zugleich Reichsverweser Erzieher des minderjährigen Königs Heinrichs VII., auf Kloster Saarn aufmerksam. Engelbert sorgte wahrscheinlich für die Aufnahme der Saarner Nonnen in den Zisterzienserorden und die Einführung einer strengen Klausur, außerdem für eine umfangreiche Privilegierung des Klosters durch den Papst und das Reich. In der Folgezeit erhielt das Kloster zahlreiche Schenkungen aus dem Mülheimer und dem benachbarten Raum und auch von den Herren von Broich. König Heinrich wurde – vermutlich auf Veranlassung Engelberts – von den Nonnen in ihrem Memorienbuch als fundator (Gründer) geehrt.
Mülheim an der Ruhr gehörte zum Herzogtum Berg (Bergisches Land).
Nachdem 1372 die Herren von Broich ausstarben, fiel Schloss Broich zunächst an die Grafen von Isenberg-Limburg. Dem Kölner Erzbischof Dietrich II. von Moers und Herzog Gerhard von Jülich-Berg gelang 1443 gemeinsam die Eroberung und Inbesitznahme Broichs, wobei die Burg stark zerstört wurde. Bereits Anfang des 14. Jahrhunderts spaltete sich das Grafenhaus Isenberg-Limburg in die Stammlinien Limburg-Broich und Limburg-Styrum auf. Nach dem Aussterben der Grafen von Limburg-Broich in männlicher Linie 1511 erbte 1508 Wirich V. von Daun-Falkenstein sowie später seine Nachfolger die Herrschaft. Der Limburg-Styrum Zweig legte den Grundstein des Schlosses Styrum, das zum Zentrum einer reichsunmittelbaren Herrschaft Styrum wurde (bis 1806).

### Frühe Neuzeit

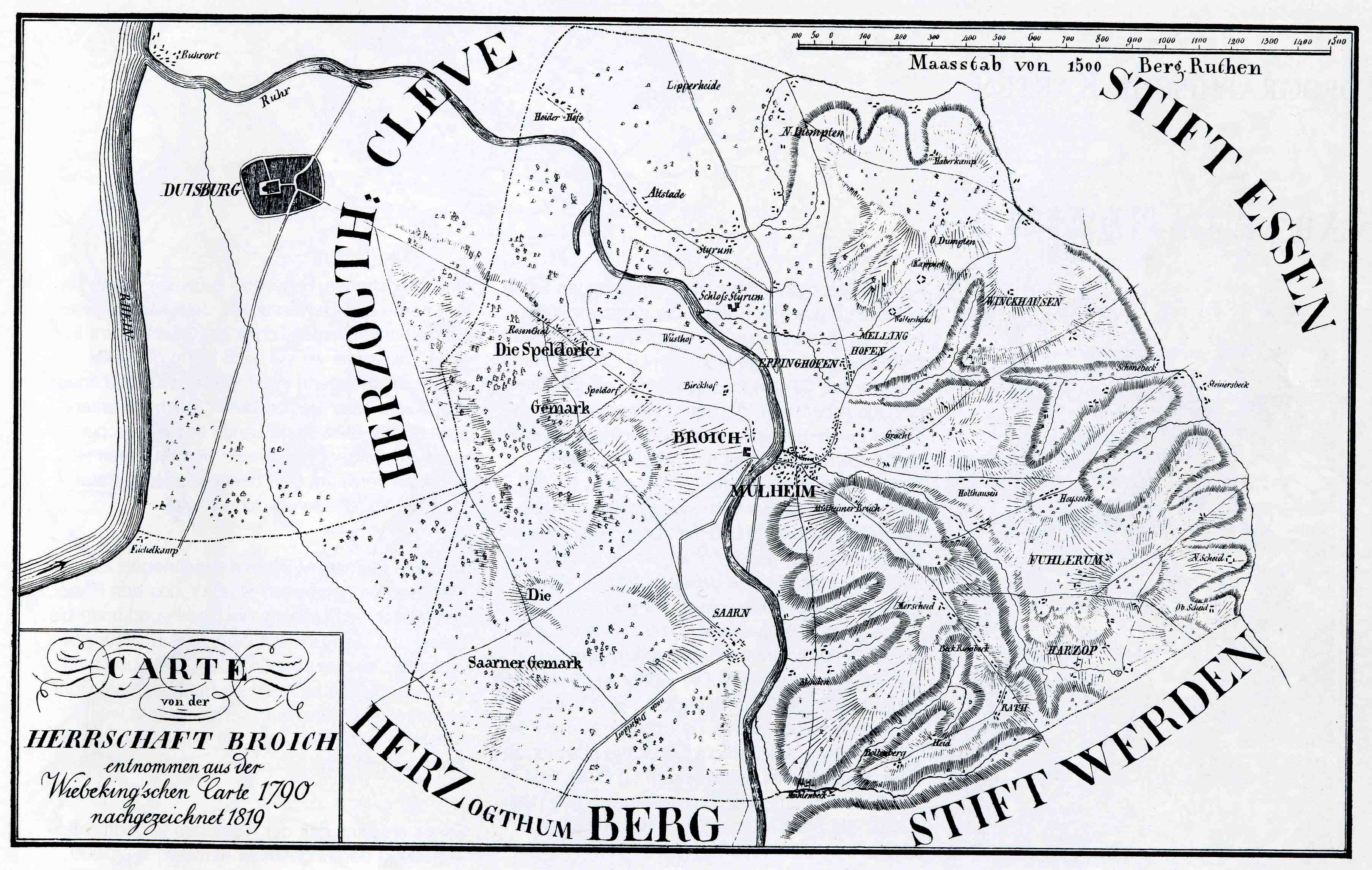
Karte der Herrschaft Broich, um 1790

Im 16. Jahrhundert entzogen sich die Landesherren der Herrschaft Broich mit Hilfe der Herzöge von Berg den kurkölnischen Ansprüchen auf Broich. Im 17. und 18. Jahrhundert gelang es dem Herzogtum Berg, Souveränitätsrechte über die Herrschaft Broich geltend zu machen.
Während des spanisch-niederländischen Achtzigjährigen Kriegs, der auch den Niederrhein und Westfalen in Mitleidenschaft zog, belagerten im Jahre 1598 spanische Truppen Schloss Broich, das schließlich kapitulierte und besetzt wurde. Nach nur wenigen Tagen töteten die Spanier Graf Wirich VI. von Daun-Falkenstein, den wichtigsten Führer der Protestanten im Niederrheingebiet, an der herrschaftlichen Broicher Mühle.
Als die männliche Linie der Grafen zu Daun-Falkenstein im Jahre 1682 mit dem Tod Wilhelm Wirichs erloschen war, fiel das Lehen an die Grafen von Leiningen, welche die Broicher Herrschaft durch einen Rentmeister verwalten ließen.

### Beginn der Industrialisierung

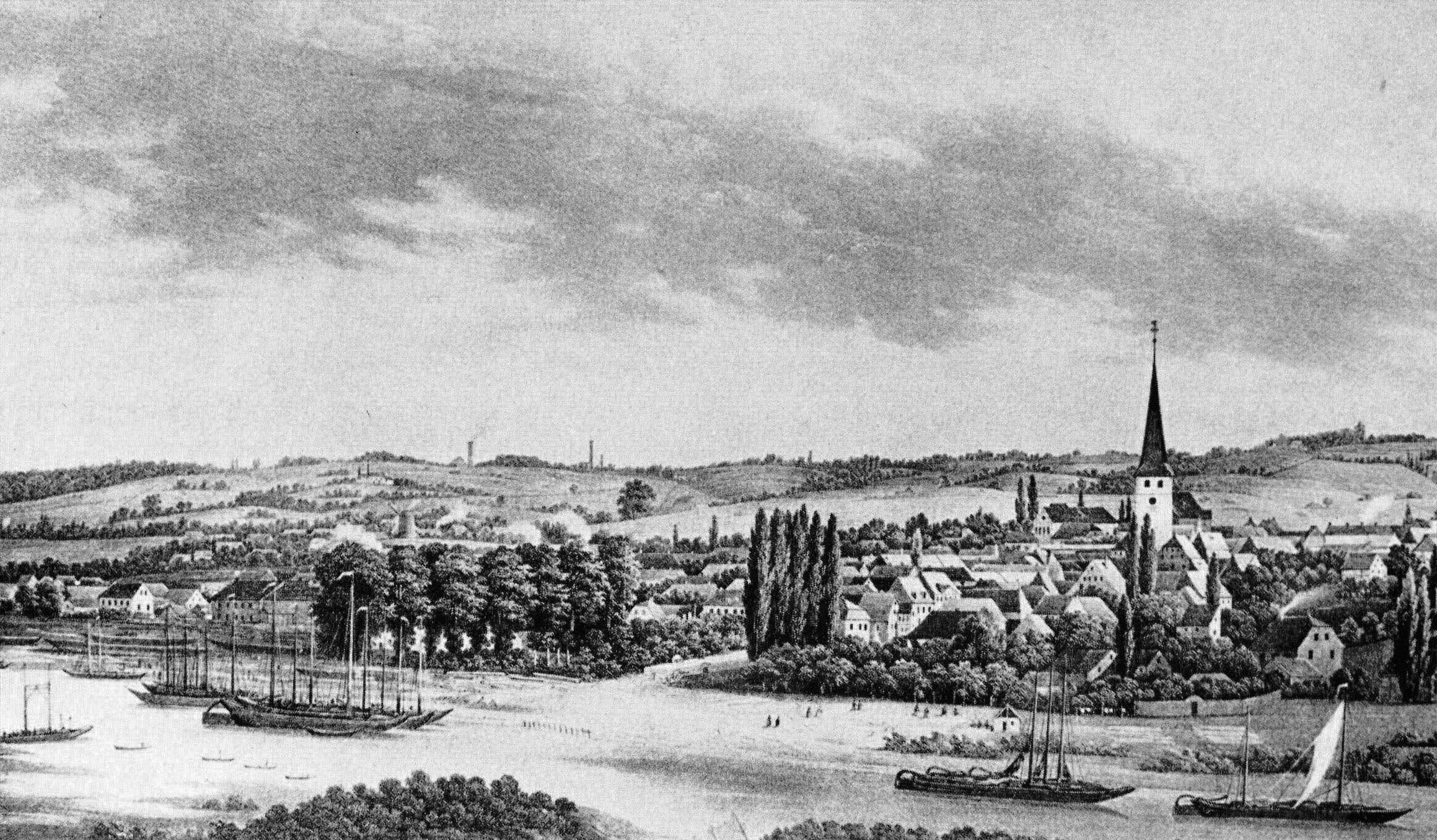
Stadtansicht um 1840
Schlote am Horizont und namensgebenden Mühlen. Schiffsverkehr zeigt die Bedeutung Mülheims im Kohlenhandel.

Die Industrialisierung Mülheims begann um 1770 mit dem Ausbau der Ruhr zu einer Schifffahrtsstraße. Während auf dem Unterlauf, zwischen Duisburg und der Mülheimer Innenstadt, seit dem 14. Jahrhundert Schiffsverkehr möglich war und bereits 1716 in Ruhrort der erste Rheinhafen entstand, wurde die Ruhr erst 1780 durch die Errichtung der ersten Schleuse auch oberhalb der Mülheimer Innenstadt schiffbar. Damit erfuhr der Kohlehandel einen massiven Aufschwung, denn die Schleppkähne konnten nun von Hattingen bis zum Duisburger Hafen entlang des Leinpfads getreidelt werden. Mit den Zechen Humboldt und Vereinigte Sellerbeck entstanden in dieser Zeit auch die ersten Zechen mit rentabler Kohleförderung in der Stadt.
Die erste Fabrik in Mülheim wurde von Johann Caspar Troost 1791 mit der später zur Textilfabrik J. Caspar Troost ausgebauten Spinnerei im Luisental gegründet. In der Hochzeit der Textilindustrie Mitte des 19. Jahrhunderts wurde die Fabrik mit über 1200 Beschäftigten zum größten Arbeitgeber in Mülheim.
Im Zusammenhang mit der Bildung des Rheinbundes und der Errichtung des Großherzogtums Berg wurden 1806 die Herrschaften Broich und Styrum aufgelöst und es entstand vorübergehend das Amt Broich-Styrum, zu dem auch Mülheim gehörte. Nur zwei Jahre später, am 18. Februar 1808, wurde Mülheim von der französisch geprägten Regierung des Großherzogtums Berg zur Munizipalität erklärt und nach französischem Vorbild als unterste staatliche Verwaltungseinheit eingerichtet. Verwaltungstechnisch wurde die Stadt dem neu geschaffenen Rhein-Departement zugeordnet.
1811 eröffnete Mechanikus Johann Dinnendahl eine mechanische Werkstatt und gemeinsam mit seinem Bruder, Franz Dinnendahl, gründete er 1820 eine Eisenschmelze zur Herstellung von gegossenen Maschinenteilen, aus der später die Friedrich-Wilhelms-Hütte hervorging.
Nach den Beschlüssen des Wiener Kongresses wurde 1815 das Großherzogtum Berg, damit auch Mülheim, in den preußischen Staat eingegliedert und ab 1816 durch den neu gebildeten Kreis Essen im Regierungsbezirk Düsseldorf verwaltet, der jedoch schon zum 27. September 1823 aufgelöst und, als Teil der Rheinprovinz, mit dem Kreis Dinslaken zum neuen Kreis Duisburg vereinigt wurde.
Als Gegengewicht zum Adel wurde 1792 die älteste Mülheimer Bürgergesellschaft, die Casinogesellschaft mit dem Namen Gesellschaft Casino e. V. gegründet, die das gleichnamige Gebäude an der Delle mit Ballsaal, Clubräumen und Weinkeller, das heute noch besteht, im Jahr 1842 errichtete. Hier verkehrten auch alle Entscheider aus der aufstrebenden Industrie und deren Familien.
Der wirtschaftliche Aufschwung ermöglichte 1837 die Inbetriebnahme der Sellerbecker Pferdebahn vom Hafen zur Zeche Sellerbeck in Dümpten und 1839 die Fertigstellung der privaten Aktienstraße vom Mülheimer Hafen nach Essen-Borbeck.
Zwischen 1842 und 1844 wurde an der Ruhrfurt zwischen Broich und Stadtmitte mit der Kettenbrücke die erste Hängebrücke Deutschlands in Eisenbauweise errichtet, an deren Bau die Friedrich-Wilhelms-Hütte maßgeblich beteiligt war. Die Brücke musste 1909 einer Betonbrücke weichen, weil der zunehmende Verkehr für gefährliche Schwingungen in der Konstruktion verantwortlich war.
Vierzig Jahre nach Erteilung der französischen Stadtrechte erhielt die Ruhrtalstadt Mülheim 1846 das Stadtrecht nach preußischem Recht.

### Höhepunkte der Industrialisierung

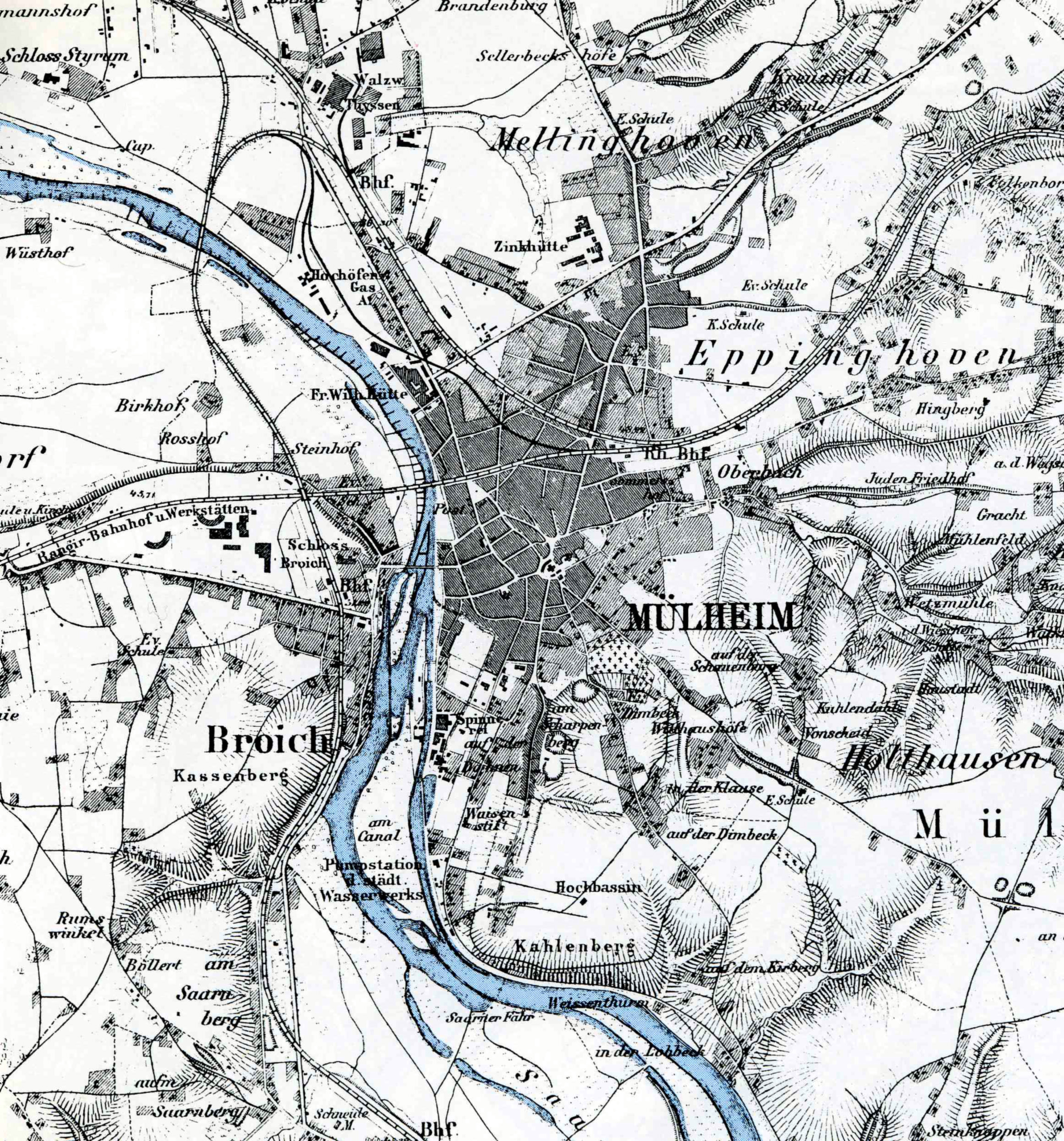
Karte der Stadt und des Landkreises um 1880

Zwischen 1850 und 1890 wandelte sich Mülheim von einem Ort der Schifffahrt zu einem Industriestandort. 1849 wurde – erstmals im Ruhrgebiet – in der Friedrich-Wilhelms-Hütte die Stahlproduktion mit Kokskohle aufgenommen und folgerichtig eröffnete an der Zeche Wiesche 1861 die erste Brikettfabrik des Ruhrgebiets. Zur Produktionssteigerung wurden viele der Kleingruben auf Mülheimer Gebiet zu vereinigten Tiefbauzechen zusammengelegt. So förderten Anfang der 1850er Jahre fünf Großschachtanlagen, doch das Ausbautempo der Kohleproduktion in Mülheim war bald darauf nicht mehr steigerungsfähig und im Zuge der Nordwanderung des Bergbaus begannen die Nachbarstädte die Mülheimer Gruben in Bezug auf Betriebsgröße und Förderung zu überrunden. Die Anbindung der Stadt an das Eisenbahnnetz der Bergisch-Märkischen Eisenbahn-Gesellschaft im Jahre 1862 und die Errichtung der Ruhrtal-Bahn (1872–1876) führten zu einem Niedergang der Ruhrschifffahrt und um 1890 fuhren die letzten Ruhraaken als Kohlenschiffe.
Die Baumwoll-Textilfabrik J. Caspar Troost bestand von 1791 bis 1894.
In dieser Zeit der wirtschaftlichen Umstrukturierung erwarb August Thyssen 1871 den Heckhoffshof in Mülheim-Styrum und gründete dort die Firma Thyssen & Co., die zur Basis eines der größten deutschen Montankonzerne werden sollte.
Das durch die Industrialisierung ausgelöste Wachstum des Ruhrgebiets machte Verwaltungsreformen, die teilweise in rascher Abfolge umgesetzt wurden, notwendig. So wurde Mülheim an der Ruhr 1873 der Sitz eines neu geschaffenen gleichnamigen Landkreises Mülheim an der Ruhr, nachdem die Städte Duisburg und Essen kreisfrei geworden waren. Dieser Landkreis wurde 1887 schon wieder geteilt und der westliche Teil dem Landkreis Ruhrort zugeordnet. 1904, also wiederum nur 17 Jahre später, wurde Mülheim gemäß der neuen Rheinischen Provinzialordnung nach Erreichen von mehr als 40.000 Einwohnern zum Stadtkreis.
Fortschritt und stetes Wachstum war in den Folgejahren zu beobachten: Im Jahre 1897 fuhr die erste elektrische Straßenbahn in Mülheim und 1899 zog das Infanterie-Regiment 159 in die neue Kaserne an der Kaiserstraße ein und verhalf Mülheim damit zum Status einer Garnisonsstadt.

### Auf dem Weg zur Großstadt

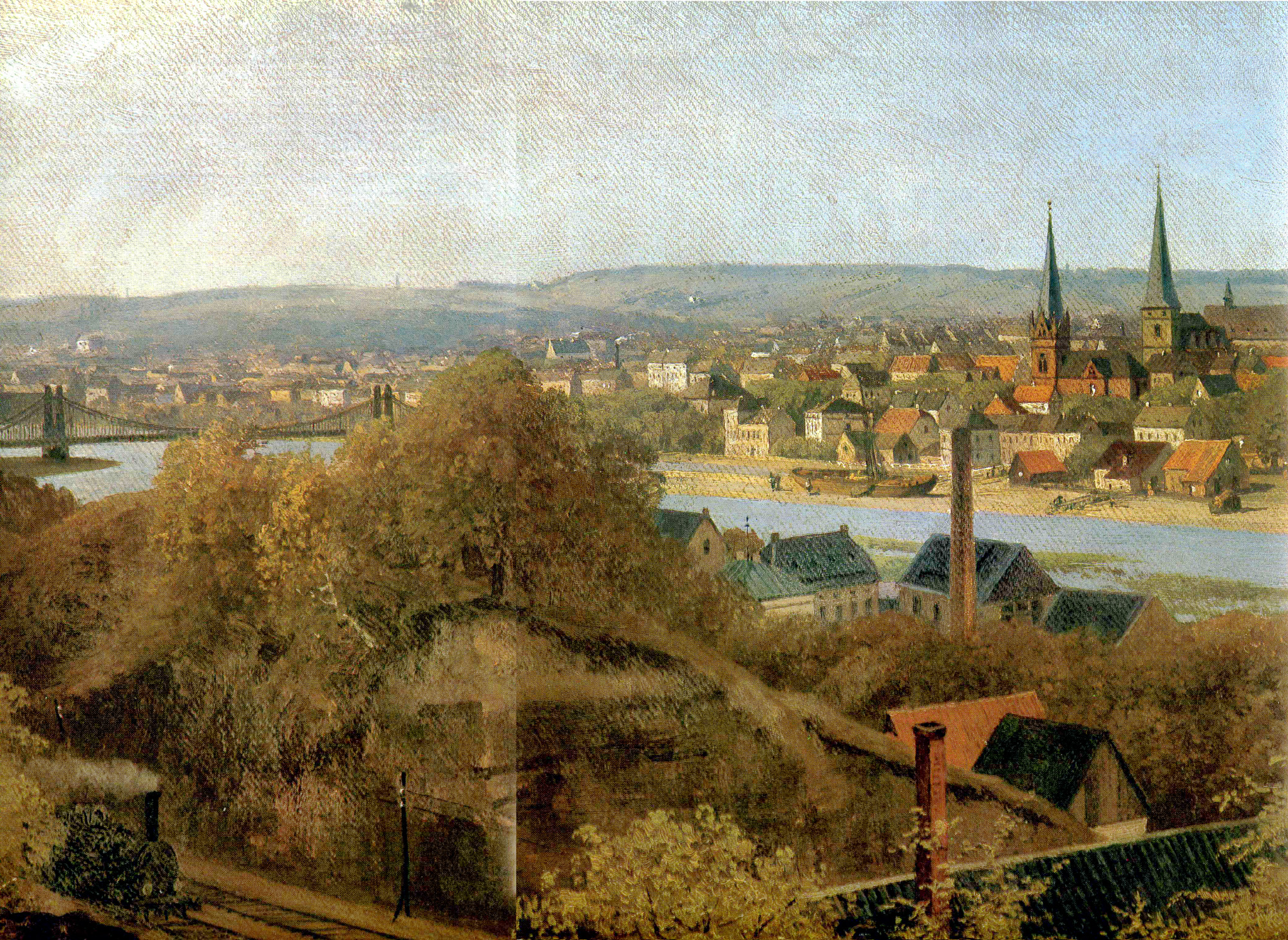
Ansicht auf die Innenstadt auf dem rechten Ruhrufer, um 1890

In der Zeit von 1904 bis 1928 formte Paul Lembke als Oberbürgermeister von Mülheim das Antlitz der Stadt maßgeblich nach seinen Vorstellungen. Im Jahr seines Amtsantritts wurde die Stadt mit der Eingemeindung der linksruhrischen Stadtteile flächenmäßig um das Siebenfache vergrößert und die Einwohnerzahl wuchs schlagartig von 40.000 auf über 93.000. Schon vier Jahre später – zum 100-jährigen Bestehen – überschritt Mülheim die 100.000-Einwohner-Grenze und konnte sich unter die Großstädte einreihen. Lembke verfolgte in dieser Zeit nicht die Strategie der Bevölkerungsvermehrung durch Eingemeindung um jeden Preis. So lehnte er die Angliederung von Alstaden und der nördlichen Teile von Dümpten und Styrum ab und überließ sie Oberhausen, weil ihm die Bezirke zu dicht besiedelt und vom Bergbau geprägt waren. Auf der anderen Seite forderte er die Eingemeindung von Heißen, Süd-Dümpten und vor allem von Menden und Raadt. Daran lässt sich das Ziel erkennen, das Lembke verfolgte: ein „grünes Mülheim“ zu schaffen, denn diese Stadtteile rechneten zu den landwirtschaftlich geprägten Landstrichen mit alteingesessener Bevölkerung.
Während dieser Zeitspanne legte die Stadt den kleinstädtischen Charakter ab und wandelte sich durch entscheidende Verbesserungen in der Infrastruktur und der Wirtschaft sowie durch wesentliche kulturelle Impulse zu einer modernen Großstadt. Dazu rechnet der Ausbau des Schulsystems, die Ansiedlung des Kaiser-Wilhelm-Instituts für Kohlenforschung (1912), die Eröffnung der Stadthalle (1926), der Bau von drei Ruhrbrücken und der Ausbau des Schifffahrtskanals mit den Hafenanlagen (1927). Nicht zuletzt ist die Schaffung großzügiger Naherholungsgebiete auf Mülheimer Stadtgebiet als bleibende Leistung zu nennen.
Am 10. Januar 1923 trafen rund 1.000 französische Soldaten am Bahnhof Speldorf ein und begannen damit, Mülheim zu besetzen. Sie marschierten einen Tag später über die Schlossbrücke ins Stadtzentrum und besetzten mehrere Bahnhöfe. Der anfängliche Widerstand der Bevölkerung gegen die Ruhrbesetzung ließ bald nach. Die seit 1914 grassierende Inflation wurde zu einer Hyperinflation. Am 15. November 1923 führte die Reichsregierung, das Kabinett Stresemann II, die Rentenmark ein. Im Sommer 1925 verließen die letzten französischen Soldaten Mülheim.
1925 wurde in einem agrarisch geprägten Gebiet zwischen den Städten Mülheim und Essen der Flugplatz Essen/Mülheim gebaut. Für das Verwaltungs-, Flug- und Wartungspersonal wurde Ende der 1920er Jahre mit der Richthofensiedlung eine sogenannte Fliegersiedlung in unmittelbarer Nähe zum Flugplatz errichtet.
Der Flugplatz wurde im Jahr 1935 zum zentralen Flugplatz des gesamten rheinisch-westfälischen Industriegebietes ausgebaut, auch wegen der damals vom NS-Regime betriebenen Aufrüstung der Wehrmacht.
Der Flugplatz war in dieser Zeit einer der bedeutendsten deutschen Flughäfen, weit vor dem Flughafen Düsseldorf, der von hier aus verwaltet wurde.

### Nationalsozialismus
Aus der letzten freien Reichstagswahl ging die NSDAP am 6. November 1932 in Mülheim mit 28,3 % der Stimmen als stärkste Partei hervor. Im Vergleich lag die Wählerzustimmung zum Nationalsozialismus in Mülheim damit unter dem deutschlandweiten Gesamtergebnis von 33,1 %. Ähnlich wie in anderen Städten des Ruhrgebiets wurde die NSDAP zwar stärkste Partei; aber die KPD mit 24,27 % und die SPD mit 13,53 % erzielten mit zusammen 37,81 % einen größeren Stimmenanteil. Dennoch brach in Mülheim Begeisterung über die Ernennung Adolf Hitlers zum Reichskanzler aus, und seine Anhänger feierten dies mit einem Fackelzug.
Ab Mitte Februar 1933 kam es besonders im Stadtteil Dümpten zu ersten Hausdurchsuchungen bei vermuteten Kommunisten und Ende Februar übernahmen 200 SS-, SA- und Stahlhelmangehörige offiziell die Polizeigewalt als Hilfspolizisten in der Stadt und verhafteten zahlreiche politische Gegner. In den ersten Kommunalwahlen nach der Machtergreifung holte die NSDAP 45,1 % der Stimmen. Im ersten Ratsbeschluss wurden Hitler und Hindenburg die Ehrenbürgerwürde der Stadt verliehen.
Am 30. September 1938 wurde die jüdische Gemeinde in Mülheim „quasi-enteignet“: Mit Ratsbeschluss wurde die Synagoge am Viktoriaplatz für nur 56.000 Reichsmark an die Stadtsparkasse zwangsverkauft. Nur wenige Wochen später brannte in der Reichspogromnacht vom 9. auf den 10. November das jüdische Gotteshaus nieder. Der Brand wurde von der Mülheimer Feuerwehr selbst gelegt, die bei den Löscharbeiten entsprechend nur ein Übergreifen des Feuers auf benachbarte Häuser verhinderte.
Im Juni 1941 wurde am Flughafen Essen/Mülheim unter Verwaltung der Kölner Gestapo das Arbeitserziehungslager Essen-Mülheim eingerichtet. Als Wachen fungierten 26 Schutzpolizisten der Essener Polizei, und den Arbeitseinsatz verantwortete die Flughafengesellschaft. Bis März 1945 durchliefen nach Schätzungen 6000 bis 8000 Menschen das Lager, dabei kamen 130 Gefangene ums Leben.
Im Verlauf der Jahre 1943 und 1944 wurde die Stadt mehrfach zum Ziel von Luftangriffen. Der schwerste Angriff fand in der Nacht vom 22. auf den 23. Juni 1943 statt. In drei dicht aufeinander folgenden Wellen flogen 242 Lancaster-, 155 Halifax-, 93 Stirling-, 55 Wellington- und 12 Mosquito- Bomber, somit 557 Flugzeuge, die Stadt an. Hauptziele waren die Innenstadt, die Eisenbahnlinien, die Deutschen Röhrenwerke, die Firma Schmitz-Scholl als Provianthersteller für die Wehrmacht, das Reichsbahnausbesserungswerk und der Hafen. Der Angriff forderte 530 Tote unter der Stadtbevölkerung und 1630 Gebäude (64 %) wurden zerstört oder beschädigt. Etwa 40.000 Einwohner mussten daraufhin evakuiert werden.
Bei einem weiteren Bombenangriff, der eigentlich der Stadt Oberhausen galt, trafen in der Nacht vom 1. auf den 2. November 1944 einige Bomben den Stadtteil Dümpten. Dort und in umliegenden Stadtteilen kamen 33 Einwohner ums Leben. Am 24. Dezember 1944 fand der letzte schwere Angriff statt: Zur Abwehr der deutschen Ardennenoffensive, die Luftunterstützung durch den Mülheimer Flughafen bekam, griffen 338 britische Bomber den Flughafen Essen-Mülheim an. 74 Einwohner der Stadt verloren ihr Leben, davon allein fünfzig bei einem Volltreffer auf den Bunker in der Windmühlenstraße.
Das Ende des Kriegs kam für die Stadt am 11. April 1945. Zur Verteidigung gegen die anrückenden Truppen befanden sich noch 200 Soldaten des 183. Volksgrenadierregiments auf Mülheimer Gebiet, die von etwa 3.000 Angehörigen des Volkssturms unterstützt werden sollten. Am Morgen rückten die ersten Soldaten der 17. US-Luftlandedivision von Essen über den Stadtteil Heißen in die Stadtmitte vor. Im Stadtgebiet wurden im Bereich der Kämpchenstraße bei einem kurzen Kampf zwei Volkssturmmänner und drei GIs getötet. Oberbürgermeister Edwin Hasenjaeger (1888–1972) übergab um 9:40 Uhr die Stadt den Amerikanern, die einige Monate später von den Briten als Besatzungsmacht abgelöst wurden.

### Nachkriegszeit

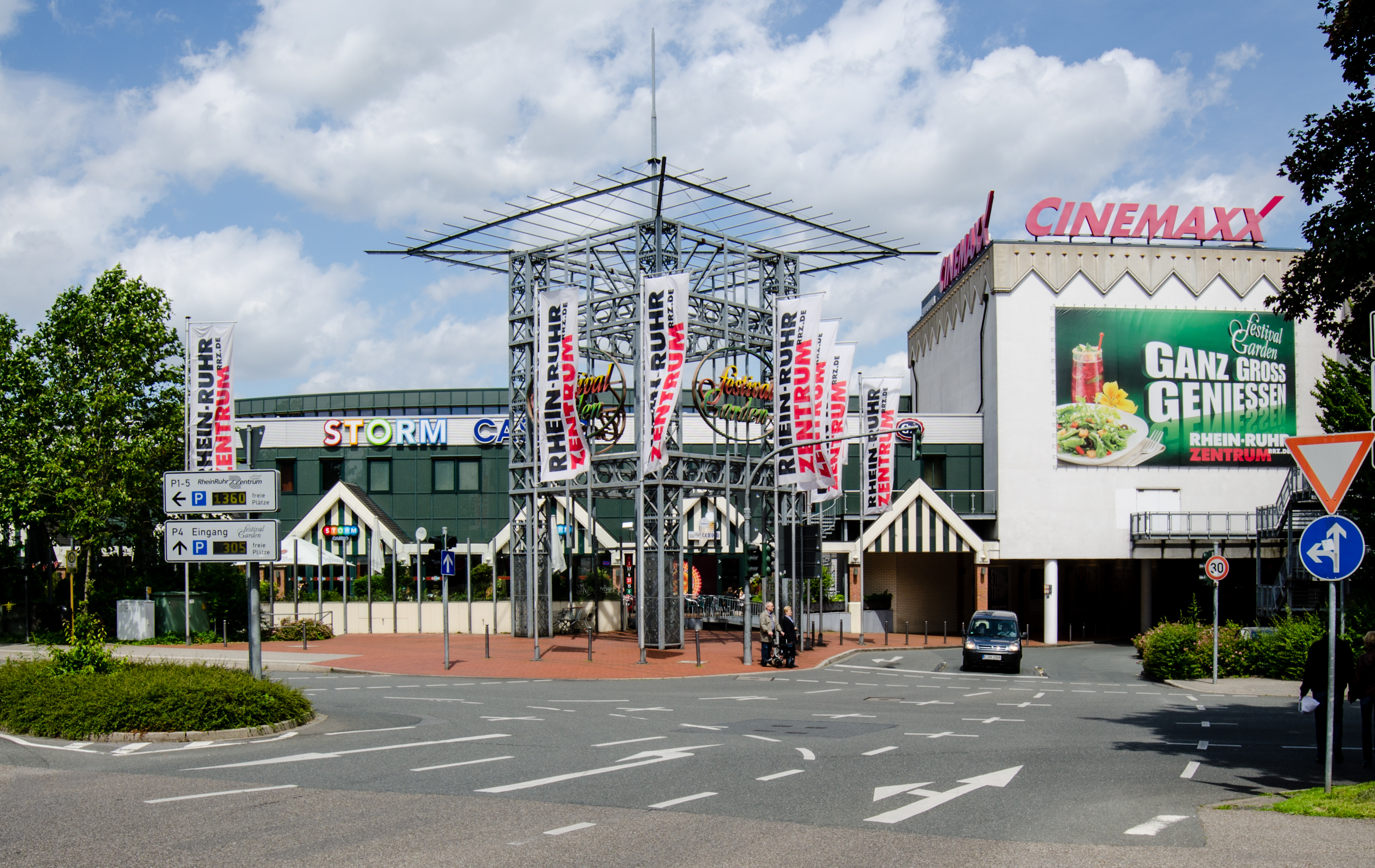
Einkaufszentrum Rhein-Ruhr Zentrum erbaut 1973 auf dem ehemaligen Gelände der Zeche Rosenblumendelle – Zeichen des Strukturwandels

Bei Kriegsende lebten nur noch 88.000 Menschen in Mülheim, doch schon Ende 1945 war die Zahl durch Kriegsheimkehrer und Flüchtlinge wieder auf 125.441 angewachsen. Der Wiederaufbau begann zunächst unter dem Eindruck von Demontagen, die vor allem die Eisen- und Stahlindustrie betrafen. Bereits 1950 waren die Mannesmannröhren-Werke wieder Westeuropas größter Röhrenproduzent. Die Beschäftigtenzahl des Werkes stieg von 6000 (1950) auf über 10.500 (1961) und Ähnliches gilt für die Zahl der Gesamtbeschäftigten, die von 49.000 auf 82.000 anwuchs.
1964 begann für die Stadt der lange und schwierige Strukturwandel. Bedingt durch die Stahl- und Kohlekrise wurde an den Hochöfen der Friedrich-Wilhelms-Hütte die letzte Schicht gefahren. Mülheim besaß damit als erste Stadt im Ruhrgebiet keine Stahlproduktion mehr. 1966 musste die Kohleförderung auf der Zeche Rosenblumendelle eingestellt werden. Damit war Mülheim als erste Ruhrgebietsstadt bergbaufrei.
Der Umstrukturierungsprozess führte 1973 zur Eröffnung des Rhein-Ruhr Zentrums auf dem Gelände der ehemaligen Zeche Humboldt. Deutschlands ehedem größtes überdachtes Einkaufszentrum steht seitdem symbolhaft für die Rückbesinnung auf die traditionsreiche Vergangenheit als Handelsstadt. 1974 folgte die Fertigstellung des City-Centers (heutiger Name: FORUM City Mülheim) als innerstädtisches Einkaufszentrum und die Umgestaltung der Schloßstraße zur Fußgängerzone.
Das Projekt einer durchgängigen Stadtbahnverbindung zwischen den Städten des westlichen Ruhrgebiets wurde 1979 mit der U-Stadtbahnstrecke von Mülheim-Hauptbahnhof bis Essen in einer ersten Etappe teilweise verwirklicht.
Die 1992 in der Stadt veranstaltete nordrhein-westfälische Landesgartenschau MüGa führte im Mülheimer Ruhrtal zu erheblichen Umgestaltungen. Vor allem im Kernbereich der Ausstellung, um den Ringlokschuppen herum, wurden unansehnliche Industriebrachen in Grünanlagen verwandelt.
Mülheims Geschichte als Garnisonsstadt endete 1994, als die Britische Rheinarmee nach 48 Jahren die Wrexham Barracks verließ. Diese zweite Mülheimer Kaserne war Ende der 1930er Jahre für die Wehrmacht errichtet worden, während die alte Kaserne an der Kaiserstraße nach 1945 nicht mehr von Militär weitergenutzt und Mitte der 1970er Jahre abgebrochen wurde.
1998 wurde mit der Eröffnung des Ruhrtunnels der Streckenverlauf der Stadtbahnverbindung vom Hauptbahnhof in Richtung Broich und Duisburg fortgesetzt.
Auf einer insgesamt 245.000 Quadratmeter großen ehemaligen Industriebrache an der Mellinghofer Straße entstand seit dem Jahre 2000 der Siemens Technopark. Mit dem Gründerzentrum im Haus der Wirtschaft, das 2005 eröffnet wurde, steht potentiellen Existenzgründern eine zentrale Niederlassungsmöglichkeit zur Verfügung.
2019 wurde ein wesentliches Teilstück des Radschnellweg Ruhr (RS1) mit der Ruhrüberquerung eröffnet.

### Mundart
Mölmsch Platt ist der Dialekt der Stadt Mülheim an der Ruhr. Es handelt sich dabei um eine Varietät des 
Bergischen.

### Eingemeindungen
- 1878 wurden Eppinghofen und Mellinghofen (beide aus der Bürgermeisterei Mülheim-Land) dem Stadtgebiet – jetzt Stadtteil Altstadt II – angegliedert.
- 1904 folgte die Bürgermeisterei Broich mit den Gemeinden Broich, Saarn und Speldorf.
- 1904 kamen auch Holthausen aus der Bürgermeisterei Heißen und die Gemeinde Styrum hinzu.
- 1910 erreichte Oberbürgermeister Paul Lembke die Angliederung von Oberdümpten und der Gemeinde Heißen mit Winkhausen und einem Teil von Fulerum, während die hoch industrialisierten Gebiete Unterstyrum und Unterdümpten sowie die Gemeinde Alstaden nach Oberhausen eingegliedert wurden.
- 1920 wurden Menden und Raadt, die bis 1910 zur Bürgermeisterei Heißen und anschließend zum Landkreis Essen gehörten, eingemeindet.
- 1929 wurde mit dem Gesetz über die kommunale Neugliederung des rheinisch-westfälischen Industriegebiets das Stadtgebiet erheblich nach Süden ausgedehnt: Selbeck (Amt Mintard), Ickten und Teile von Umstand (Amt Kettwig-Land) gingen an Mülheim.
- Am 1. Januar 1975 folgte durch Düsseldorf- und Ruhrgebiet-Gesetz die letzte Erweiterung: Mintard, seit 1930 Teil der Stadt Kettwig, kam zu Mülheim, während der Hauptteil Kettwigs nach Essen eingemeindet wurde.[11]

### Ausgliederungen
Am 1. Januar 1981 wurde ein Gebiet mit damals mehr als 100 Einwohnern an die Nachbarstadt Ratingen abgetreten.

### Einwohnerentwicklung
| Bevölkerung (Stand: 31. Dezember 2010) | Bevölkerung (Stand: 31. Dezember 2010) |
| -------------------------------------- | -------------------------------------- |
| 0–18 Jahre                             | 15,3 %                                 |
| 19–65 Jahre                            | 61,1 %                                 |
| über 65 Jahre                          | 23,6 %                                 |
| Ausländeranteil                        | 10,39 %                                |

Zeitgenössische Karikatur zur Eingemeindung 1904

Mit über 10.000 Einwohnern war Mülheim bei der Stadtwerdung im Jahre 1808 – nach Düsseldorf, Elberfeld und Barmen (heute beide zu Wuppertal) – die viertgrößte Gemeinde in dem Gebiet, das dem heutigen Regierungsbezirk Düsseldorf entspricht. Die Nachbargemeinden Duisburg (4.500 Einwohner) und Essen (3.700 Einwohner) hatten eine wesentlich geringere Bedeutung. Der Beginn der Industrialisierung hatte eine signifikante Bevölkerungszunahme zur Folge.
Im Jahr 1904 verdoppelte sich die Bevölkerung von Mülheim nach der Eingemeindung mehrerer Ortschaften – darunter der Gemeinde Styrum (18.434 Einwohner 1900) – von etwa 40.000 auf über 93.000. Durch anhaltende Zuwanderung überschritt die Einwohnerzahl der Stadt 1908 die Grenze von 100.000, wodurch Mülheim zur Großstadt wurde. 1971 erreichte die Bevölkerungszahl mit 192.915 ihren historischen Höchststand. Am 31. Dezember 2011 lebten in Mülheim nach Fortschreibung des Landesamtes für Datenverarbeitung und Statistik Nordrhein-Westfalen 168.566 Menschen mit Hauptwohnsitz. Abweichend davon betrug die Einwohnerzahl am 19. Mai 2011 lt. Zensus 2011 nur 166.865 Menschen, mithin knapp 2000 weniger.

## Religionen

### Konfessionsstatistik
Gemäß dem Zensus 2011 waren 31,3 % der Einwohner evangelisch, 30,7 % katholisch und 38,0 % waren konfessionslos, gehörten einer anderen Glaubensgemeinschaft an oder machten keine Angabe. Ende 2024 waren von den Einwohnern 22,5 % (39.462) katholisch, 21,7 % evangelisch und 55,8 % waren konfessionslos oder gehörten einer anderen Glaubensgemeinschaft an. Die Zahl der Katholiken und vor allem die der Protestanten ist demnach im beobachteten Zeitraum gesunken.
Laut kirchliche Statistik waren Ende 2024 39.563 der Einwohner katholisch.

### Christentum
Mülheim an der Ruhr gehörte im Mittelalter zum Bistum Lüttich, später zum Erzbistum Köln. Noch in der ersten Hälfte des 16. Jahrhunderts führten die Broicher Landesherren durch Bestellung eines geeigneten Pastors die Reformation ein. Zunächst handelte es sich um eine Gemeinde nach lutherischem, im letzten Viertel des 16. Jahrhunderts, wiederum durch Einsetzung eines entsprechenden Pastors, nach reformiertem Bekenntnis. Ab 1621 waren wieder lutherische Gemeindeglieder vorhanden und diese gründeten 1658 eine eigene Gemeinde. Beide gehörten ab 1817 zur Evangelischen Kirche in Preußen und deren rheinischen Provinzialkirche. Auf der auf königliche Anordnung 1817 gegründeten Kreissynode Düsseldorf schlossen sich einmütig Gemeinden beider Konfessionen zusammen. Eine Vereinigung der beiden Gemeinden in Mülheim kam aber im Gegensatz zu Ratingen (1817), Essen (1819) Düsseldorf (1825) vorerst nicht zustande. Erst 1887 vereinigten sich die reformierte und die lutherische Gemeinde zur Evangelischen Gemeinde Mülheim an der Ruhr (unierte Gemeinde). 1870 trennten sich die Gemeinden an der Ruhr von Düsseldorf und bildeten noch mit Essen (bis 1900, die Ruhrgemeinden Essens bis 1934) und Oberhausen (bis 1954) den Kirchenkreis an der Ruhr innerhalb der Evangelischen Kirche im Rheinland. Zu ihm gehören heute alle sieben evangelischen Kirchengemeinden der Stadt Mülheim an der Ruhr (Vereinte, Lukaskirchengemeinde, Broich, Heißen, Markuskirchengemeinde, Saarn und Speldorf) sowie die Kirchengemeinde Kettwig (Stadt Essen).
Die Grafen Limburg-Styrum behielten den römisch-katholischen Glauben bei, was dazu führte, dass auch die Herrschaft Styrum römisch-katholisch blieb und in der Kapelle des Schlosses Styrum weiterhin katholischer Gottesdienst gefeiert wurde. Die seelsorgliche Betreuung der in der Umgebung verbliebenen Katholiken übernahmen zunächst Minoriten aus Duisburg, bis 1752 vom Düsseldorfer Jesuitenkolleg ein ständiger Geistlicher für katholischen Gottesdienst und Unterricht gestellt wurde. Durch eine Stiftung des Grafen Karl Joseph August von Limburg-Styrum vom 13. Januar 1755 konnte ein Haus errichtet werden, das Schule, Gottesdienst und Wohnung des Geistlichen aufnahm. Nach der Aufhebung des Jesuitenordens im Jahr 1780 betreuten Weltgeistliche die Missionsstation. Ihnen gelang es, in Mülheim eine Kirche zu errichten, die am 10. November 1786 durch den Kölner Weihbischof Karl Aloys Reichsgraf von Königsegg-Aulendorf konsekriert wurde. Bereits am 18. Januar 1790 erhob der Kölner Kurfürst und Erzbischof Maximilian Franz von Österreich die Missionsstation zur kanonischen Pfarrei. Für den Bau der Kirche hatte neben anderen der Kölner Nuntius Carlo Antonio Giuseppe Bellisomi im April 1782 eine Spende zur Verfügung gestellt.
Im Zuge der Industrialisierung wuchs durch Zuwanderung der katholische Bevölkerungsanteil, und in Mülheim wurden weitere katholische Pfarreien errichtet. Sie gehörten zum Erzbistum Köln, bis sie 1958 dem neu gegründeten Bistum Essen zugeordnet wurden. Nur die Pfarrgemeinde St. Laurentius des erst 1975 nach Mülheim eingegliederten Ortes Mintard gehört weiterhin zum Erzbistum Köln. Zum Stadtdekanat Mülheim des Bistums Essen gehörten einmal 15 Pfarrgemeinden; das Zukunftskonzept des Bistums Essen, das bis 2008 umgesetzt wurde, reduzierte die Zahl auf drei Pfarrgemeinden: St. Mariae Geburt, St. Barbara und St. Mariä Himmelfahrt (Stand 31. Dezember 2019).
Ferner gibt es in Mülheim Gemeinden, die zu Freikirchen gehören: die Siebenten-Tags-Adventisten (STA), drei Evangelisch-Freikirchliche Gemeinden (Baptisten), die Evangelisch-methodistische Kirche und die Freie evangelische Gemeinde (FeG).
Eine besondere Bedeutung als Gründungsort hat die Stadt für einen pfingstlerisch geprägten Freikirchenverband: Der 1905 gegründete Mülheimer Verband Freikirchlich-Evangelischer Gemeinden führte Anfang des 20. Jahrhunderts von Mülheim aus zu einer großen nationalen Erweckung, in dessen Zuge sich die Christus Gemeinde Mülheim als erste Pfingstkirche in Deutschland gründete.
Daneben sind in Mülheim an der Ruhr auch die Neuapostolische Kirche und weitere christliche Gemeinschaften wie die Zeugen Jehovas oder die Kirche Jesu Christi der Heiligen der Letzten Tage (Mormonen) vertreten.

### Judentum

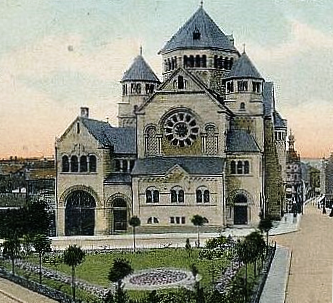
Ehemalige Synagoge am Synagogenplatz (vormals: Viktoriaplatz)

Über 500 Jahre lebten Juden in Mülheim an der Ruhr, oft als geduldete Minderheit, die für ihre Duldung hohe Abgaben zu zahlen hatten und nur zeitweise freie und angesehene Mitbürger waren.
Zu Beginn der 1930er-Jahre gehörten rund 650 Mülheimer dem jüdischen Glauben an, die sich in zwei Synagogen zum gemeinsamen Gebet trafen. Die Machtergreifung der Nationalsozialisten im März 1933 führte zu offenem Antisemitismus. Der Druck, der auf jüdische Geschäftsleute ausgeübt wurde, führte schnell zu ersten Geschäftsschließungen, zur täglichen Bedrohung in der Öffentlichkeit und am Arbeitsplatz, in Schulen und Vereinen und zu ersten Emigrationen.
Zwischen 1933 und 1936 wanderten rund 200 jüdische Mitbürger aus, darunter nur wenige der alteingesessenen jüdischen Mülheimer, die sich zu diesem Zeitpunkt trotz aller Schikanen noch sicher fühlten. 1938 war die jüdische Bevölkerung durch erste Deportationen und die Auswanderungen auf die Hälfte geschrumpft. Die große Synagoge am Viktoriaplatz (seit 2009: Synagogenplatz) wurde 1938 zerstört und 1939 abgerissen – das Grundstück musste aus Geldmangel und auf Druck der Stadt veräußert werden. Die Reichspogromnacht führte zu einer weiteren Verschlimmerung der Lage, und in den Folgejahren bis 1943/1944 wurden die in Mülheim noch lebenden Juden in mehreren Häusern gettoisiert und schubweise in die Konzentrations- und Todeslager verbracht. Im Jahr 2009 wurde vor dem Landgericht München II im Prozess gegen John Demjanjuk auch die Ermordung von Mülheimer Juden in Sobibor zur Anklage gebracht.
Insgesamt emigrierten 233 Mülheimer Juden, meist nach Palästina oder nach Südamerika. Dem Gedenkbuch – Opfer der Verfolgung der Juden unter der nationalsozialistischen Gewaltherrschaft 1933–1945 zufolge wurden 255 jüdische Mülheimer ermordet, wobei die exakte Zahl wegen der über fünfzig unbekannten Schicksale höher liegen dürfte. Mehr als achtzig starben in Mülheim; einzelne entzogen sich durch Suizid der Demütigung, Verfolgung und Deportation.
Nur 39 jüdische Mülheimer kehrten aus den Konzentrationslagern oder Verstecken zurück und die nach Mülheim zurückgekehrten Überlebenden des Holocaust gründeten zu Beginn des Jahres 1946 die Jüdische Gemeinde Mülheim, deren Vorsitzender bis 1968 Salomon Lifsches war. 1955 schloss sie sich mit der benachbarten Duisburger Gemeinde zusammen, und die Zahl der Mitglieder wuchs auf 83 an. 1960 konnte die Mülheimer Synagoge in der Kampstraße eingeweiht werden. Im Jahre 1968 vereinten sich die jüdischen Gemeinden in Mülheim, Duisburg und Oberhausen zu einer gemeinsamen Kultusgemeinde – der Jüdischen Gemeinde Duisburg-Mülheim/Ruhr-Oberhausen.
In den 1990er Jahren wuchs die Zahl der Gemeindemitglieder durch die Zuwanderung von Juden aus der ehemaligen Sowjetunion auf über 2800 Mitglieder an und machte den Neubau einer Synagoge erforderlich. Gemeinsam einigten sich die Jüdische Gemeinde und die drei Städte Mülheim, Duisburg und Oberhausen auf den Neubau im Duisburger Innenhafen. Und seit Einweihung des neuen Gemeindezentrums der Jüdischen Gemeinde Duisburg-Mülheim/Ruhr-Oberhausen in Duisburg im Jahr 1999 ist dieser Ort mit Leben gefüllt.
Es finden dort unter anderem Kulturveranstaltungen statt, so eine jährliche Jüdische Buchmesse sowie die Jüdischen Kulturtage im Rheinland. Auch das Engagement in der Familien- und Jugendarbeit ist im Gemeindezentrum mit dem Kinder- und Jugendzentrum Tikwatejnu beheimatet – Tikwatejnu ist Hebräisch und bedeutet übersetzt „Unsere Hoffnung“. Auch in Mülheim und Oberhausen sind Büros und Räumlichkeiten vorhanden, um auch hier vor Ort Familien- und Jugendarbeit leisten zu können.

### Islam

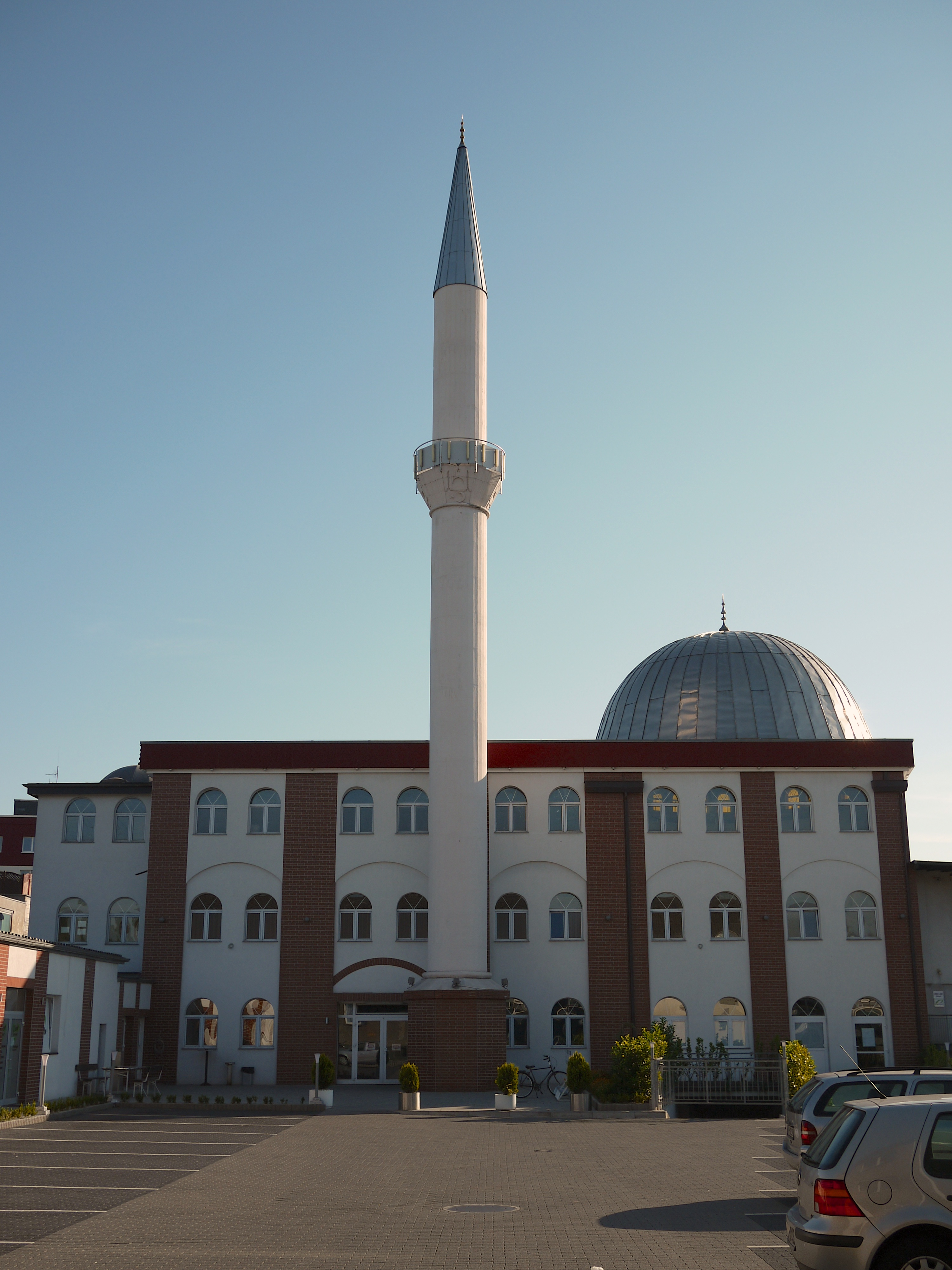
Fatih-Moschee

In Mülheim gibt es mehrere islamische Gemeinden, insgesamt stellt die islamische Bevölkerung zwischen 8 % und 10 % der Gesamtbevölkerung und damit die drittgrößte Religionsgruppe der Stadt.
Die türkische Fatih-Camii-Gemeinde verfügt über einen der größten islamischen Gebetsräume Deutschlands.
Die arabische Islamische Gemeinde Mülheims sorgte im Jahre 2005 für überregionale Schlagzeilen, als die Pläne des Vereins bekannt wurden, das leerstehende Gebäude der Landeszentralbank zu erwerben. Obwohl der Abriss des bisherigen Gebetsraumes drohte, weil die Stadtverwaltung eine Straßenerweiterung plante, wurden die Umzugspläne in das gut gesicherte Bankgebäude von den Medien und der Politik abgelehnt. Erst nach langen Verhandlungen konnte dem Verein das ehemalige Haus der Wirtschaft zum Kauf angeboten werden. Die rund 280 Mitglieder finden in dem Haus, das im September 2006 eröffnet wurde, einen erheblich größeren Gebetsraum, eine Küche und verschiedene Unterrichtsräume.

## Politik und Verwaltung

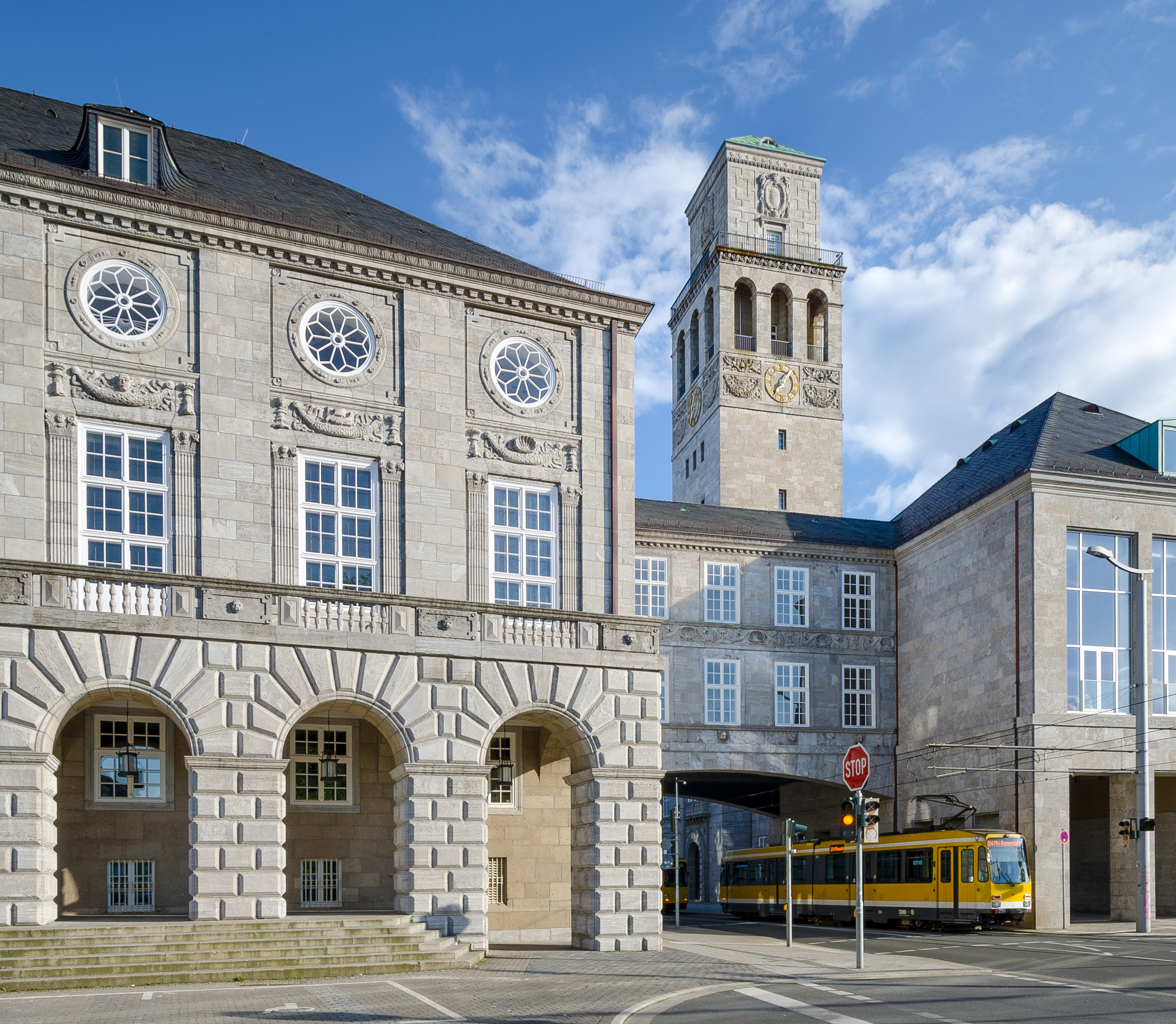
Historisches Rathaus mit Rathausturm (Nordseite)

Sitz der bestimmenden politischen Institutionen, voran des Rates der Stadt und des Oberbürgermeisters, sowie der meisten Teile der Stadtverwaltung ist das in der Innenstadt gelegene Historische Rathaus.
Die erste Verwaltung im modernen Sinne wurde 1808 eingerichtet, als Mülheim die Stadtrechte erhielt und die verwaltungstechnische Verantwortung den drei Munizipalräten und einem Bürgermeister auferlegt wurde. 1846 folgte die revidierte Städteordnung mit einem Magistrat und der Stadtverordnetenversammlung und ab 1851 galt die neue preußische Gemeindeordnung. An der Spitze der Stadt standen der Gemeindevorstand mit dem Bürgermeister und der Gemeinderat, ab 1856 der Magistrat mit dem Bürgermeister und die Stadtverordnetenversammlung (Rheinische Städteordnung). Ab 1895 trug das Stadtoberhaupt Mülheims meist den Titel Oberbürgermeister.
Während der Zeit der Nationalsozialisten wurde der Oberbürgermeister von der NSDAP eingesetzt. Nach dem Zweiten Weltkrieg setzte die Militärregierung der Britischen Besatzungszone einen neuen Oberbürgermeister ein und führte 1946 die Kommunalverfassung nach britischem Vorbild ein. Danach gab es einen vom Volk gewählten Rat der Stadt, dessen Mitglieder als Stadtverordnete bezeichnet wurden. Der Rat wählte anfangs aus seiner Mitte den Oberbürgermeister als Vorsitzenden und Repräsentanten der Stadt, der ehrenamtlich tätig war und einen hauptamtlichen Oberstadtdirektor als Leiter der Stadtverwaltung.
1999 wurde diese Doppelspitze in der Stadtverwaltung abgeschafft. Seither ist der hauptamtliche Oberbürgermeister als Vorsitzender des Rates, Leiter der Stadtverwaltung und Repräsentant der Stadt tätig. Er wird – ebenfalls seit 1999 – direkt von der Mülheimer Bevölkerung gewählt.
Seit 1975 das Stadtgebiet in die drei Stadtbezirke unterteilt ist, stellen diese je eine Bezirksvertretung mit einem Bezirksbürgermeister. Die Bezirksvertretung hat 19 Mitglieder und wird bei jeder Kommunalwahl (alle fünf Jahre) von der Bevölkerung des Stadtbezirks gewählt.
Die Stadt gehört verwaltungstechnisch zum Regierungsbezirk Düsseldorf, Landschaftsverband Rheinland und Regionalverband Ruhr.

### Schulden
Am 31. Dezember 2014 lagen die Verbindlichkeiten der Stadt bei 1.359 Millionen Euro. Unter Anrechnung der Aktiva im Stadthaushalt ergibt sich eine bilanzielle Überschuldung von 209 Millionen Euro. Für die städtische Kasse gilt seit 2010/11 das Haushaltssicherungskonzept. Im Dezember 2020 stieg die Verschuldung auf über 2.100 Millionen Euro.

### Bürgermeister und Oberbürgermeister seit 1808
Seit der Stadterhebung im Jahre 1808 hatten über zwanzig Personen das Amt des Bürgermeisters und Oberbürgermeisters inne. Die vollständige namentliche Liste mit den Daten zur Amtszeit befindet sich in der Liste von Persönlichkeiten der Stadt Mülheim an der Ruhr. Von herausragender Bedeutung für die Stadt waren die Amtszeiten von Christian Weuste (1822 bis 1847), Wilhelm Oechelhäuser (1852 bis 1856), Karl Obertüschen (1857 bis 1873) und Paul Lembke (1904 bis 1922).
In den Jahren 1945 und 1946 wechselten die Bürgermeister an der Stadtspitze häufig. Die Oberbürgermeister wurden in diesen Nachkriegsjahren durch die Alliierten kommissarisch in das Amt eingesetzt. Neben dem früheren Bürgermeister Edwin Renatus Hasenjaeger, der von Oktober 1945 bis April 1946 amtierte, standen die vorherigen Beigeordneten Gustav Langweg und Werner Hoosmann sowie der spätere Stadtdirektor Josef Poell teilweise nur für wenige Tage an der Spitze der Stadt.
Mit den ersten freien Kommunalwahlen im Herbst 1946 kam wieder eine gewisse Kontinuität in die Besetzung des Amtes und vor allem Heinrich Thöne prägte in seiner Amtszeit von 1948 bis 1969 das Bild der Stadt im Wiederaufbau. Von 2003 bis 2015 stand Dagmar Mühlenfeld an der Spitze der Stadtverwaltung. Am 21. Oktober 2015 übernahm Ulrich Scholten das Oberbürgermeister-Amt.
Seit 7. Oktober 2020 ist Marc Buchholz Oberbürgermeister der Stadt Mülheim an der Ruhr.

### Oberstadtdirektoren 1946–1999
| von  | bis  | Name                 |
| ---- | ---- | -------------------- |
| 1946 | 1953 | Josef Poell          |
| 1953 | 1963 | Bernhard Witthaus    |
| 1964 | 1974 | Heinz Heiderhoff     |
| 1974 | 1991 | Heinz Hager          |
| 1992 | 1995 | Ernst Gerlach        |
| 1995 | 1999 | Hans-Ulrich Predeick |

### Stadtdirektor (seit 1999)
Seit der Einführung der Eingleisigkeit, das heißt seit der Übertragung der Amtskompetenzen des Oberstadtdirektors auf den Oberbürgermeister, gibt es, wie in ganz Nordrhein-Westfalen, keinen Oberstadtdirektor mehr in Mülheim. Die Mülheimer Hauptsatzung sieht jedoch das Amt des Stadtdirektors vor. Dieser wird vom Rat der Stadt gewählt, ist als Beigeordneter bzw. Dezernent Mitglied des Verwaltungsvorstands und allgemeiner Vertreter des Oberbürgermeisters in dessen Funktion als Verwaltungschef. Von 1999 bis 2022 war Frank Steinfort (CDU) Stadtdirektor; sein Nachfolger ist seit September 2022 David Lüngen (CDU).

### Wahlergebnisse
- WIR AUS Mülheim: 1
- DIE LINKE.: 1
- Die PARTEI: 2
- GRÜNE: 13
- SPD: 12
- MBI: 3
- BAMH: 1
- FDP: 3
- CDU: 14
- AfD: 4

Nach der Stadtratswahl am 13. September 2020 gibt es im Stadtrat folgende Sitzverteilung (Stand: Oktober 2020).
| Wahlvorschläge       | Wahlvorschläge                                                                    | % 2020 | Sitze 2020 | % 2014 | Sitze 2014 |
| -------------------- | --------------------------------------------------------------------------------- | ------ | ---------- | ------ | ---------- |
| CDU                  | Christlich Demokratische Union Deutschlands                                       | 26,3   | 14         | 27,3   | 15         |
| GRÜNE                | Bündnis 90/Die Grünen                                                             | 23,4   | 13         | 12,0   | 6          |
| SPD                  | Sozialdemokratische Partei Deutschlands                                           | 21,3   | 12         | 31,5   | 17         |
| AfD                  | Alternative für Deutschland                                                       | 7,2    | 4          | 5,2    | 3          |
| MBI                  | Mülheimer Bürgerinitiative                                                        | 4,7    | 3          | 10,1   | 5          |
| FDP                  | Freie Demokratische Partei                                                        | 4,7    | 3          | 5,3    | 3          |
| Die PARTEI           | Die PARTEI                                                                        | 4,4    | 2          | -      | -          |
| DIE LINKE.           | DIE LINKE.                                                                        | 2,7    | 1          | 4,1    | 2          |
| WIR AUS Mülheim      | Wählerinitiative Ruhr – Alternativ – Unabhängig – Solidarisch Mülheim an der Ruhr | 2,4    | 1          | 1,4    | 1          |
| BAMH                 | Bürgerlicher Aufbruch Mülheim                                                     | 1,8    | 1          | -      | -          |
| Sonstige             |                                                                                   | 1,1    | -          | 4,2    | 2          |
| Gesamt               | Gesamt                                                                            | 100,0  | 54         | 100,0  | 54         |
| Wahlbeteiligung in % | Wahlbeteiligung in %                                                              | 50,28  | 50,28      | 50,35  | 50,35      |

Der Rat der Stadt Mülheims hat seit seiner Konstituierung nach der letzten Kommunalwahl vom 13. September 2020 exklusive des Oberbürgermeisters 54 Mitglieder. Es hat sich ein Bündnis von CDU und Grünen gebildet.

### Wahlkreise
Mülheim gehört zum Bundestagswahlkreis Mülheim – Essen I. Die Mülheimer Bundestagsabgeordneten sind der Wahlkreisgewinner Sebastian Fiedler (SPD) und wie in der Vorperiode Astrid Timmermann-Fechter (CDU).
Mülheim war von 2005 bis 2022 Teil des Landtagswahlkreises Mülheim I und des Landtagswahlkreises Essen I – Mülheim II. Zur Landtagswahl 2022 wurde der Wahlbezirk Winkhausen, der ursprünglich als einziger Wahlbezirk Teil des Wahlkreises Essen I – Mülheim II, dem Wahlkreis Mülheim I zugeordnet. Allerdings wurden zur gleichen Wahl auch die Wahlbezirke Saarner Kuppe und Saarn-Süd/Selbeck/Mintard dem Landtagswahlkreis Mettmann III – Mülheim II zugeordnet. Landtagsabgeordneter für den Wahlkreis der den größten Teil Mülheims abdeckt ist der Sozialdemokrat Rodion Bakum. Für den Wahlkreis Mettmann III – Mülheim II ist Jan Heinisch (CDU) der direkt gewählte Abgeordnete. Über die Landesliste zog zudem Elisabeth Müller-Witt (SPD) aus diesem Wahlkreis ein.

### Wappen, Logo und Flagge
| Wappen von Mülheim an der Ruhr | Blasonierung: „Der Wappenschild des Wappens der Stadt Mülheim an der Ruhr zeigt in zweimal gespaltenem und einmal geteiltem Schild (in Klammern die Bedeutung der Darstellung): - Feld 1: in Gold ein rotes Schräggitter (Herrschaft zu Daun) - Feld 2: in Blau ein achtspeichiges silbernes Rad (Herrschaft zu Falkenstein) - Feld 3: in Silber einen doppelschwänzigen roten Löwen (Herrschaft zu Limburg) - Feld 4 (geteilt): oben ein in Rot schreitender goldener Löwe; unten drei schwarze Balken in Silber (Herrschaft zu Oberstein) - Feld 5: in Rot einen goldenen Leerschild (Herrschaft zu Broich) - Feld 6: in Blau zwischen vier silbernen Kreuzen in den Ecken ein sechsspeichiges silbernes Rad (Herrschaft zu Reipoltskirchen)“ |
| Wappen von Mülheim an der Ruhr | Wappenbegründung: Das Wappen wurde 1890 eingeführt und 1925 vom preußischen Staatsministerium verliehen. Unter einer Burgmauer auf dem Schildhaupt ist der Schild des letzten Grafen Wilhelm Wirich von Daun-Falkenstein abgebildet. Das Vorbild für das Stadtwappen findet sich am Schloss Broich. Das Wappen wurde gezeichnet von Daniel Traub. Das Wappen darf nur in einer gemeinfreien rechteckigen Version ohne städtische Gebühren verwendet werden. |

Ehrenring und Ehrenspange der Stadt Mülheim tragen das Stadtwappen.
Das sehr viel jüngere Logo wurde 1971 von dem Tengelmann-Designer Dieter Schnepper (1941–2020) entworfen und von dem Mülheimer Künstler Peter-Torsten Schulz umgesetzt. Es ziert seitdem alle städtischen Schilder und Briefbögen. Das doppelte M steht als symbolische Brücke, die sich in der Ruhr widerspiegelt.
Die Flagge der Stadt Mülheim an der Ruhr ist gelb-rot, was die Farben der Herren von Broich im Mittelalter waren.

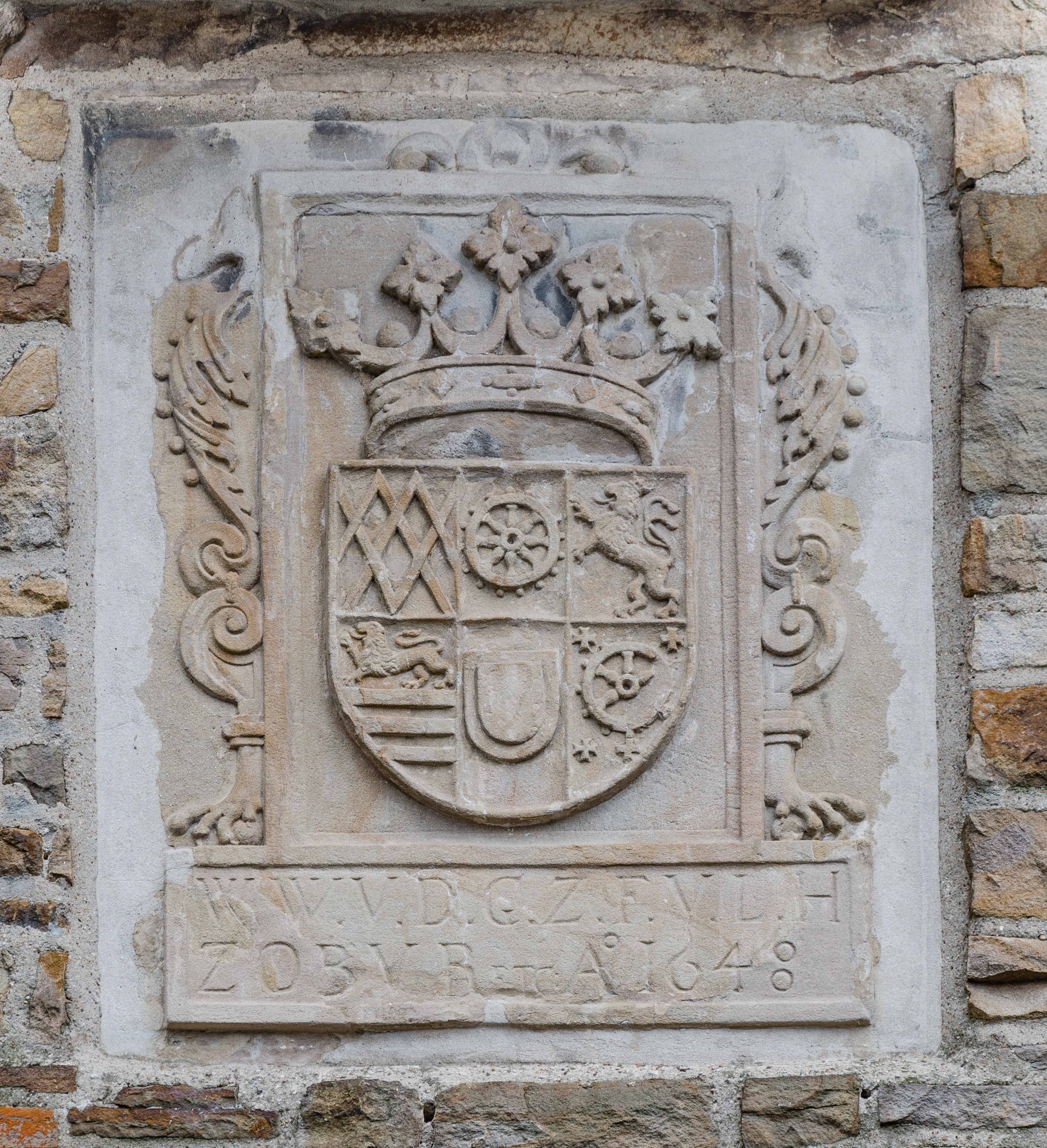
Vorbild des Stadtwappens am Schloss Broich
Stadtlogo
Stadtflagge
Stadtflagge mit Wappen

Der Wahlspruch der Stadt lautet Mölm boven aan! Der aus dem Mölmsch Platt stammende Spruch ist wörtlich mit Mülheim oben an übersetzt und bedeutet sinngemäß eher Mülheim nach vorn! oder Mülheim kommt!.

### Städtepartnerschaften
Mülheim an der Ruhr unterhält Städtepartnerschaften mit folgenden Städten:
| - Darlington, Vereinigtes Königreich, seit 1953 - Tours, Frankreich, seit 1962 - Kuusankoski, Finnland, von 1972 bis 2008 - Oppeln, Polen, seit 1989 |  | - Kfar Saba, Israel, seit 1993 - Istanbul-Beykoz, Türkei, seit 2007 - Kouvola, Finnland, seit 2009 - Qalqiliya, Palästina (Städtefreundschaft) |

Eine Patenschaft bestand von 1967 bis 2005 mit dem Schnellboot S70-Kormoran der Bundesmarine; eine solche besteht seit 1998 zum Jumbo-Jet Boeing 747-400 Mülheim an der Ruhr (Registriernummer D-ABVO) der Deutschen Lufthansa. Der Jumbo-Jet ist auf dem Flughafen Frankfurt Main stationiert. Seit dem 30. September 2004 hat die Stadt Mülheim an der Ruhr eine Patenschaft über den gleichnamigen ICE der Deutschen Bahn AG übernommen.

## Kultur und Sehenswürdigkeiten
Neben den bildenden Künsten und Theater gibt es in Mülheim eine lebendige Musikszene. Künstler wie Helge Schneider, Christoph Schlingensief, Dore O. und Bands wie Sondaschule, Bluttat, Die Lokalmatadore, Die Ruhrpottkanaken, Bohren & der Club of Gore sind auch über Mülheim hinaus bekannt.
Das Mölmsch Platt als örtlicher Dialekt ist in seiner Bedeutung fast untergegangen. Diese
bergische Mundart wird nur noch von wenigen älteren Mülheimern in ihren Heimatgruppen gesprochen. Hingegen ist am Martinstag das mölmsche Heischelied Ssinter Määtes Vöögelsche noch vielfach zu hören.
Umgangssprachlich spricht man heute in Mülheim ein Mölmsches Hochdeutsch, das viele niederrheinische Elemente und Worte umfasst, und sich vom Ruhrdeutschen unterscheidet.
Erhalten geblieben sind die typisch mölmschen Spezialitäten: Endivien dore-in (Endivien untereinander) mit Panhas, Steelmoos (Stielmus) und Ssuure Kappes mit witte Boahne (Sauerkraut mit weißen Bohnen). Das Echt Mölmsch, eine mit dem Kölsch vergleichbare Mülheimer Bierspezialität, die von 1995 an einige Jahre lang nicht mehr gebraut wurde, wird seit 2008 jedoch wieder hergestellt.
Im Debütfilm Pottkinder – ein Heimatfilm des Mülheimer Regisseurs und Drehbuchautors Alexander Waldhelm sind Eigenheiten der Mülheimer in ihrer Umgebung dargestellt.

### Theater

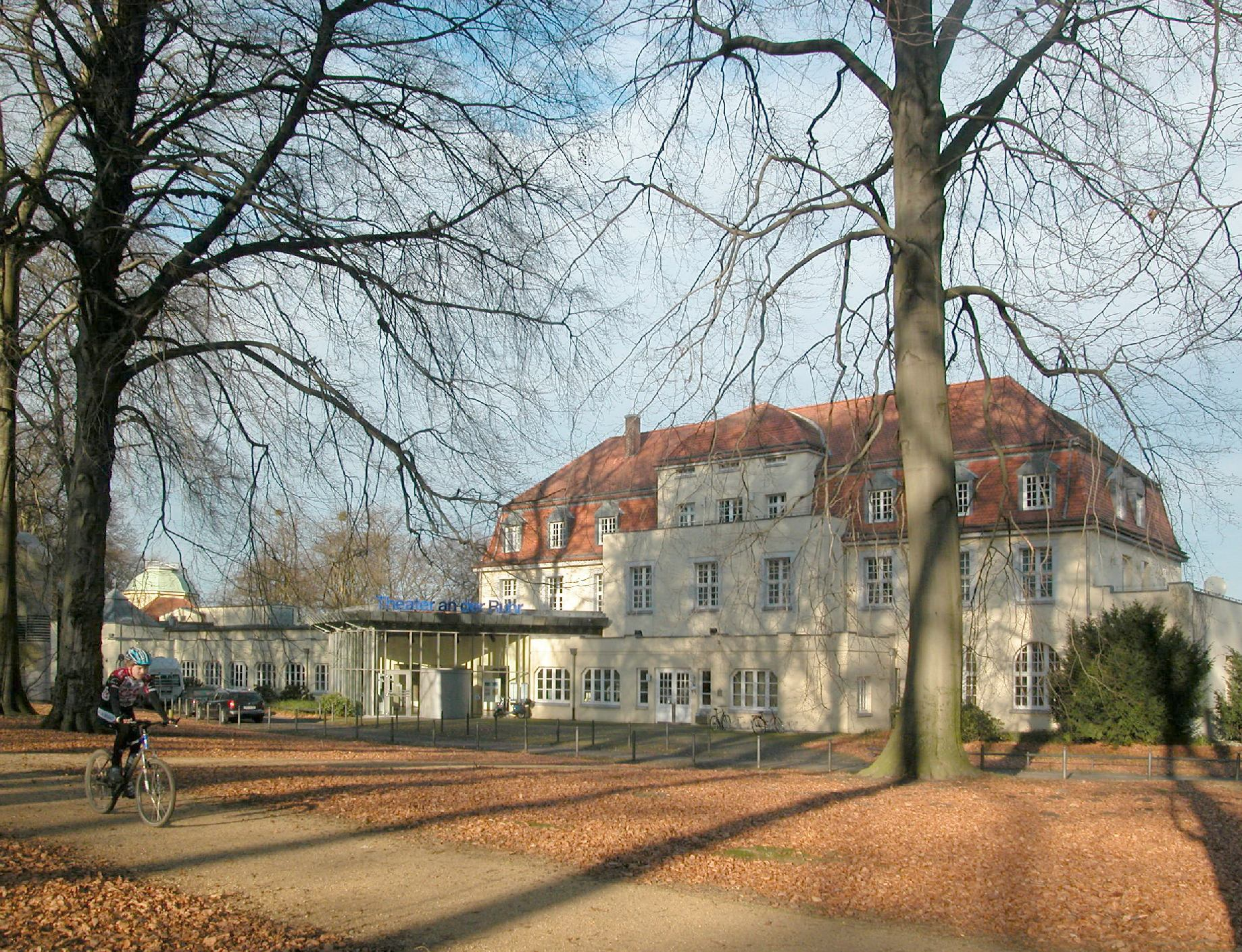
Theater an der Ruhr

Das Theater an der Ruhr wurde 1980 von Roberto Ciulli, Gralf-Edzard Habben und Helmut Schäfer gegründet. Die Schauspielbühne befindet sich im Gut Raffelberg und zählt durch ihre überregionale Bekanntheit zu den wichtigsten Kultureinrichtungen der Stadt. Das Theater an der Ruhr ist seit seiner Gründung ein Modell, das die strukturellen Schwächen der Staats- und Stadttheater vermieden hat und seiner Flexibilität wegen ein Beispiel für moderne Kultureinrichtungen ist. Stark entwickelt sind die internationalen Beziehungen: So hat das Theater selbst in über dreißig Ländern weltweit gastiert und ähnlich viele Theater aus dem Ausland zu seinen Internationalen Theaterlandschaften eingeladen. 1999 war das Theater an der Ruhr das erste Theater aus dem Westen, das nach 1979 im Rahmen seines Projekts „Seidenstraße“ wieder in Teheran gespielt hat.
Das Theater an der Ruhr ist regelmäßig Gastgeber des Theaterjugendclub-Festival Unruhr. Teil des Theater an der Ruhr ist seit 2013 die VolXbühne – Ensemble der Generationen am Theater an der Ruhr als Bürgerbühne für Mülheim und das Ruhrgebiet.
Die Stadthalle ist Austragungsort für den jährlich seit 1976 im Mai/Juni stattfindenden Stücke-Wettbewerb. Im Rahmen der Mülheimer Theatertage entscheidet eine Jury über die Vergabe des Mülheimer Dramatikerpreises an neue Stücke in der Theaterwelt, wobei nur die Stücke selbst und nicht die Inszenierungen gewertet werden sollen. Der Wettbewerb trägt dazu bei, dass jedes Jahr mehrere Stücke – meist die Uraufführungen – aus sämtlichen Teilen des deutschsprachigen Theaterraums in Mülheim zu sehen sind.
Mülheim verfügt zudem über eine Freilichtbühne, die 1936 eröffnet wurde und lange Zeit in Vergessenheit geriet, bevor im Jahre 2000 ein Förderverein die Wiederbelebung als Open-Air-Zentrum – insbesondere im Kontext der Kulturhauptstadt 2010 – initiierte.
Das Kulturzentrum Ringlokschuppen ist ein Ort für Theater, Musik, Tanz, Performance und Lesung. Der Ringlokschuppen ist Spielstätte der großen Festivals im Ruhrgebiet, der RuhrTriennale, der Mülheimer Stücke und der Impulse.
Die Theatergruppe für Senioren, Theater Mülheimer Spätlese, hat über dreißig aktive Mitglieder im Alter zwischen fünfzig und über achtzig Jahren. Das Ensemble hat zahlreiche Eigenproduktionen aufzuweisen. Landesweit beteiligt es sich an Festivals und lässt auswärtige Seniorentheater in der eigenen Spielstätte gastieren.
Das „Mülheimer Backstein-Theater“ mit über achtzig Mitgliedern auf und hinter der Bühne veranstaltet jährlich mehrere Aufführungen im „Großen Kasino des Evangelischen Krankenhauses“.

### Museen

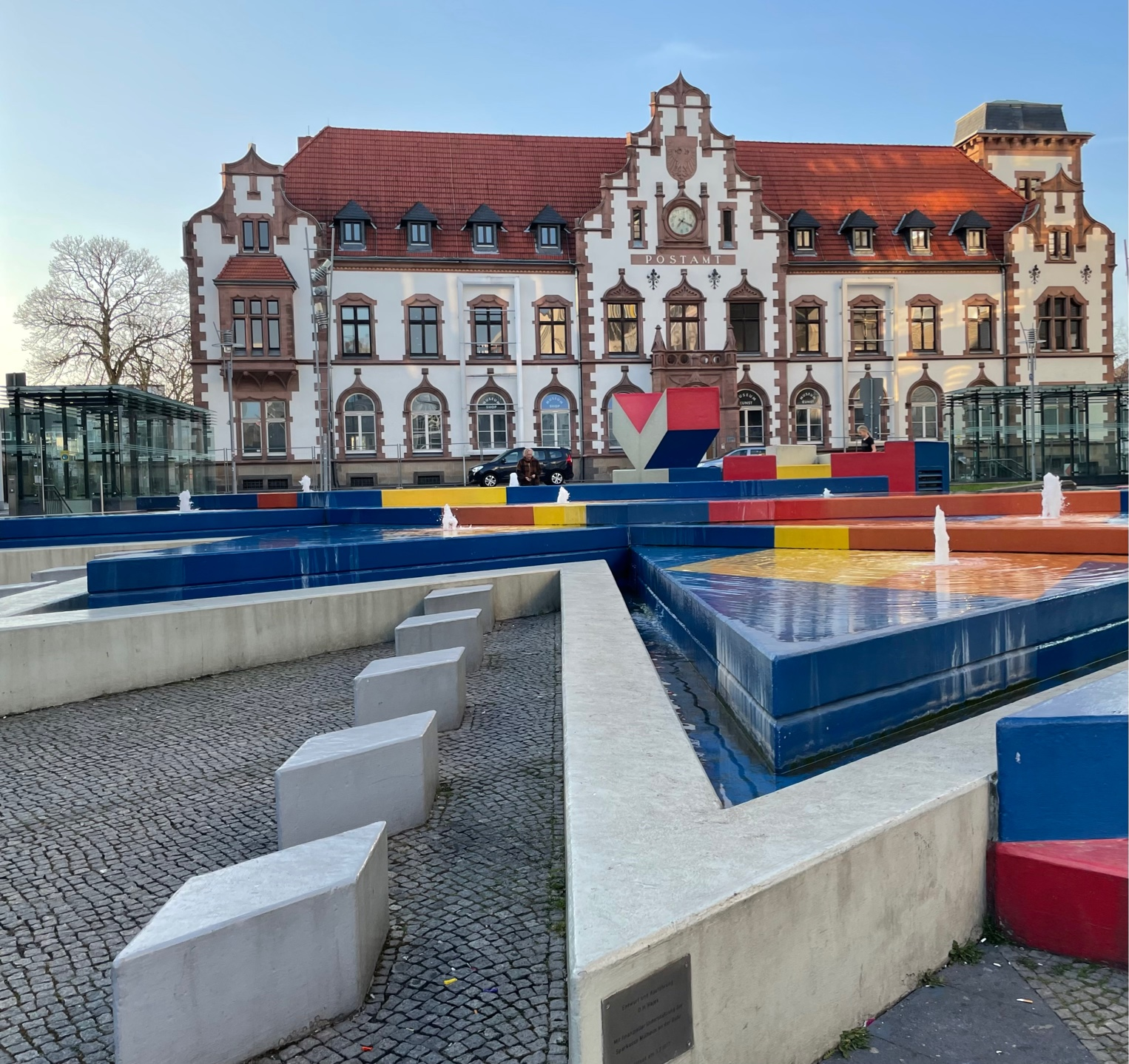
Mülheimer Kunstmuseum am Synagogenplatz 1 mit dem Hajek-Brunnen

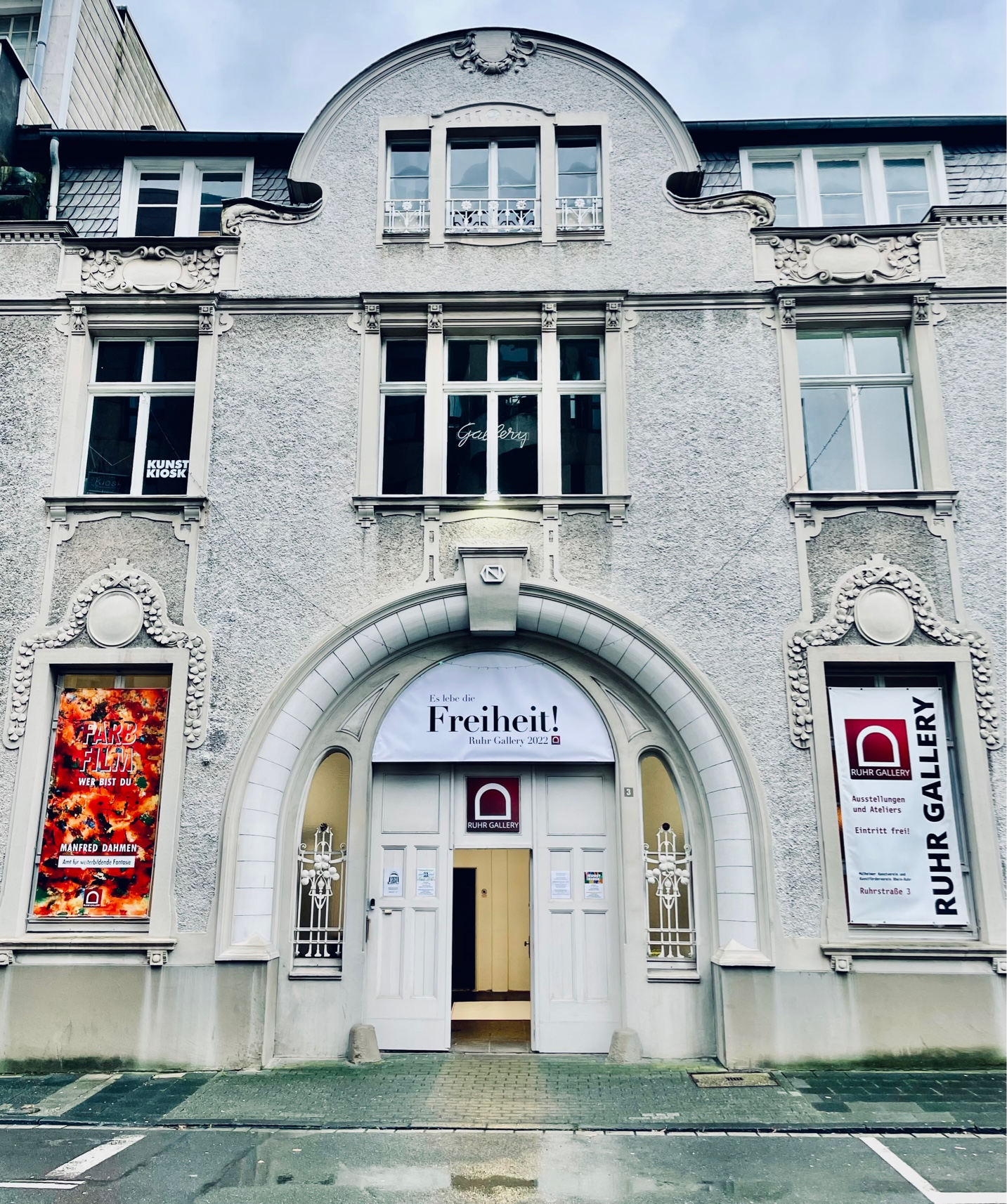
MMKM – Museum Moderne Kunst Mülheim an der Ruhrstraße 3

Das Kunstmuseum Mülheim an der Ruhr wurde im Jahr 1909 auf Initiative des Mülheimer Mäzens, Heimatforschers und Kunstsammlers Robert Rheinen (1844–1920) gegründet. Im Museum werden auch Kunstwerke aus der Sammlung des Mülheimer Nobelpreisträgers Karl Ziegler präsentiert. Gezeigt werden bedeutende Kunstwerke der Klassischen Moderne und der internationalen zeitgenössischen Kunst in wechselnden Einzel-, Gruppen- und Themenausstellungen. Glanzstücke der Sammlung sind Gemälde der Künstler Max Beckmann, Oskar Kokoschka, Karl Hofer, Hans Purrmann, Heinrich Campendonk, Erich Heckel, Alexej von Jawlensky, Otto Mueller, Karl Schmidt-Rottluff, Franz Marc, August Macke, Emil Nolde, Lyonel Feininger, Wassily Kandinsky, Paul Klee, Oskar Schlemmer und Max Ernst. Regelmäßige Ausstellungen mit dem Grafikbestand Ernst Barlach, Marc Chagall und vor allem Pablo Picasso (Suite Vollard).
Im Jahr 2012 wurde das private Kunstmuseum „MMKM Museum Moderne Kunst Mülheim“ an der Ruhrstraße 3 gegründet. Gezeigt werden wechselnde Ausstellungen und die ständige Sammlung zeitgenössischer Kunst. Träger ist der Mülheimer Kunstverein und Kunstförderverein Rhein-Ruhr.
Das Aquarius-Wassermuseum am Schloss Styrum rechnet zu den Ankerpunkten der Route der Industriekultur, deren Themenroute 12 die Höhepunkte der Industriekultur und -geschichte der Ruhrlandschaft verbindet.
Das Haus Ruhrnatur in der Nähe der Ruhrschleuse wurde 1992 eingeweiht und beherbergt ein Museum, das die Flora und Fauna an und in der Ruhr zeigt.
In einem Wasserturm in der Nähe des Ringlokschuppens wurde – ebenfalls 1992 – die größte begehbare Camera obscura der Welt eingerichtet, die an klaren Tagen interessante Aus- und Einblicke in die Stadt gibt. Seit September 2006 ist in den unteren Etagen des Wasserturms das Museum zur Vorgeschichte des Films eingerichtet, das sich mit zahlreichen Ausstellungsstücken der Frage widmet, „wie die Bilder laufen lernten.“
Im Oktober 2008 wurde im Kloster Saarn das Klostermuseum eröffnet, das die Geschichte des Lebens im Kloster und seiner Umgebung über einen Zeitraum von 1200 Jahren mit Fundstücken dokumentiert, die dort durch Ausgrabungen gewonnen wurden.
Weitere Museen in Mülheim sind das im Jahr 2012 gegründete ZIMM-Zinnfigurenmuseum-Mülheim im Kulturpalais-Mülheim und das Büromuseum im Turm des Rathauses (geschlossen seit 2013 und im Depot eingelagert), das Leder- und Gerbermuseum angemietet in einer stillgelegten Lederfabrik und die Heimatmuseen im Tersteegenhaus und im Schloss Broich.

### Kulturzentren

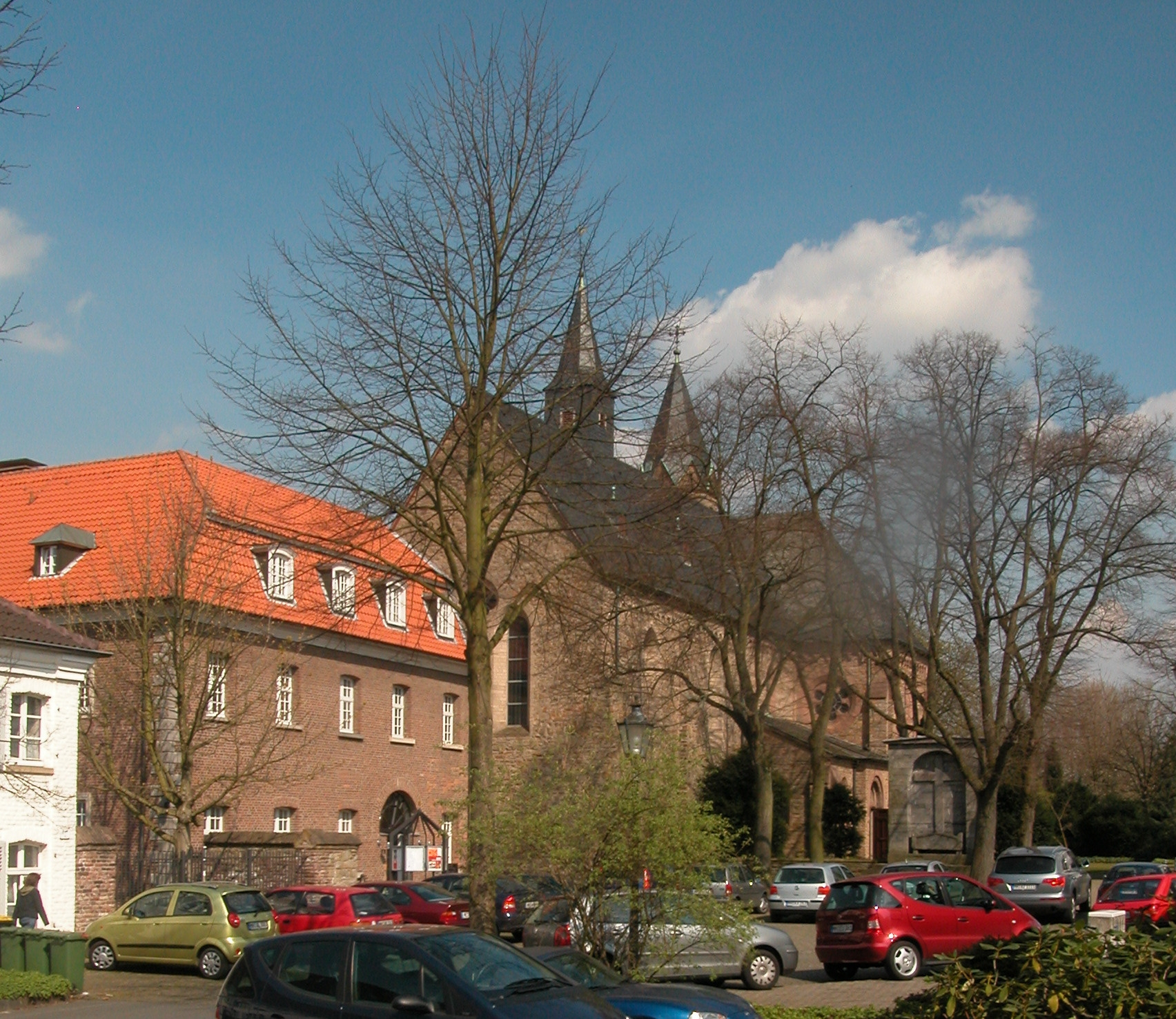
Kloster Saarn

Im Kloster Saarn finden neben geistlichen Konzerten jährlich die Saarner Orgeltage mit international bekannten Interpreten statt. Auch als kultureller Treffpunkt mit Mal- und Fotokursen, Tanzveranstaltungen, Kindertheater, Jazz, Klassik und Folkmusik hat das Kloster Saarn eine besondere Bedeutung für die Stadt. Zu erwähnen ist auch der Bürgersaal mit Cafeteria, die umfangreiche Pfarr-Bibliothek und das Klostermuseum (s. u.).
In der evangelischen Altstadtgemeinde mit der Petrikirche auf dem Kirchenhügel wirkten Gerhard Tersteegen und Siegfried Reda als Kirchenmusiker. Hier finden geistliche Orgel- und Chorkonzerte statt.
Das Autonome Zentrum Mülheim ist ein seit 1998 selbstverwaltetes Jugendkulturzentrum, in dem Partys, Konzerte, Theateraufführungen und Workshops stattfinden. Neben einem Kneipenbetrieb und einem Internetcafé bietet es vielen lokalen und regionalen Gruppen von Antifa bis Zeche23 (CCC) einen Treffpunkt. Das Makroscope (Mülheim) in der Innenstadt ist eine weitere private Kulturinitiative in der Stadt.

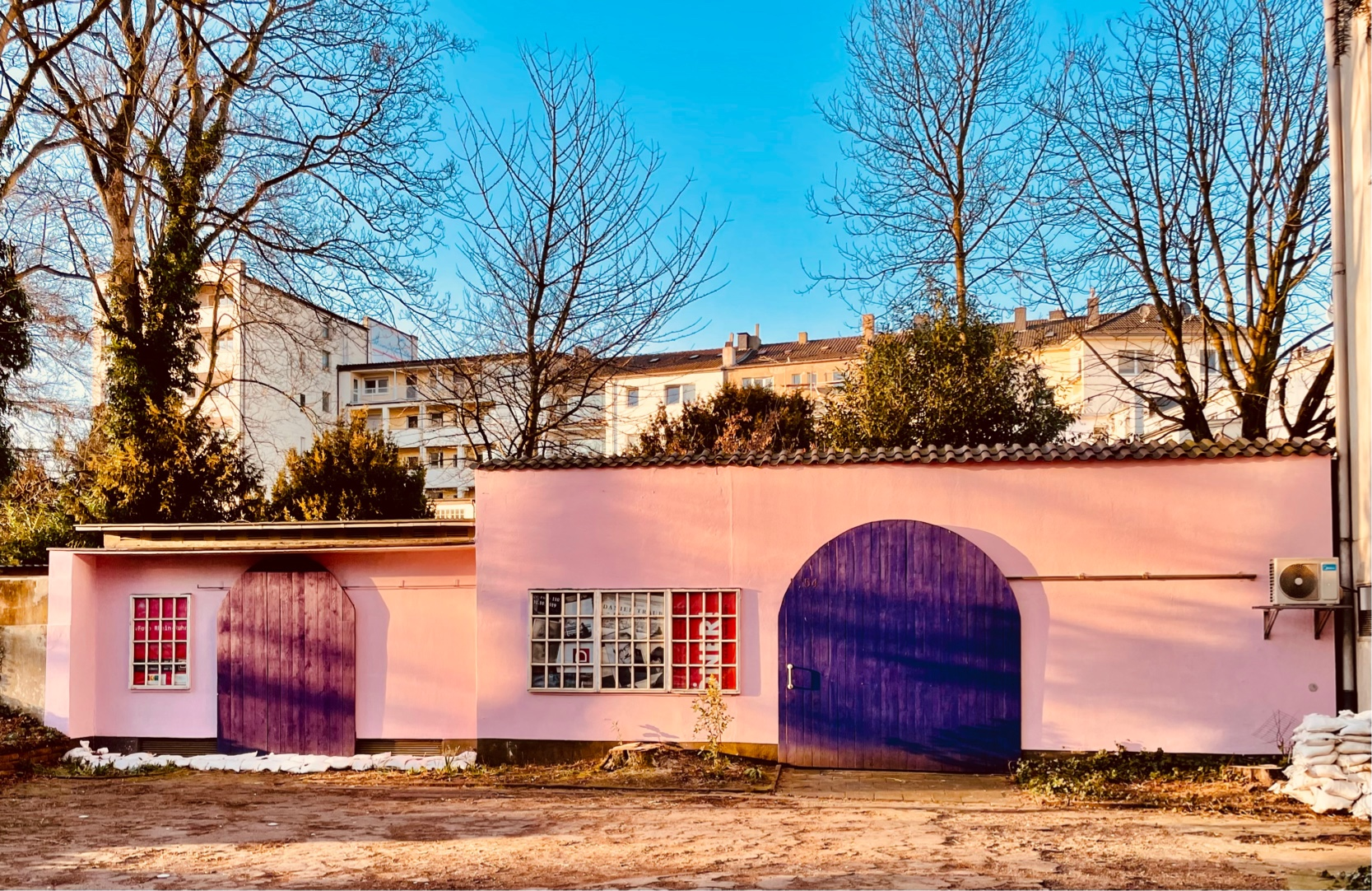
Haus des Mülheimer Kunstvereins am Innenstadtpark Ruhranlage

Nicht zuletzt sind auch in diesem Zusammenhang die Heinrich-Thöne-Volkshochschule, das Schloss Broich und der Ringlokschuppen zu nennen, ein soziokulturelles Zentrum in dem 1995 umgebauten ehemaligen Lokschuppen, in dem regelmäßig Konzerte, Kabarett, Theateraufführungen und andere Kulturveranstaltungen stattfinden und der außerdem eine Gastronomie beherbergt. Die drei Einrichtungen gruppieren sich – zusammen mit dem umgebauten ehemaligen Wasserturm (Camera Obscura) – um den oberen (westlichen) Teil des MüGa-Geländes.
In der historischen Villa Artis, auch genannt Villa Schmitz-Scholl unmittelbar bei Ruhranlage und Ruhrpromenade befindet sich die „Galerie an der Ruhr / Kunsthaus Mülheim Ruhrstr. 3“ / Ruhr Gallery mit verschiedenen Ateliers. Einst wirkte hier die Gründerfamilie des Tengelmann-Gründers Wilhelm Schmitz-Scholl in der Ruhrstraße 3, später u. a. auch der Industrielle Carl Nedelmann. Heute befindet sich hier u. a. die Sammlung der Malerin Edith Polland-Dülfer, die Sammlung des flämischen Malers Fernand Luickx neben Werken von weiteren Kunstschaffenden, u. a. der Ruhrpreisträgerinnen und Ruhrpreisträger – Ruhrpreis für Kunst und Wissenschaft – „Bildende Kunst“. Ein weiteres Kunsthaus ist im Stadtteil Styrum geplant, in einem alten Schulgebäude, das demnächst außer Betrieb genommen werden soll.
Die Alte Dreherei ist ein 1874 errichtete Industriegebäude, das als Baudenkmal der Industriekultur unter Denkmalschutz steht. Das innenstadtnahe Gebäude soll zu einem „Haus der Vereine“ mit einem Begegnungs- und Bildungszentrum, einer Ausstellungshalle und einem technischen Museum entwickelt werden.

### Bauwerke

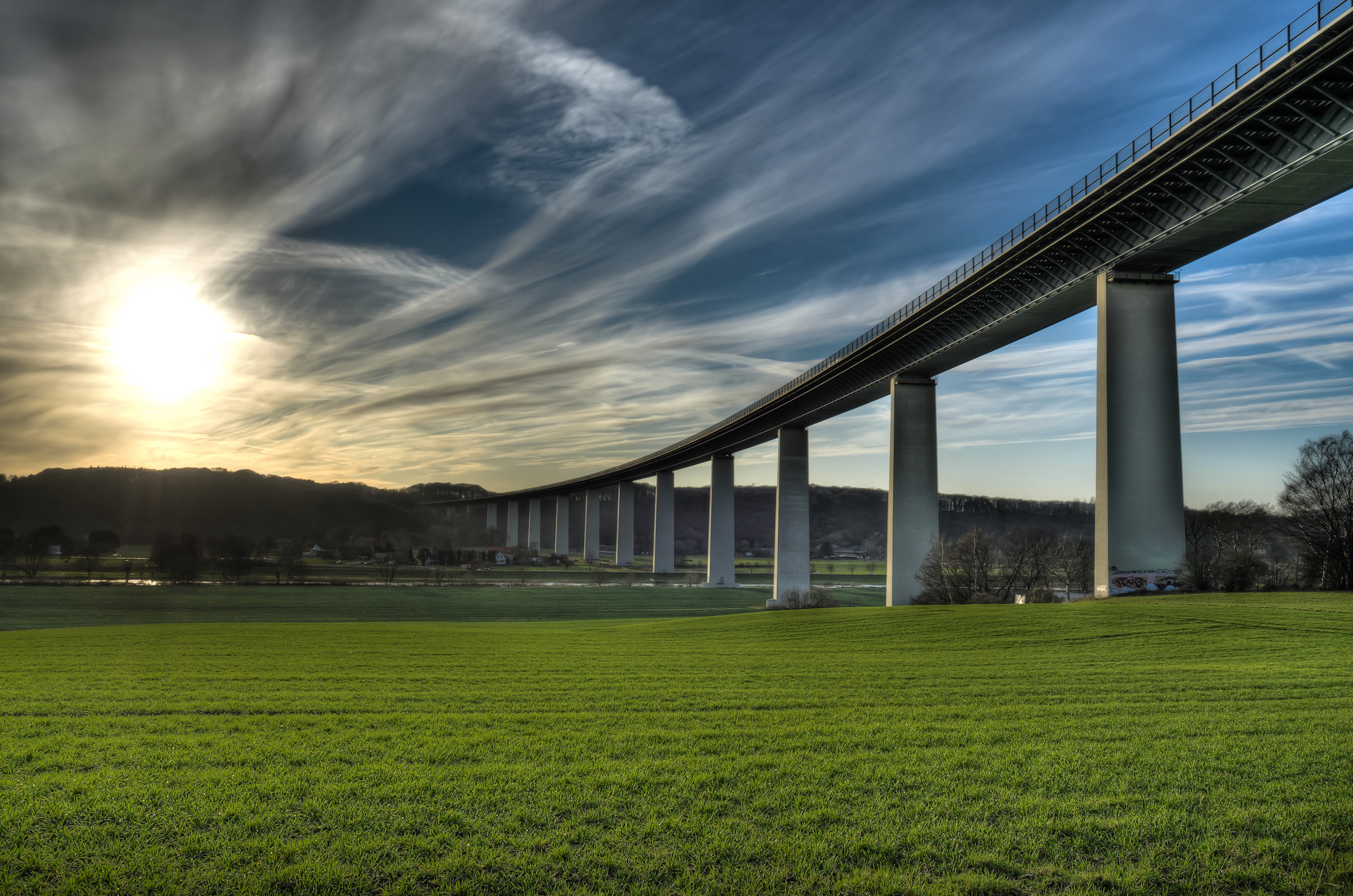
Landschaftsmarke: Ruhrtalbrücke in Mintard

Die ältesten erhaltenen Bauwerke sind Schloss Broich und das Kloster Saarn. Nur noch einen Hauch von Beschaulichkeit der alten niederfränkischen Architektur bietet die Mülheimer Altstadt am Kirchenhügel, denn bis auf einige wenige Fachwerkhäuser rund um das Tersteegenhaus und die Petrikirche wurde die alte Bausubstanz zum großen Teil während des Zweiten Weltkriegs zerstört, zum Teil aber auch später abgerissen. Vom Krieg verschont blieb die historische Bebauung dagegen weitgehend in den östlichen Randbezirken der Altstadt und in den nobleren Wohngegenden hin zum Ruhrufer, wo die Häuser aus Gründerzeit und Jugendstil noch immer bildbestimmend sind. Neben der fast durchgängigen Bebauung mit Jugendstilhäusern an der Ruhrstraße, Friedrichstraße und der Kaiserstraße sowie ihren Seitenstraßen sind als Einzelgebäude die Villa Josef Thyssen an der Dohne und Haus Urge am Kahlenberg hervorzuheben. Am nördlichen Rand der Innenstadt befindet sich das Historische Rathaus, dessen Turm ein Wahrzeichen der Stadt ist.
Der Wasserbahnhof mit seiner berühmten Blumenuhr liegt in Zentrumsnähe auf einer Insel im Fluss. Von hier fahren in den Sommermonaten die Schiffe der Weißen Flotte ruhraufwärts bis nach Kettwig und zum Baldeneysee in Essen.
Das bis 2010 als Jugendherberge genutzte Gebäude am Kahlenberg eröffnete 1890 (Grundsteinlegung 1889) als Restaurant am Kahlenberg und wurde im Jahre 1952 zur Jugendherberge umgebaut. Der Jugendherbergsbetrieb ist seit Ende 2010 eingestellt und in dem denkmalgeschützten Gebäude wurden nach der Privatisierung Büroflächen und Luxuswohnungen errichtet.
Weitere interessante Gebäude sind der Altenhof, der Bismarckturm, die Fabrikgebäude der Friedrich-Wilhelms-Hütte, die Alte Malzfabrik, die alte Kornbrennerei in Broich, die katholische Kirche St. Mariae Geburt und die Sankt-Laurentius-Kirche im Ortsteil Mintard. Sehenswert ist auch die Speldorfer Kirche und die historische Bebauung im Stadtteil Saarn. Im Ortsteil Heißen befinden sich die unter Denkmalschutz stehende Bergarbeitersiedlung Mausegatt und das Rhein-Ruhr Zentrum, bei seiner Errichtung Deutschlands größtes überdachtes Einkaufszentrum.
Als technisches Bauwerk besonders zu erwähnen ist die Ruhrtalbrücke, die seit 1966 das Ruhrtal in Mintard überspannt. Mit 1.830 Metern Länge ist sie die längste Stahlbrücke Deutschlands.

### Denkmäler und Kunst
Siehe: Liste von Kunstwerken im öffentlichen Raum in Mülheim an der Ruhr

### Parks, Grünflächen und Wälder

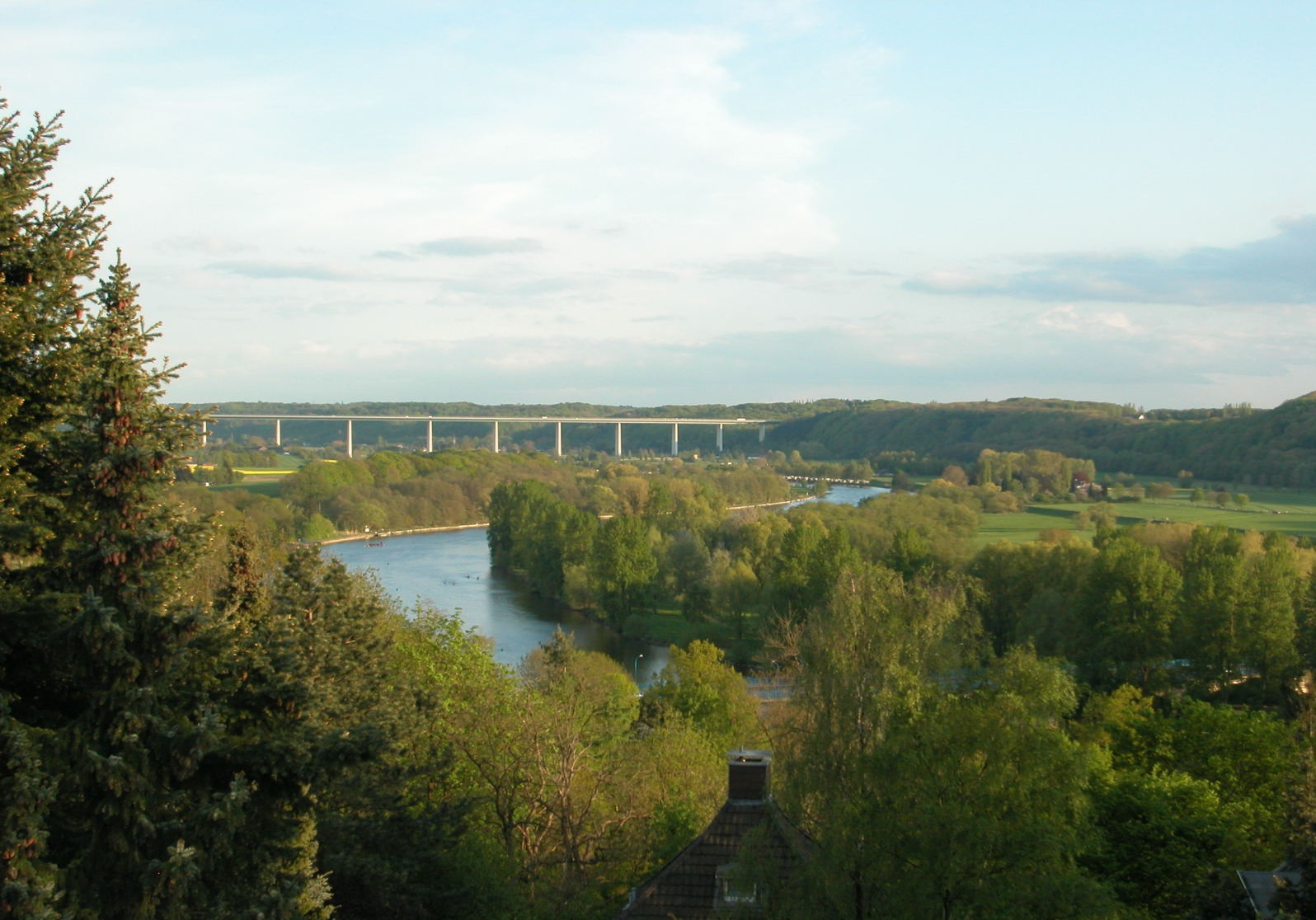
Blick auf die Ruhrauen zwischen Saarn und Menden-Holthausen

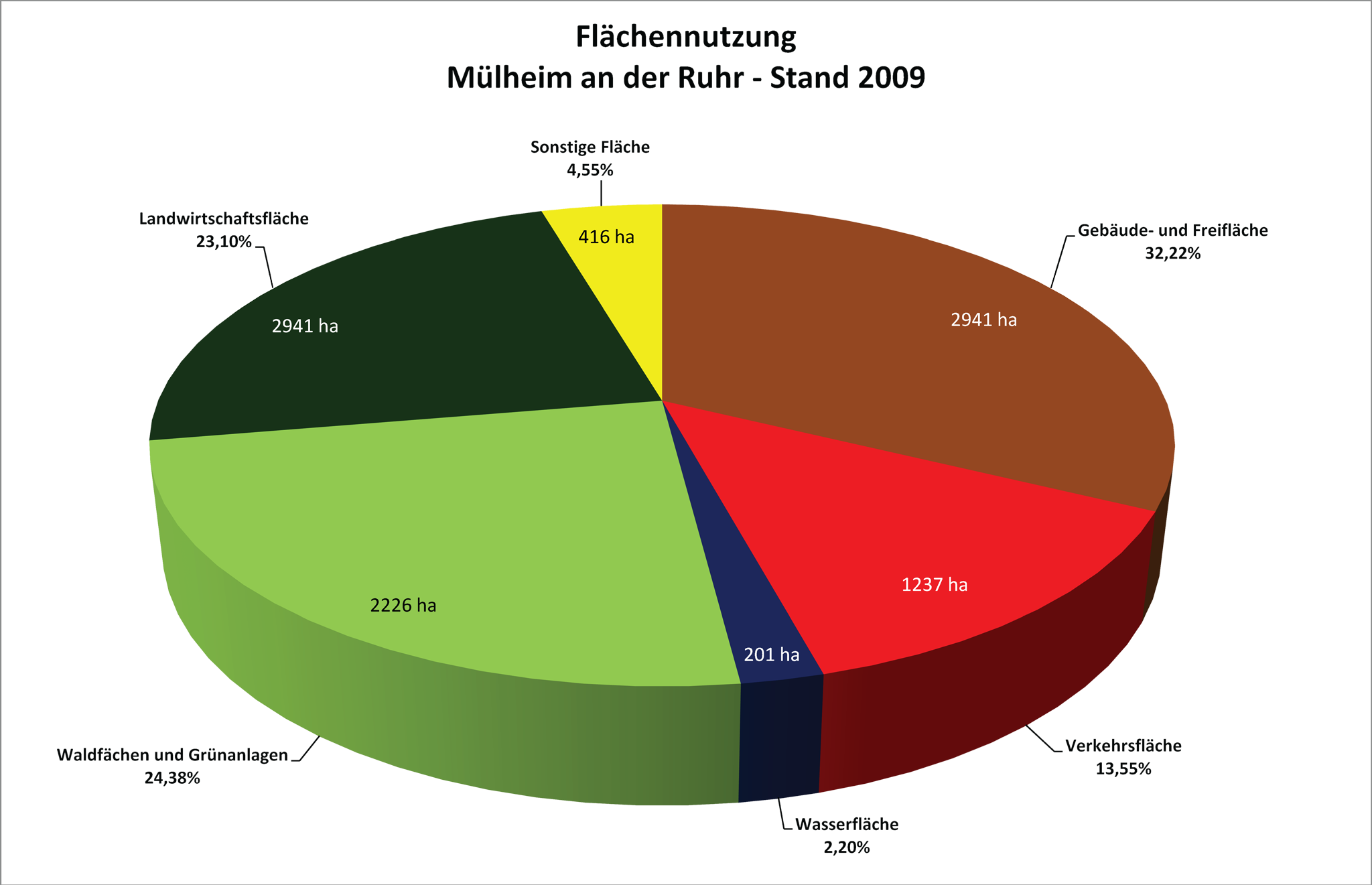
Flächennutzung (Stand: 2009)

Gemäß Landschaftsplan der Stadt Mülheim waren im Jahr 2001 rund 49,7 % des Stadtgebietes Wasser- und Grünflächen (Wasser 2,5 %, Wald 17,2 %, Grünanlagen 4,8 %, Landwirtschaft 24,2 %, Friedhöfe 1 %). Von den Grünflächen stehen 19 Gebiete mit insgesamt 1191,6 ha unter Naturschutz. Hierzu gehören insbesondere Teile der Saarn-Mendener Ruhraue (darin Kocks Loch) und der Seitentäler der Ruhr mit ihren Nebentälern (Siepen), wie Schmitterbachtal, Rossenbecktal, Forstbachtal, Rumbachtal, aber auch ein Teil des Hexbachtals (Zufluss zur Emscher), Gebiete um den Wambach (Zufluss zum Rhein), sowie das Winkhauser Bachtal.
Das Hexbachtal konnte als Naherholungsgebiet und teilweise als Naturschutzgebiet erhalten werden, weil durch den Einsatz von Bürgern (Aktionsgemeinschaft A 31) im Jahre 1980 der Bau der Autobahn A 31 verhindert worden war.
Die landwirtschaftlich genutzten Grünflächen sind durch Bauwünsche seitens der Eigentümer, verbunden mit lokalpolitischen Interessen (Einzelinteressen?) regelmäßig reduziert worden und werden es immer noch. Während im Mendener Süden im Jahre 2012 von Bürgern die Bebauung eines ökologisch wertvollen Areals verhindert werden konnte, befinden sich zurzeit (Februar 2013) zwei umstrittene Bebauungspläne oberhalb des Rumbachtals in der Offenlegung.
Der Innenstadtpark „Ruhranlage“ wurde am rechten Ruhrufer 1897 vom Mülheimer Verschönerungsverein angelegt und bildet mit der Ruhrpromenade, der Schleuseninsel mit dem Wasserbahnhof und dem als Wasserwanderrastplatz gestalteten Stadthafen und den dort angesiedelten Museen Haus Ruhrnatur und den Baudenkmälern Villa Artis und Stammhaus der Casinogesellschaft einen beliebten Erholungsort.
Die Mülheimer Gartenschau (MüGa) erstreckte sich, ausgehend von der Stadtmitte, entlang des linken Ruhrufers der Ruhr einige Kilometer sowohl in nördlicher als auch in südlicher Richtung. Für die Landesgartenschau im Jahr 1992 wurden im Wesentlichen zuvor industriell genutzte Flächen und Brachland umgewandelt. Auch nach dem offiziellen Ende der Gartenschau bildet das ehemalige MüGa-Gelände einen 66 Hektar großen stadtnahen Erholungsraum, der sich als kilometerlanger Grüngürtel entlang der Ruhr ausbreitet. Am rechten Ruhrufer befindet sich der Innenstadtpark „Ruhranlage“, der auch den Mülheimer Wasserbahnhof und die Ruhrpromenade mit einbezieht. Im Rahmen der IGA 2027 wird das MüG-Gelände noch einmal verändert. Die Neugestaltung des Geländes umfasst die Überarbeitung der Pflanzbereiche, die Umgestaltung der Eingangsbereiche, die Stärkung und Gestaltung der bestehenden Teichanlage sowie die Anpassung eines Spielplatzbereichs entsprechend den Bedürfnissen der Menschen, die sie nutzen.
An der Stadtgrenze zu Duisburg bildet der Broich-Speldorfer Wald, gemeinsam mit dem Duisburger Stadtwald, ein etwa 30 Quadratkilometer großes zusammenhängendes Waldgebiet im Grenzgebiet zwischen den Städten. Auf Mülheimer Seite umfasst der Wald eine Fläche von 1.627 Hektar, von denen rund 1000 Hektar in kommunalem Eigentum stehen und den Mülheimer Stadtwald bilden.
Oberhalb des Kahlenbergs liegt jenseits der B 1 der Witthausbusch. Mülheims größte innerstädtische Parkanlage ist wegen ihrer vielfältigen Nutzungsmöglichkeiten vor allem bei Sportlern, Familien und Kindern beliebt.
In dem 1909 in Speldorf geschaffenen Raffelbergpark befand sich bis 1992 ein Solebad mit Kureinrichtungen.
Der denkmalgeschützte Altstadtfriedhof mit seinen Grabmalen einfacher Bürger, städtischer und kirchlicher Oberen und Unternehmerfamilien ist ein wichtiges Zeugnis der Mülheimer Stadtgeschichte und Dokument historischer Begräbniskultur. Südwestlich davon und direkt angrenzend liegt ein Park, dessen Herzstück die Freilichtbühne Mülheim an der Ruhr bildet. Er ist gekennzeichnet durch alten Baumbestand, große Wiesen und kleine, zum Teil versteckt gelegene Gärten. Trotz der stadtnahen Lage hat sich der Park seine naturbelassene Atmosphäre bewahrt.

### Regelmäßige Veranstaltungen
Die größte alljährlich wiederkehrende Veranstaltung ist die Mölmsche Kirmes (früher Saarner Kirmes), die in der ersten Juliwoche stattfindet.
Überregionaler Bekanntheit erfreuen sich die Saarner Orgeltage und das Mitte Juni stattfindende Mülheimer Jazzfestival auf mehreren Bühnen in der Innenstadt sowie Burgfolk und Castlerock auf Schloss Broich. Neben den Theaterstücken sind ein weiterer kultureller Höhepunkt die Weißen Nächte im Raffelbergpark. An mehreren Abenden spielt das Theater an der Ruhr kostenlos unter freiem Himmel seine bekanntesten Stücke.
Die Mittwochsreihe in der Freilichtbühne Mülheim an der Ruhr hat sich zu einem beliebten Veranstaltungstipp in der Ruhrgebietsszene entwickelt. Unter dem Motto „Kultur aus dem Hut“ veranstaltet der Verein Regler Produktion von Mai bis September an einem jeden Mittwoch akustische Live-Konzerte mit regionalen und internationalen Musikern bei freiem Eintritt.
Die Ruhr ist Austragungsort für das jährliche Drachenbootfestival, das mit bis zu 15.000 Besucher zu den größten Funsportregatten Europas zählt und für die seit 1910 stattfindenden Jugendfestspiele Voll die Ruhr.
Rund um das Styrumer Freibad und das Ruhrstadion wird seit 2007 der Ruhr Reggae Summer veranstaltet, bei dem über 10.000 Fans für drei Tage in den Ruhrauen zelten und feiern. Einmal im Jahr findet zum Weltkindertag auf dem Gelände der MüGa ein großes Kinderfest statt an dem sich viele freie Träger beteiligen. Am letzten Sonntag in den Sommerferien gibt es im Witthausbusch ein Ferienabschlussfest mit vielen Angeboten für Groß und Klein. Am 6. Dezember findet in Saarn der Nikolausmarkt statt, für den regelmäßig die Haupteinkaufsstraße in diesem Stadtteil in voller Länge gesperrt wird.

## Sport
Die Aktivitäten der Mülheimer Sportvereine bündeln sich im Mülheimer Sportbund a. d. Ruhr e. V., der wiederum dem Landessportbund Nordrhein-Westfalen e. V. angeschlossen ist. Er ist die unabhängige Gemeinschaft der Sportvereine, die ihren Sitz in Mülheim an der Ruhr haben.

### Sportvereine
Der erfolgreichste Sportverein in Mülheim ist der Hockey- und Tennisclub Uhlenhorst e. V. Der Traditionsverein ist einer der bedeutendsten Hockeyclubs in Europa. Seit 1950 wurden 18 deutsche Meisterschaften auf dem Feld und eine Meisterschaft in der Halle errungen. Dazu kamen neun Europapokalsiege der Landesmeister in Folge zwischen 1988 und 1996 – ein Serienerfolg, den vorher noch keine andere Mannschaft in diesem Wettbewerb geschafft hatte. Mit dem Rücktritt von Carsten Fischer verlor der HTCU 1997 seinen wohl bekanntesten Spieler. Er war zu diesem Zeitpunkt mit 259 Länderspielen für Deutschland und 154 Toren Rekordhalter in der deutschen Hockey-Torschützenliste.
Eine weitere Mülheimer Traditionssportart ist der Rudersport. Der Wassersportverein Mülheim und die Mülheimer Rudergesellschaft bilden zusammen die Renn-Ruder-Gemeinschaft Mülheim/Ruhr. Die Ruderer haben schon mehrfach international für Aufsehen gesorgt. So konnte der RRGM-Ruderer Tim Wooge drei Mal beim legendären Boat Race zwischen Oxford und Cambridge als Schlagmann brillieren. Mark Kleinschmidt konnte dagegen bei den Olympischen Sommerspielen 1996 in Atlanta Silber im Deutschland-Achter gewinnen. Zudem gehen zahlreiche Titel bei deutschen Meisterschaften, aber auch bei Europameisterschaften und Weltmeisterschaften auf das Konto von RRGM-Ruderern. Der Mülheimer Bundesligaachter rudert zudem in der 1. Ruder-Bundesliga.
Im Fußball war der 1. FC Mülheim in der Vergangenheit überregional erfolgreich. Er war in den Jahren 1952, 1953, 1971 und 1972 Niederrheinmeister, spielte von 1972 bis 1974 in der Regionalliga und von 1974 bis 1976 in der Zweiten Bundesliga. Die bekanntesten Spieler waren Holger Osieck, der heute als Trainer arbeitet und Norbert Eilenfeldt, der später bei Arminia Bielefeld, dem FC Schalke 04 und dem 1. FC Kaiserslautern spielte. Im Jahr 1956 stand der VfB Speldorf im Berliner Olympiastadion im Finale um die deutsche Amateurmeisterschaft gegen die Spvgg. 03 Neu-Isenburg. Das Spiel ging 2:3 verloren. Zur damaligen Zeit waren einige Speldorfer Spieler wie Theo Klöckner und Helmut Hirnstein bis weit über die Stadtgrenzen Mülheims hinaus bekannt.
Derzeit erfolgreichster Fußballverein der Stadt ist der Mülheimer FC 97, welcher seit der Saison 2023/2024 in der Oberliga Niederrhein spielt. Der Verein trägt seine Spiele im Ruhrstadion aus, in welchem seinerzeit auch der 1. FC Mülheim in der Zweiten Bundesliga seine Heimspiele austrug.
Einen einmaligen Mannschaftsrekord brachten die Handballerinnen des Rasensportvereins Mülheim e. V. zwischen 1980 und 2000 zustande. Sie sind die einzige Mannschaft im Deutschen Handballbund, deren Mitglieder zwanzig Jahre von der Jugend bis zu den Senioren ohne Änderung ununterbrochen zusammen in einem Verein spielten.
Im Boxsport wurde der BC Ringfrei Mülheim 1979 und 1982 Deutscher Meister. In dieser Zeit boxte der Siegener Schwergewichtler und 16-fache Deutsche Meister Peter Hussing für den Verein.
Der Schachverein SV Mülheim-Nord spielt zurzeit (2023/24) seine achtzehnte Saison in der Schachbundesliga. Im Jahr 2004 war der Aufstieg in die höchste deutsche Spielklasse gelungen.
Mülheim ist eine Hochburg des Badminton in NRW und verfügt über einige erfolgreiche Badmintonvereine, wie den TSV-Viktoria Mülheim oder den 1. BV Mülheim, der zwischen 1968 und 1980 dreizehn Mal in Folge deutscher Mannschaftsmeister war. Auch ist der Bundesstützpunkt für die Disziplinen Dameneinzel und Damendoppel hier angesiedelt. In den Jahren 1980 bis 1982 und wieder seit 2005 ist die Stadt Austragungsort der jährlichen German Open. Darüber hinaus hat der Deutsche Badminton-Verband seinen Sitz ebenfalls in Mülheim.
Der Post SV Mülheim war mit seiner Tischtennis-Herrenmannschaft mehrere Jahre in der Bundesliga vertreten. Mit Ausnahme der Spielzeiten 1988/89 und 1991/92, in denen das Team in die Zweite Bundesliga abgestiegen war, spielten sie von 1987 bis 1998 in der Ersten Bundesliga. Danach zog sich der Verein aus der Bundesliga zurück.
Zu den ältesten Sportvereinen der Stadt gehört der Rad-Club Sturmvogel von 1898 e. V. Mülheim an der Ruhr. 1940 sorgte das Nachwuchstalent Friedel Greiner für Schlagzeilen, als er zusammen mit Willi Schertle Deutscher Meister im Tandemrennen wurde.

### Sportanlagen
Mülheim besitzt eine Vielzahl an Sportanlagen, darunter 127 Tennisplätze, 48 Sportplätze, zehn Sporthallen und 39 Turnhallen.

#### Rennbahn Raffelberg
Im Stadtteil Speldorf an der Grenze zu Duisburg in der Nähe des Autobahnkreuzes Duisburg-Kaiserberg liegt die Galopprennbahn Raffelberg des Mülheimer Rennvereins. Sie wurde im Jahr 1910 gegründet und ist damit die älteste Sportstätte Mülheims. Bis zum Jahr 2003 wurde hier der Preis der Diana, das Deutsche Stutenderby, ausgetragen. Der dortige Rennverein wurde 2017 neugegründet und die Anlage daraufhin in dessen Verantwortung übergeben.

#### Ruhrstadion

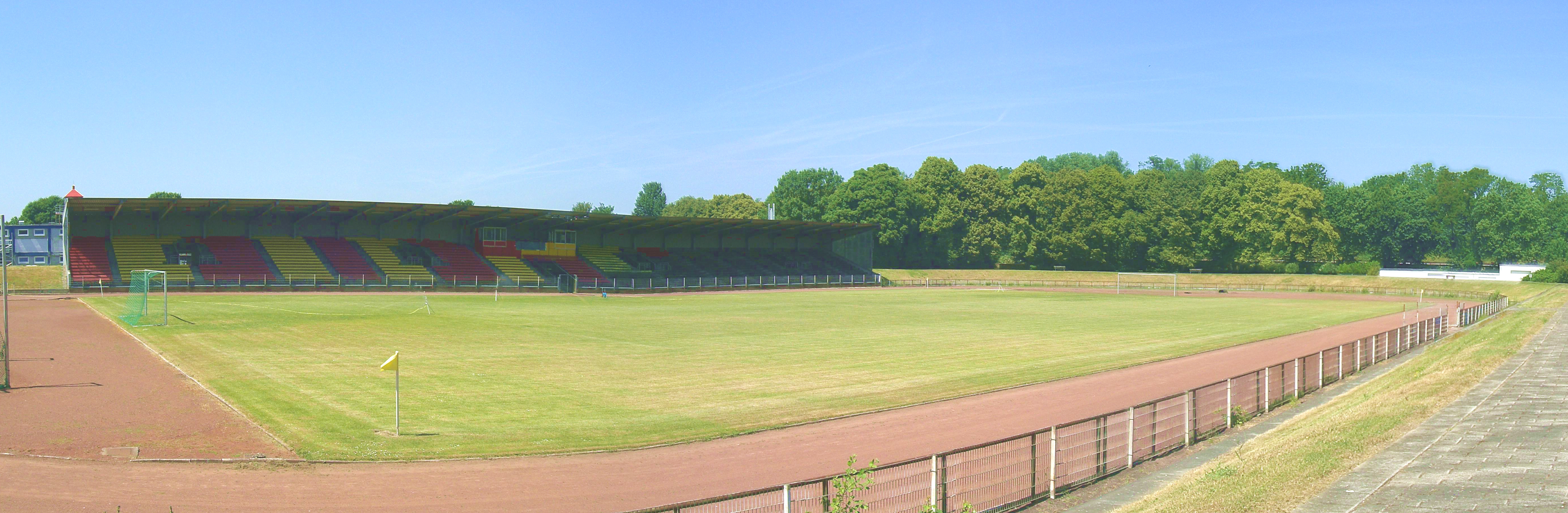
Ruhrstadion

Das Ruhrstadion im Stadtteil Styrum, direkt zwischen der A 40 und den Bahngleisen Richtung Duisburg gelegen, ist Mülheims größter Sportplatz. Das Stadion wurde 1925 erbaut. Es hatte eine Aschenbahn und ein Rasenspielfeld. Im Jahr 1974 wurde an einer Geraden eine überdachte Tribüne mit 2000 Sitzplätzen gebaut. Hier fanden in den siebziger Jahren die Spiele des 1. FC Mülheim in der Regionalliga (1972–1974), später in der zweiten Liga (1974–1976) statt.
Das Fassungsvermögen betrug zu dieser Zeit 20.000 Plätze. Ausverkauft war das Stadion allerdings nie. In den 1990er Jahren drohte es zu verfallen und wurde renoviert. Die Stehränge in den Kurven wurden beseitigt und nur auf der Gegengerade einige Stehtraversen gebaut. Es fasst 6000 Zuschauer und war Austragungsort der Heimspiele des Landesligisten Galatasaray Mülheim. Es wurde bis zur Saison 2010/11 modernisiert, die Aschenbahn wurde beseitigt und ein Kunstrasen verlegt. Seitdem finden dort die Heimspiele des Niederrheinligisten VfB Speldorf statt. Direkt daneben befindet sich Mülheims größtes Freibad, das im Jahre 2006 als Naturbad neu eröffnet wurde.

#### Westenergie Sporthalle
Die Sporthalle wurde nach einer Bauzeit von 19 Monaten im Februar 2005 als RWE Sporthalle offiziell eröffnet. Sie steht an derselben Stelle wie die alte Sporthalle an der Carl-Diem-Straße (Entwurf: Heinz Goesmann 1969), die Fläche von 31 × 57,50 m kann in vier separate Spielfelder unterteilt werden. Für Publikumsveranstaltungen stehen bis zu 3000 statt zuvor 1100 Plätze zur Verfügung. Die erste Großveranstaltung in der neuen Halle waren die German Open Badminton Championships im März 2005, die auch in den folgenden Jahren hier ausgetragen werden. 2008 und 2009 fand hier der DFB-Futsal-Cup statt.
Ab September 2016 firmierte sie unter dem Namen innogy Sporthalle, seit Oktober 2020 als Westenergie Sporthalle.

#### Sportpark Styrum
Im Stadtteil Styrum wurde ein attraktiver Aufenthaltsort mit multifunktionalen Sport- und Bewegungsmöglichkeiten für verschiedene Altersgruppen zum Bewegen, Spielen und Sporttreiben erschaffen. Am 30. April 2022 wurde er feierlich eröffnet, wobei es Teilbereiche gibt welche schon vorher genutzt werden konnten. Der Park ist in verschiedene Bereiche aufgeteilt, wie zum Beispiel Parkourstrecken oder eine Anlage für Boule. Sowohl kostenfreie – wie ein Mädels-Fußballtreff, Midnight Sports oder der Fitness- und Calisthenicstreff –, also auch kostenpflichtige Angebote – wie Pilates oder Beachvolleyball – bietet der Park.

## Verkehr und Infrastruktur

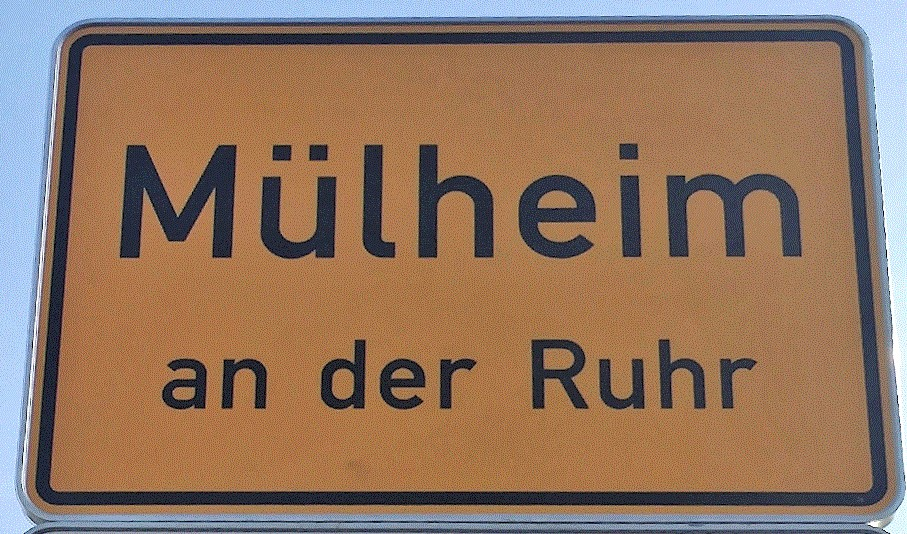
Mülheimer Ortseingangsschild

Nach einer im Jahre 2003 von der Europäischen Kommission im Rahmen des Projektes Urban Audit II (Lebensqualität in den Regionen Europas) erhobenen Studie, die sich mit der Erreichbarkeit von 258 Städten aus den 25 EU-Staaten beschäftigte, belegte Mülheim an der Ruhr nach Frankfurt am Main, Düsseldorf, Darmstadt und Mainz den fünften Platz und liegt damit auf dem gleichen Rang wie Brüssel und Paris.

### Schienen- und Busverkehr

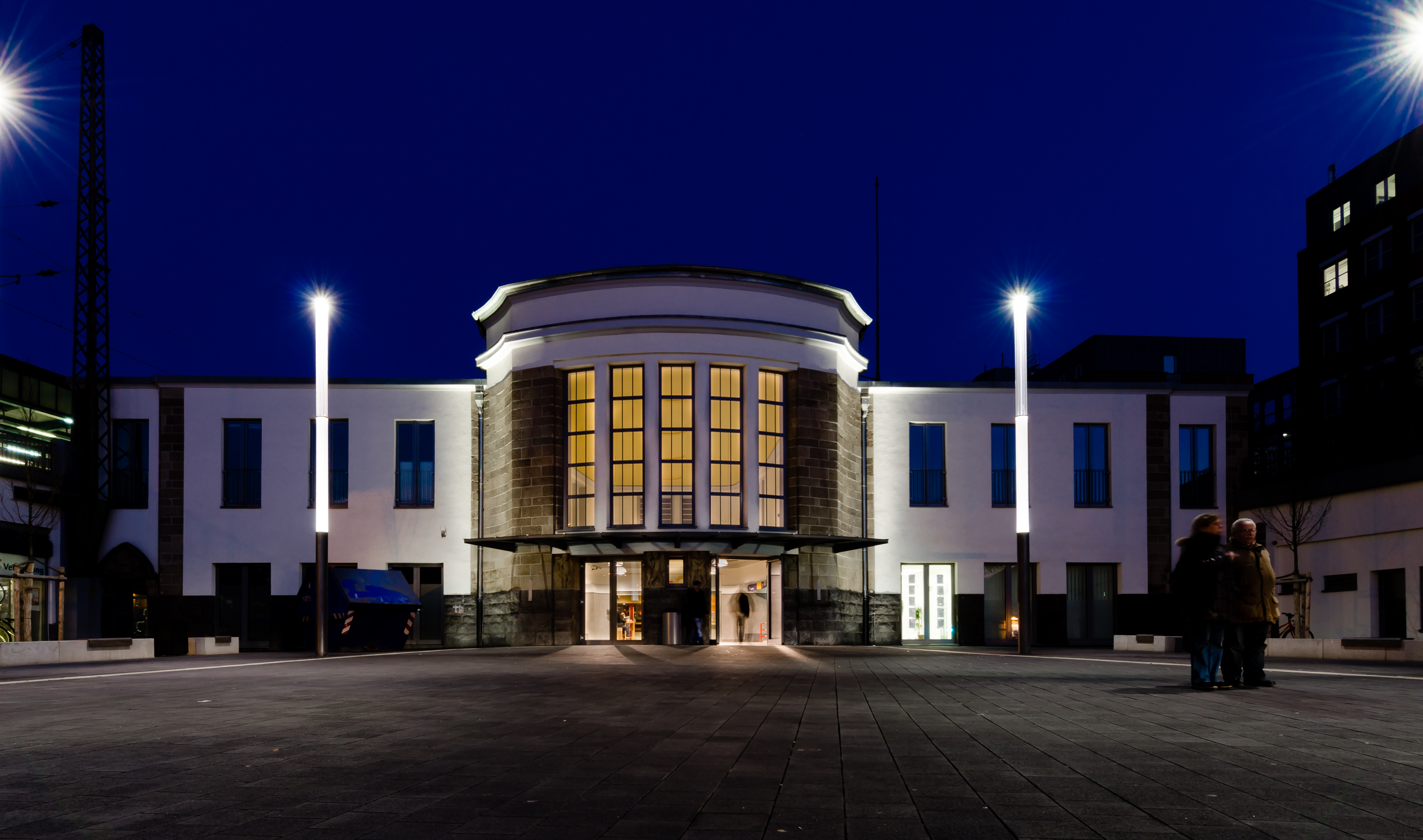
Empfangsgebäude Mülheim an der Ruhr Hauptbahnhof

Mülheim wurde 1862 durch die Ruhrgebietsstrecke Witten/Dortmund–Oberhausen/Duisburg der Bergisch-Märkischen Eisenbahn-Gesellschaft an das Bahnnetz angeschlossen.
Der heutige Hauptbahnhof ist Regional- und S-Bahnhof, des Weiteren halten einige Fernverkehrszüge. Daneben gibt es mit Mülheim-Styrum und Mülheim West zwei weitere Bahnhöfe, die im S-Bahn-Verkehr bedient werden; in Styrum halten zusätzlich Regionalzüge der Linien RB 33 und RE 49.
Im Schienennahverkehr verkehren ab Hauptbahnhof Regional-Express-, Regionalbahn- und S-Bahn-Linien in Richtung der Rheinschiene (Düsseldorf, Köln, Aachen), dem Niederrhein (Krefeld und Mönchengladbach), dem östlichen Ruhrgebiet (Dortmund und Hamm) sowie Westfalen (Münster, Bielefeld, Soest und Paderborn). Auch Osnabrück wird direkt erreicht. Siehe dazu die Liste der SPNV-Linien in Nordrhein-Westfalen. Den Schienenpersonennahverkehr (SPNV) betreiben DB Regio NRW und National Express.

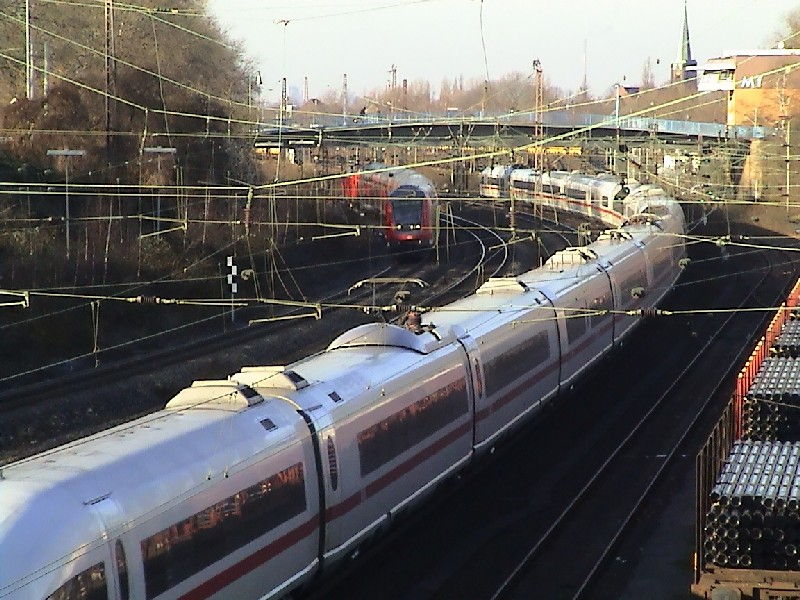
Bahnstrecke von Mülheim nach Duisburg im Stadtteil Styrum

Im Fernverkehr bestehen umstiegsfreie IC/EC-Verbindungen von/nach Aachen, Berlin, Innsbruck, München, Oberstdorf und Stuttgart. (Stand: 09/2014)
Im Straßenpersonennahverkehr verfügt Mülheim über ein Netz von Stadtbahnen, Straßenbahnen und Stadtbuslinien der Ruhrbahn. Die Ruhrbahn entstand 2017 aus der MVG (Mülheimer Verkehrsgesellschaft) und der EVAG (Essener Verkehrs AG). Es bestehen Straßenbahnverbindungen nach Essen, Oberhausen und Duisburg, eine Stadtbahnverbindung nach Essen sowie verschiedene Busverbindungen nach Essen, Oberhausen, Ratingen und Düsseldorf.
Für den gesamten Öffentlichen Personennahverkehr (ÖPNV) gilt der Tarif des Verkehrsverbundes Rhein-Ruhr (VRR) und tarifraumüberschreitend der NRW-Tarif.
Siehe auch: Straßenbahn Mülheim/Oberhausen, Ruhrbahn, S-Bahn Rhein-Ruhr, Stadtbahnnetz Rhein-Ruhr

### Flugverkehr

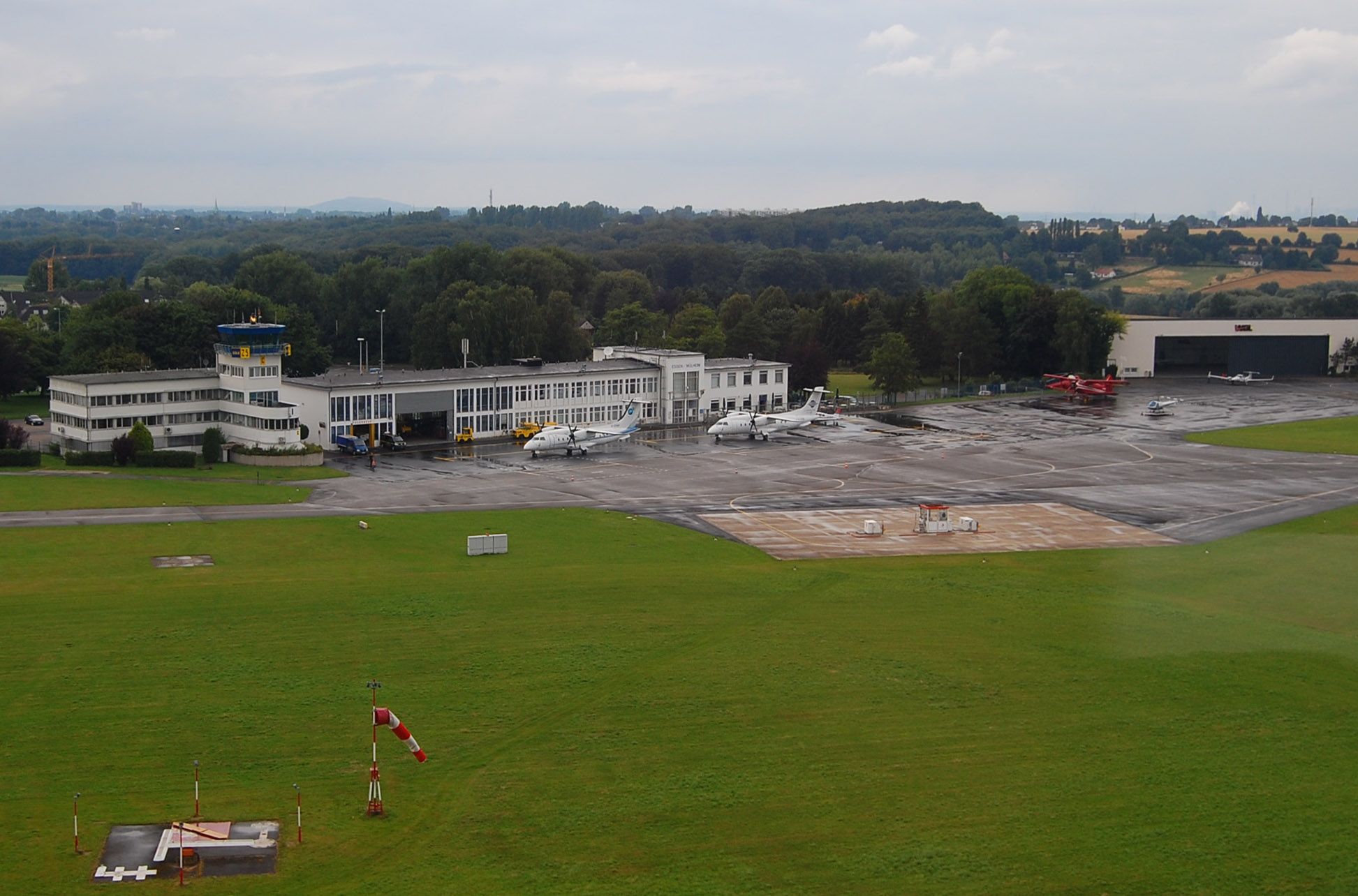
Luftbild des Flughafens 2009

Im Südosten an der Grenze zu Essen liegt der Verkehrslandeplatz Essen/Mülheim. Im Jahre 1935 wurde er als Zentralflughafen für das Ruhrgebiet ausgebaut und es wurden Flüge in viele europäische Großstädte angeboten. Nach dem Zweiten Weltkrieg wurde der Platz als Reparaturflughafen der Alliierten genutzt, da er – im Gegensatz zum Düsseldorfer Flughafen – meist nebelfrei ist. Der Düsseldorfer Flughafen wurde dennoch zum Zentrum der zivilen Luftfahrt in Nordrhein-Westfalen. Bekanntheit erlangte der Flugplatz durch die Prallluftschiffe der WDL Luftschiffgesellschaft, die hier gefertigt und zu Rundflügen und Werbezwecken eingesetzt werden. Daneben werden sie intensiv für Ausbildungsflüge verschiedener Flugschulen wie beispielsweise der Fachschule für Luftfahrzeugführer (FFL) genutzt. Zusätzlich ließ Air Berlin durch die TFC Flugbetrieb und -technik Beratungsgesellschaft mbH ihre angehenden Piloten ausbilden.

### Straßenverkehr

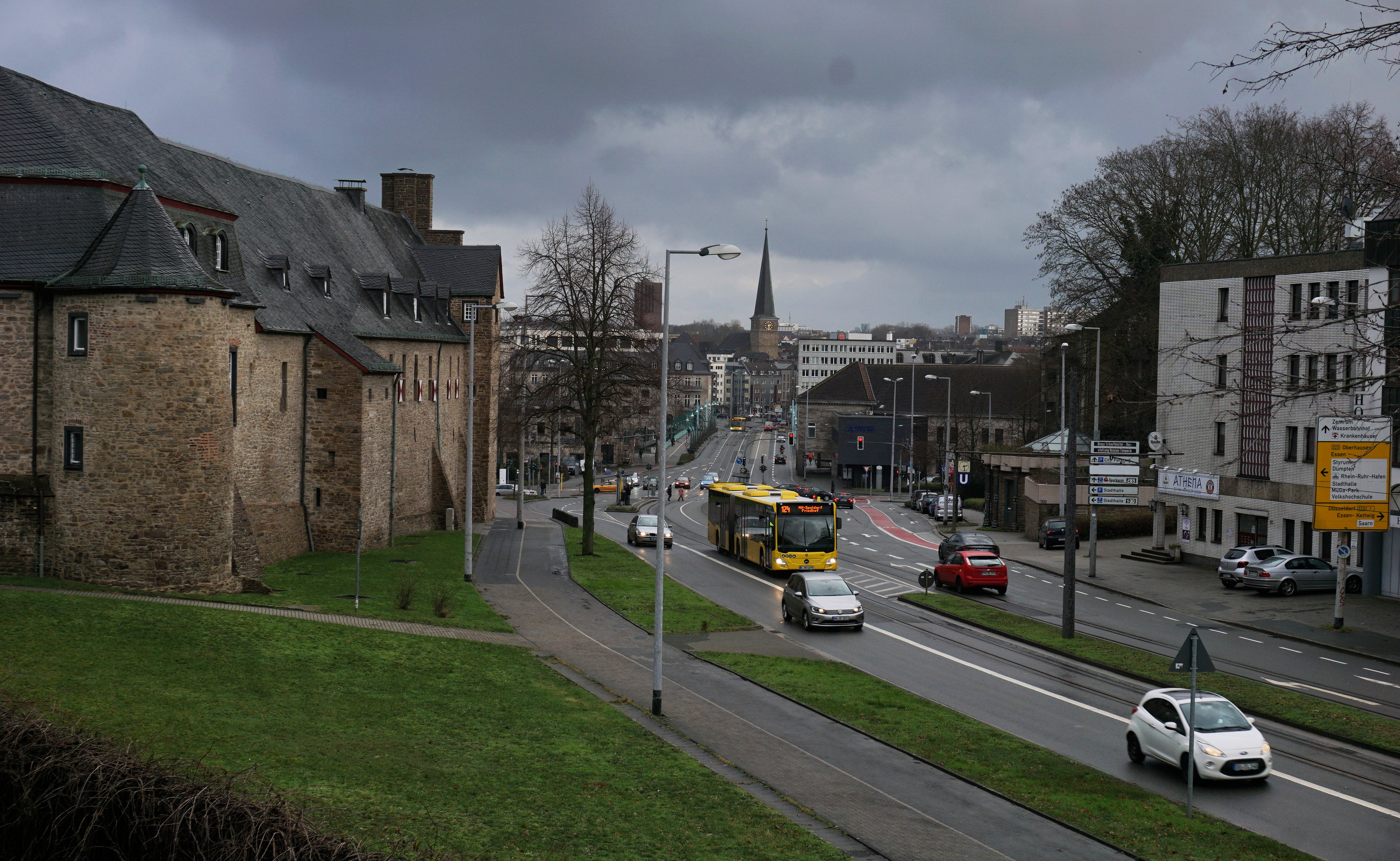
Schloss Broich und die verkehrsreiche Schlossbrücke zwischen Broich und Stadtmitte

Das Stadtgebiet wird umrahmt von drei Autobahnen. Im Norden verläuft mit der A 40, die von Duisburg nach Dortmund führt, die Schnellstraße mit einem der höchsten Verkehrsaufkommen (>130.000 Kfz/Tag) in Deutschland. Die Anschlussstellen hier sind: Mülheim an der Ruhr, MH-Styrum, MH-Dümpten, MH-Winkhausen, MH-Heißen und MH-Heimaterde Die A 52 von Essen nach Düsseldorf verläuft im Mülheimer Südosten und quert mit der Mintarder Brücke die Ruhr. Im Westen des Stadtgebiets verbindet die A 3 die Autobahnknotenpunkte Kreuz Kaiserberg, im Ruhrgebiet auch „Spaghettiknoten“ genannt, und das Kreuz Breitscheid. Die B 1 durchmisst das gesamte Stadtgebiet von Südwesten nach Nordosten. Südlich der Ruhr hat diese Bundesstraße den Beinamen Caravanstraße erhalten. Mehr als 25 Händler offerieren Wohnmobile, Mobilheime, Gartenhäuser, Caravane und Artverwandtes. Die B 223 zweigt von der B 1 ab und führt unter Durchquerung der Innenstadt nach Oberhausen.
Der Radschnellweg Ruhr führt auch durch Mülheim.

### Schifffahrt
Mülheims Rhein-Ruhr-Hafen ist neben dem Dortmunder und Duisburger Hafen einer der leistungsfähigsten Häfen des Ruhrgebietes. Er hat eine Wasserfläche von 86.000 Quadratmetern, eine ausgebaute Uferlänge von 3,1 Kilometern und ist über die untere Ruhr mit den Duisburg-Ruhrorter Häfen, dem Rhein-Herne-Kanal und dem Rhein verbunden. Auf der Ruhr besteht vom Frühling bis zum Herbst ein fahrplanmäßiger Linienverkehr zwischen dem Mülheimer Wasserbahnhof und Essen-Kettwig.

## Wirtschaft

### Allgemeines

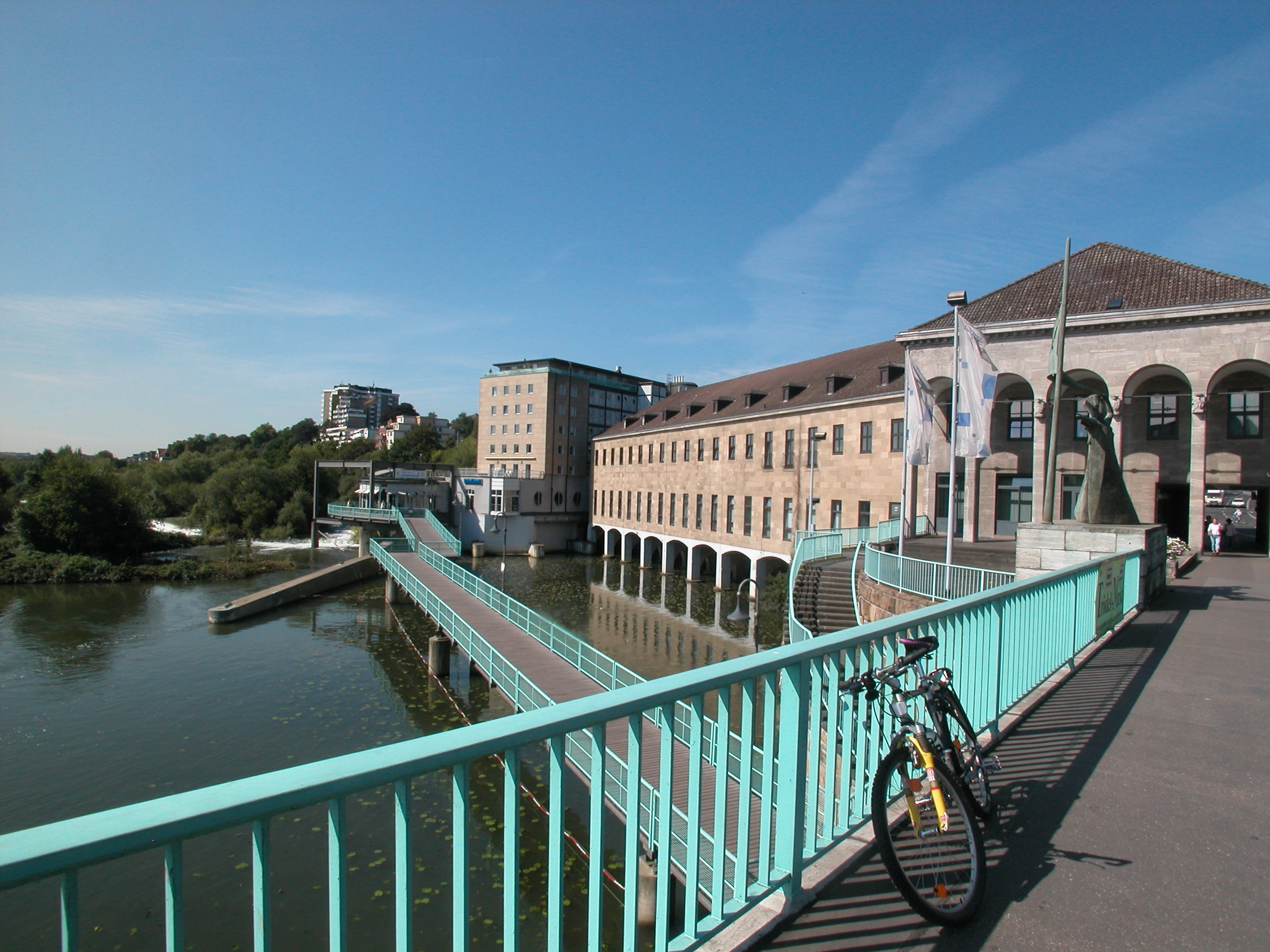
RWW-Gebäude links der Ruhr

Die Wirtschaft der Stadt war immer gekennzeichnet durch den Schnittpunkt der Ruhr mit dem Hellweg und entsprechend lag und liegt die Ausrichtung der Wirtschaft auf dem Handel und dem Dienstleistungssektor. So verlief die wirtschaftliche Entwicklung Mülheims zu Beginn der Industriellen Revolution im 19. Jahrhundert durch die günstige Verkehrslage völlig anders als in den übrigen Ruhrgebietsstädten. Die Ruhr, bis zur Mitte des 19. Jahrhunderts der meist befahrene deutsche Fluss, war die Grundlage für ersten Wohlstand und rasches Wachstum. Neben der Lederindustrie, die sich mit ihren Gerbereien am linken Flussufer niederließ, folgten im Zuge der erblühenden Ruhrschifffahrt mit ihrem Kohlenhandel die ersten unternehmerisch geführten Zechen im Ruhrgebiet. Doch Mülheim war auch die erste Stadt im Ruhrgebiet, in der Kohleförderung und Stahlproduktion für immer beendet wurden.
Die traditionelle Ausrichtung als Handelsstandort und die verkehrsgünstige Lage im Zentrum der Region Rhein-Ruhr, verbunden mit der guten Infrastruktur, führten zu einer breiten und branchenvielfältigen Wirtschaftsstruktur. Im Jahre 2016 erbrachte Mülheim an der Ruhr, innerhalb der Stadtgrenzen, ein Bruttoinlandsprodukt (BIP) von 5,646 Milliarden €. Das BIP pro Kopf lag im selben Jahr bei 33.188 € (Nordrhein-Westfalen: 37.416 € / Deutschland 38.180 €) In der Stadt gibt es 2017 ca. 81.600 erwerbstätige Personen. Die Arbeitslosenquote lag im Dezember 2018 bei 6,9 % und damit leicht über dem Durchschnitt von Nordrhein-Westfalen mit 6,4 %.
| Gebiet                                   | 1998  | 2000  | 2002  | 2003  | 2004  | 2005  |
| ---------------------------------------- | ----- | ----- | ----- | ----- | ----- | ----- |
| Land-/Forstwirtschaft                    | 0,70  | 0,70  | 0,70  | 0,55  | 0,55  | 0,55  |
| Produzierendes Gewerbe                   | 37,55 | 34,05 | 33,35 | 32,90 | 32,65 | 32,30 |
| Handel, Verkehr, Nachrichtenübermittlung | 27,95 | 29,55 | 29,55 | 28,40 | 29,05 | 29,55 |
| Sonstige Dienstleistungen                | 33,80 | 35,70 | 36,40 | 38,15 | 37,75 | 37,55 |

### Ansässige Unternehmen

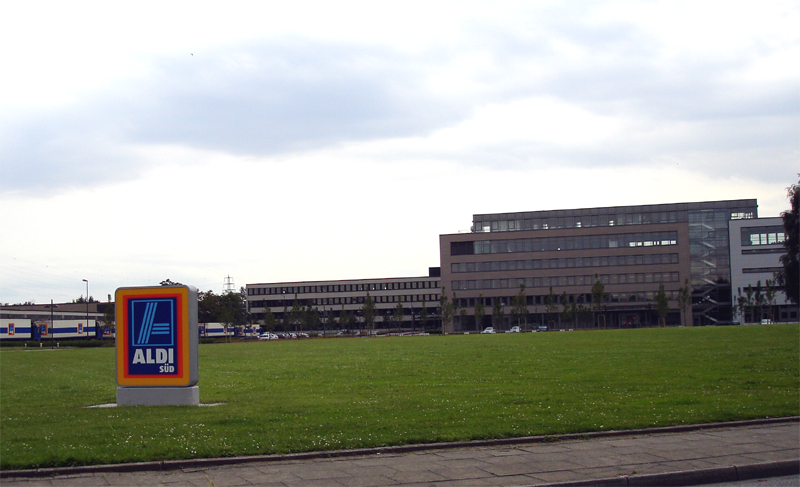
Zentrale von Aldi Süd

Mülheim gilt als ein Zentrum des deutschen Lebensmitteleinzelhandels, da Aldi Süd hier seinen Sitz hat und früher die Tengelmann-Holding.
Von 1953 bis 2018 hatte eine der größten Energieeinkaufsgenossenschaften Deutschlands, die Gesellschaft für Stromwirtschaft e.G. (GfSt) ihren Verwaltungssitz in dem von ihr errichteten denkmalgeschützten Verwaltungsgebäude an der Delle 50–52. Die Genossenschaft berät heute mit Sitz in Düsseldorf energieintensive Unternehmen bei der Beschaffung von Strom und Erdgas.
Die ehemalige Kraftwerk Union (KWU), gegründet durch die Siemens AG und AEG 1969, heute Siemens Energy hat in Mülheim große wirtschaftliche Bedeutung. Nachdem sowohl die KWU als auch die Mannesmannröhren-Werke Schrumpfungsprozessen unterworfen waren, hat sich auf den frei gewordenen Flächen neben dem Siemens Technopark ein Gewerbegebiet mit Ausrichtung auf Logistik angesiedelt. 2021 verlegte ein weiteres Unternehmen des Anlagenbaus seinen Sitz nach Mülheim, die Standardkessel Baumgarte GmbH.
Bis zur Übernahme durch die Vodafone AG im Januar 2000 waren die Mannesmannröhren-Werke AG einer der größten Arbeitgeber in Mülheim. Zu Hochzeiten, Anfang der 1970er Jahre, waren hier bis zu 12.000 Menschen beschäftigt. Heute gehören die Mannesmannröhren-Werke zur Salzgitter AG, ebenso wie das Grobblechwerk. Das Großrohrwerk gehört nun der Europipe GmbH, einem Joint Venture von Salzgitter AG und Dillinger Hütte. Das Kontiwalzwerk (geschlossen 2023) wurde von Vallourec & Mannesmann Tubes betrieben, einer Tochter der Vallourec Gruppe.
Weitere Montanunternehmen, die nach umfangreichen Umstrukturierungsmaßnahmen ihren Platz behaupten konnten, sind die Firmen Thyssen Schachtbau, ein Unternehmen des Bergbaus (Bohrungen, Schachtbauten und Betrieb von Bergwerken), die Friedrich-Wilhelms-Hütte, die Pfeiffer Drako GmbH und die Vesuvius GmbH.
Die Aon Jauch & Hübener GmbH, Tochter der US-amerikanischen Aon Corporation, hat ihre NRW-Niederlassung in Saarn und die in Mülheim ansässige Rheinisch-Westfälische Wasserwerksgesellschaft (RWW) versorgt seit 1912 ein Gebiet mit über einer Million Kunden, das von der holländischen Grenze im Norden bis ins Bergische Land im Süden reicht. Das zu Thyssen-Krupp gehörende Presta-Werk produziert in Saarn Lenksysteme und hat etwa 300 Mitarbeiter. Weitere mittelständische Industrieunternehmen sind die Wernert-Pumpen GmbH und die Siebtechnik GmbH. 2022 verlagerte die Pitstop Werkstattkette GmbH ihren Sitz nach Mülheim.
Gegründet 1965 und erster Sitz im Hause der Mülheimer Gesellschaft für Stromwirtschaft und in der Villa Schmitz-Scholl als Syntana Handelsgesellschaft E. Harke GmbH & Co. KG (Chemikalien für unterschiedlichste Anwendungen) ist die Harke Group heute ein international agierender Vermarkter und Distributor und erschließt globale industrielle Absatz- und Beschaffungsmärkte für ihre Kunden und Lieferanten. Darüber hinaus bietet die Unternehmensgruppe damit verbundene Lohnabfüllung und -produktion sowie umfangreiche Service-Dienstleistungen u. a. auf den Gebieten Biowissenschaften und des Chemikalien-Vertriebs an.
Die größte Non-Profit-Organisation Mülheims befindet sich in Selbeck. Die Theodor Fliedner Stiftung errichtete in den Jahren seit 1987 „Das Dorf“ – eine Wohnanlage, in der 600 alte und junge Menschen mit und ohne Behinderung zusammenleben.

### Forschung und Bildung

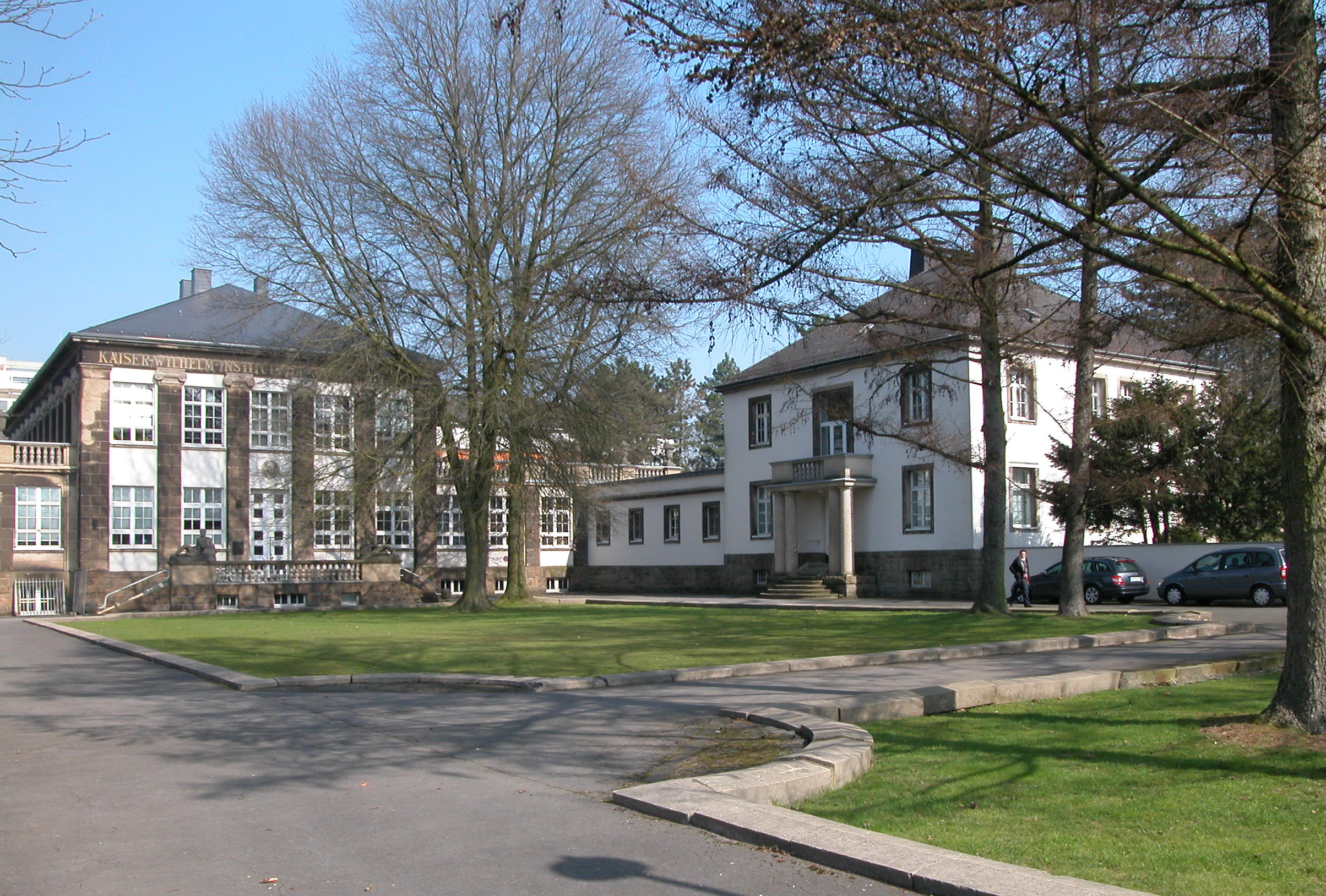
Max-Planck-Institut für Kohlenforschung

Das Max-Planck-Institut für Kohlenforschung gehört zu den ältesten Forschungseinrichtungen seiner Art. Die 1912 für die Kohlenforschung gegründete Einrichtung war das erste Kaiser-Wilhelm-Institut außerhalb Berlins. Ihr Direktor war seit 1943 Karl Ziegler, dem 1963 für seine Arbeiten auf dem Gebiet der Polymere der Nobelpreis für Chemie verliehen wurde.
Im Jahr 2021 wurde Benjamin List „für die Entwicklung der asymmetrischen Organokatalyse“ gemeinsam mit David MacMillan der Nobelpreis für Chemie zuerkannt. Benjamin List ist damit der zweite Nobelpreisträger für Chemie am Max-Planck-Institut für Kohlenforschung in Mülheim an der Ruhr. List ist seit 2023 Ehrenbürger der Ruhrtalstadt Mülheim.
Das Max-Planck-Institut für bioanorganische Chemie ist jünger. Es wurde 1958 errichtet und trug bis zum 5. Juni 2003 den Namen Max-Planck-Institut für Strahlenchemie. Mitte 2012 wurde es neu ausgerichtet und trägt seitdem den Namen Max-Planck-Institut für Chemische Energiekonversion. Die Stadt Mülheim an der Ruhr ist „Korporativ Förderndes Mitglied“ der Max-Planck-Gesellschaft.
Das IWW Zentrum Wasser (eigentlich: Rheinisch-Westfälisches Institut für Wasserforschung) ist ein Wasserforschungsinstitut in Mülheim an der Ruhr und ein An-Institut der Universität Duisburg-Essen. Seit 1986 betreibt es interdisziplinäre, nationale und internationale Forschung im Wasserfach. Das Tätigkeitsspektrum reicht von der Grundlagenforschung bis zur praxisnahen Anwendungsentwicklung, wobei die Schwerpunkte auf angewandter Forschung, praxisorientierter Beratung, Weiterbildung und Wissenstransfer liegen.
Im Herbst 2008 beschloss die NRW-Landesregierung die Gründung der Hochschule Ruhr West, die ihren Hauptstandort in Mülheim und eine Dependance in Bottrop hat. Im Wintersemester 2009 begannen am Standort Mülheim die ersten 250 Studierenden ihr duales Studium mit ingenieurwissenschaftlicher Ausrichtung – zunächst noch in behelfsmäßigen Interimsgebäuden im Siemens-Technologiepark. Die neu zu errichtenden Gebäude der Fachhochschule entstand auf der westlichen Ruhrseite im Stadtteil Broich. Der Campus wurde am 6. Juni 2016 offiziell eröffnet und dazu wurde am 11. Juni zu diesem Anlass ein großes Campusfest veranstaltet.
In Mülheim gibt es 29 Grundschulen, vier Förderschulen, vier Hauptschulen und drei Realschulen (Realschule Broich, Realschule Stadtmitte und die Realschule an der Mellinghofer Straße). Dazu kommen insgesamt elf Schulen der Sekundarstufe II, darunter fünf Gymnasien (Karl-Ziegler-Schule, Otto-Pankok-Schule, Luisenschule, Gymnasium Broich, Gymnasium Heißen), drei Gesamtschulen, zwei Berufskollegs (darunter das Berufskolleg Stadtmitte) sowie die Waldorfschule in Heißen.
Die Volkshochschule bietet über 770 Fortbildungskurse an, die von knapp 10.000 Teilnehmern wahrgenommen werden. In der städtischen Musikschule unterrichten fünfzig Voll- und Teilzeitlehrer fast 2.000 Schüler in musikalischer Früherziehung und Instrumentalkursen.

### Gesundheitswesen
Zu den Kliniken zählt das St. Marien-Hospital und das Evangelische Krankenhaus. Inzwischen historisch ist die Augenheilanstalt Mülheim an der Ruhr.

### Medien
Die großen überregionalen Zeitungen Westdeutsche Allgemeine Zeitung und Neue Ruhr Zeitung berichten über ihre jeweiligen Lokalredaktionen vom regionalen Geschehen in Mülheim. Von 1949 bis 1955 gab es das Mülheimer Tageblatt, das ab 1955 unter dem Titel Ruhrnachrichten herausgegeben und 1976 eingestellt wurde. Das Anzeigenblatt Mülheimer Woche, welches ausschließlich regionale Nachrichten bringt, wird kostenlos am Wochenende an alle Haushalte verteilt.
Der Regionalsender Antenne Ruhr versorgte die beiden Städte Mülheim an der Ruhr und Oberhausen seit dem 1. September 1990 mit Unterhaltung und regionalen Neuigkeiten. Am 5. August 2007 wurde der Sender aufgeteilt und strahlt jetzt als Radio Mülheim und als Radio Oberhausen aus.

## Bekannte Söhne und Töchter der Stadt
Zu den bekanntesten Mülheimern zählen die weltweit wirkenden Unternehmer und Industriellen Johann Dinnendahl (1780–1849), Mathias Stinnes (1790–1845), Carl Nedelmann (1867–1947), Hugo Stinnes (1870–1924), Fritz Thyssen (1873–1951) und Kurt Conle (1918–1966). Aus dieser Zeit ist auch der in Mülheim lebende und sich politisch engagierende spätere ADAV-Vorsitzende Wilhelm Hasenclever (1837–1889) zu nennen.
Auch auf kulturellem und religiösem Gebiet brachte Mülheim eine stattliche Zahl von Persönlichkeiten hervor: den Prediger, geistlichen Dichter und Liederschreiber Gerhard Tersteegen (1697–1769), den Arzt und Schriftsteller Carl Arnold Kortum (1745–1824), den Schriftsteller und Lehrer Hermann Adam von Kamp (1796–1867), den Komponisten August Bungert (1845–1915), den Maler und Karikaturisten Hermann Haber (1885–1942), der im KZ Auschwitz ermordet wurde, den Maler und Bildhauer Otto Pankok (1893–1966) sowie die Maler Werner Gilles (1894–1961), Hermann Prüßmann (1899–1980), der Autor und Maler Erwin Bowien (1899–1972), Heinrich Siepmann (1904–2002) und Daniel Traub (1909–1995).
Schließlich sind auch die beiden Wissenschaftler und Direktoren des Max-Planck-Institutes für Kohlenforschung Franz Fischer (1877–1947) und der Nobelpreisträger Karl Ziegler (1898–1973) zu erwähnen.
Bekanntere Persönlichkeiten der jüngeren Vergangenheit sind der Leiter der „Zentralstelle für jüdische Auswanderung in Amsterdam“ Ferdinand aus der Fünten (1909–1989), der sich am Holocaust beteiligte, der Kunstmäzen Udo van Meeteren (1926–2024), der Bildhauer Ernst Rasche (1926–2018), die Künstlerin Edith Polland-Dülfer (1931–2018), der Showmaster Wim Thoelke (1927–1995), der Theatermacher Roberto Ciulli (* 1934), der Komponist und Kirchenmusiker Wolfgang Hufschmidt (1934–2018), der Jazzmusiker Helmut Schlitt (1934–2005), der Künstler Peter-Torsten Schulz (* 1944), die Autorin und langjährige NDR-Fernsehspielchefin Doris Heinze (* 1949), die sozialdemokratischen Politikerinnen Cornelia Rundt (* 1953) und Monika Griefahn (* 1954), der Lehrer und Verleger Matthias Koch (* 1943), der Entertainer Helge Schneider (* 1955), die ehemalige nordrhein-westfälische Ministerpräsidentin Hannelore Kraft (* 1961), die Fußballspieler Hans-Günter Bruns (* 1954) und Willi Landgraf (* 1968), der Historiker Alexander C. T. Geppert (* 1970), der Fußball-Torhüter André Lenz (* 1973), der Kabarettist René Steinberg (* 1973), die Hockeyspielerin Tina Bachmann (* 1978), Manuellsen (* 1979) Musiker und Rapper, der Pianist und Komponist Aris Alexander Blettenberg (* 1994) der Fußballspieler Marvin Schulz (* 1995) sowie der Fußballspieler Assan Ouédraogo (* 2006), Medizinerin und Webvideoproduzentin Carola Holzner (* 1982), Rockmusiker und Filmemacher Andy Brings (* 1971), sowie Nobelpreisträger für Chemie Benjamin List (* 1968).

## Ehrenbürger
Die Stadt Mülheim an der Ruhr hat seit 1880 vierzehn Personen zu Ehrenbürgern ernannt. Es handelt sich um den preußischen Feldpropst Peter Thielen (1880), den Mülheimer Reichstagsabgeordneten Friedrich Hammacher (1888), den Reichskanzler Otto von Bismarck (1895), den Großindustriellen August Thyssen (1912), die Mülheimer Oberbürgermeister Paul Lembke (1928) und Heinrich Thöne (1960), den Kreishandwerksmeister Max Kölges (1962), den Chemiker und Nobelpreisträger Karl Ziegler (1963), den langjährigen Vorsitzenden der örtlichen jüdischen Gemeinde Jacques Marx (2020) und den Chemiker und Nobelpreisträger Benjamin List (2023). Die Ehrenbürgerschaften von Paul von Hindenburg (1933), Adolf Hitler (1933), Emil Kirdorf (1935) und Adolf Wirtz (1941) wurden 1995 durch den Rat der Stadt Mülheim aberkannt.
Zwischen 1963 und 2020 erfolgten keine Verleihungen.

## Stadtansichten

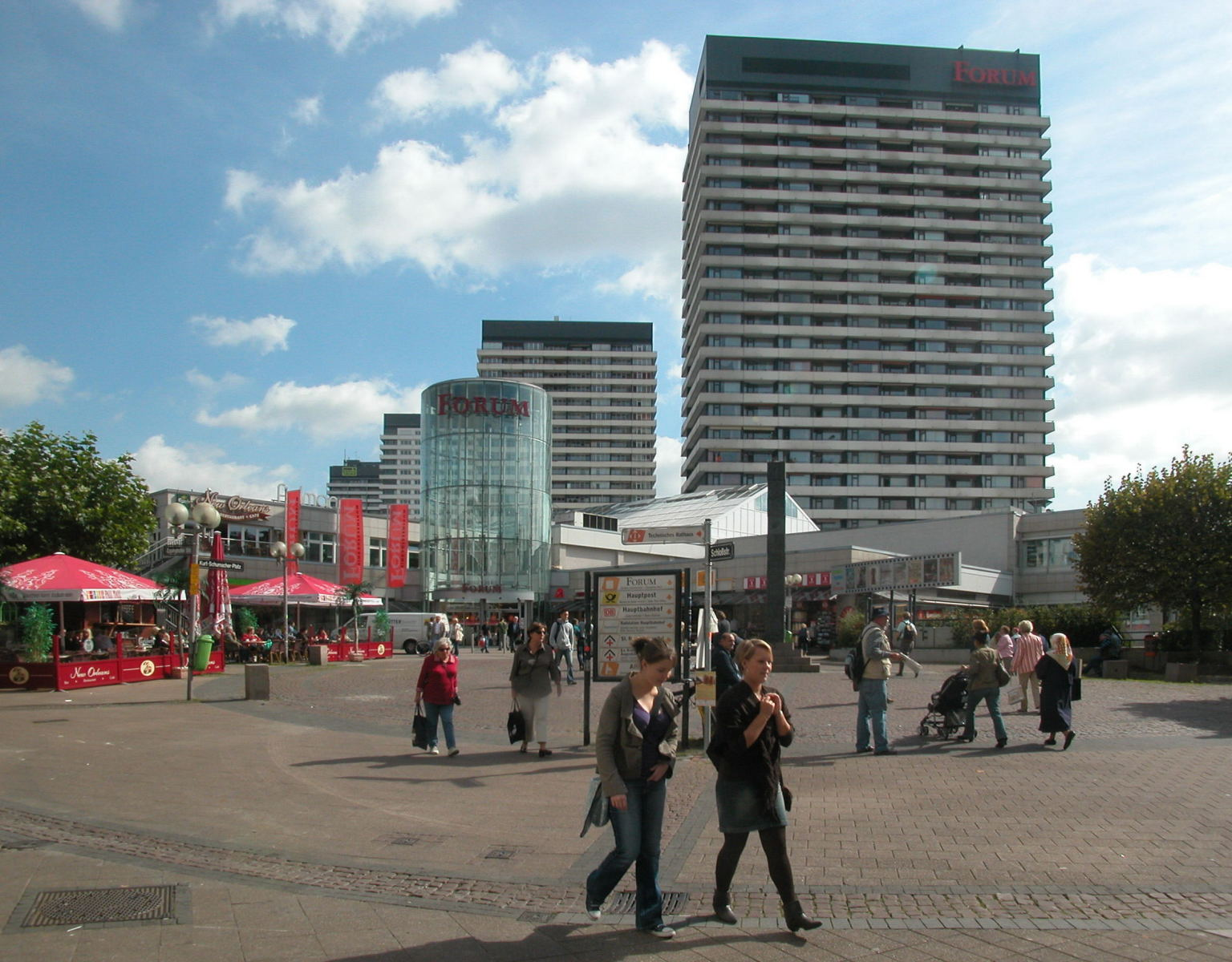
Kurt-Schumacher-Platz mit Forum und Hans-Böckler-Platz-Hochhäusern
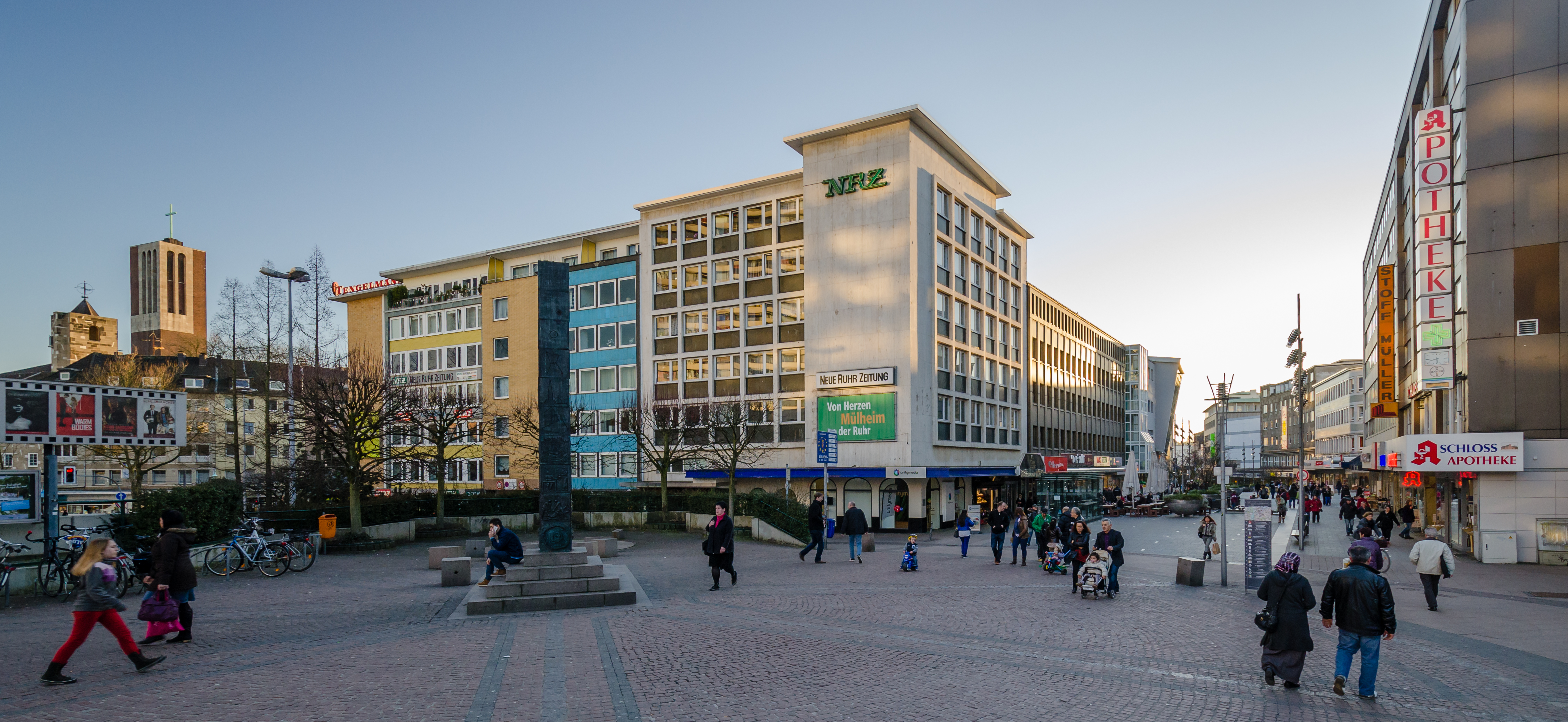
Schlossstraße, Blick nach Westen
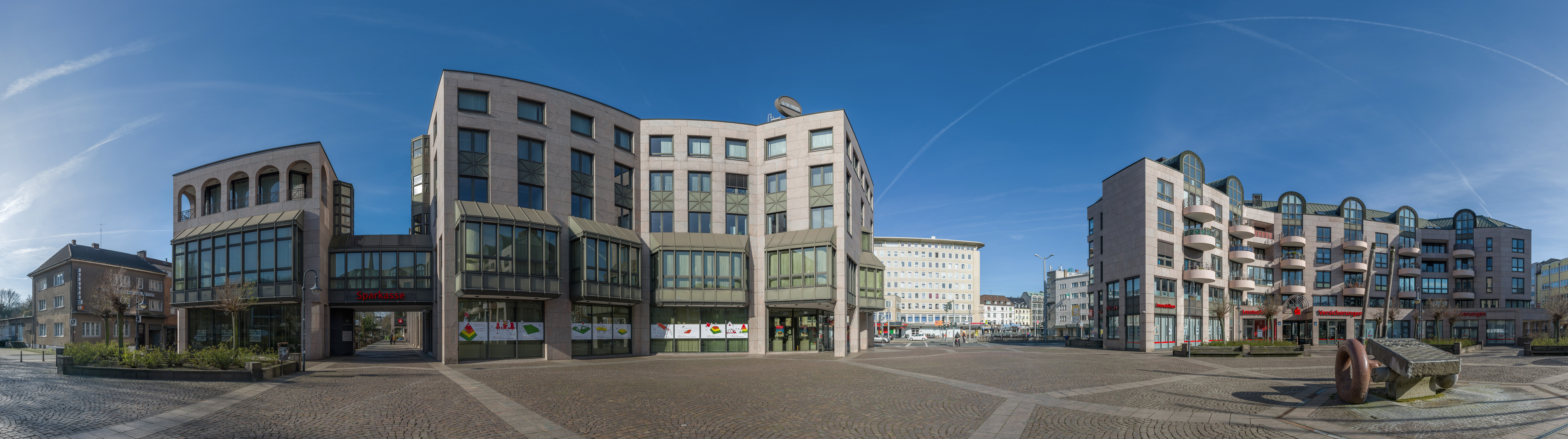
Berliner Platz in der Innenstadt
Neu gestaltete Ruhrpromenade mit Stadthalle und Schlossbrücke
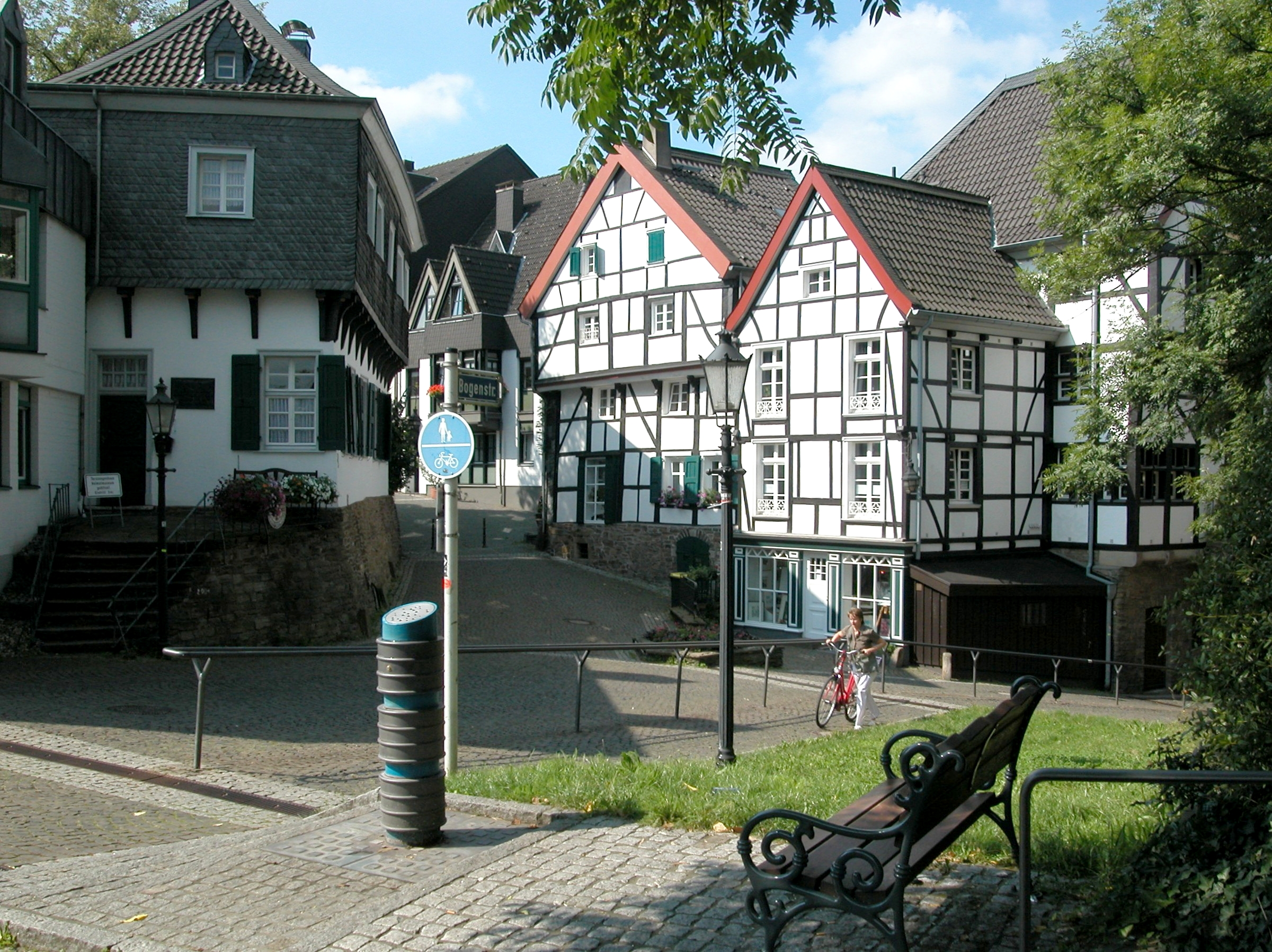
Altstadt (Kirchenhügel)
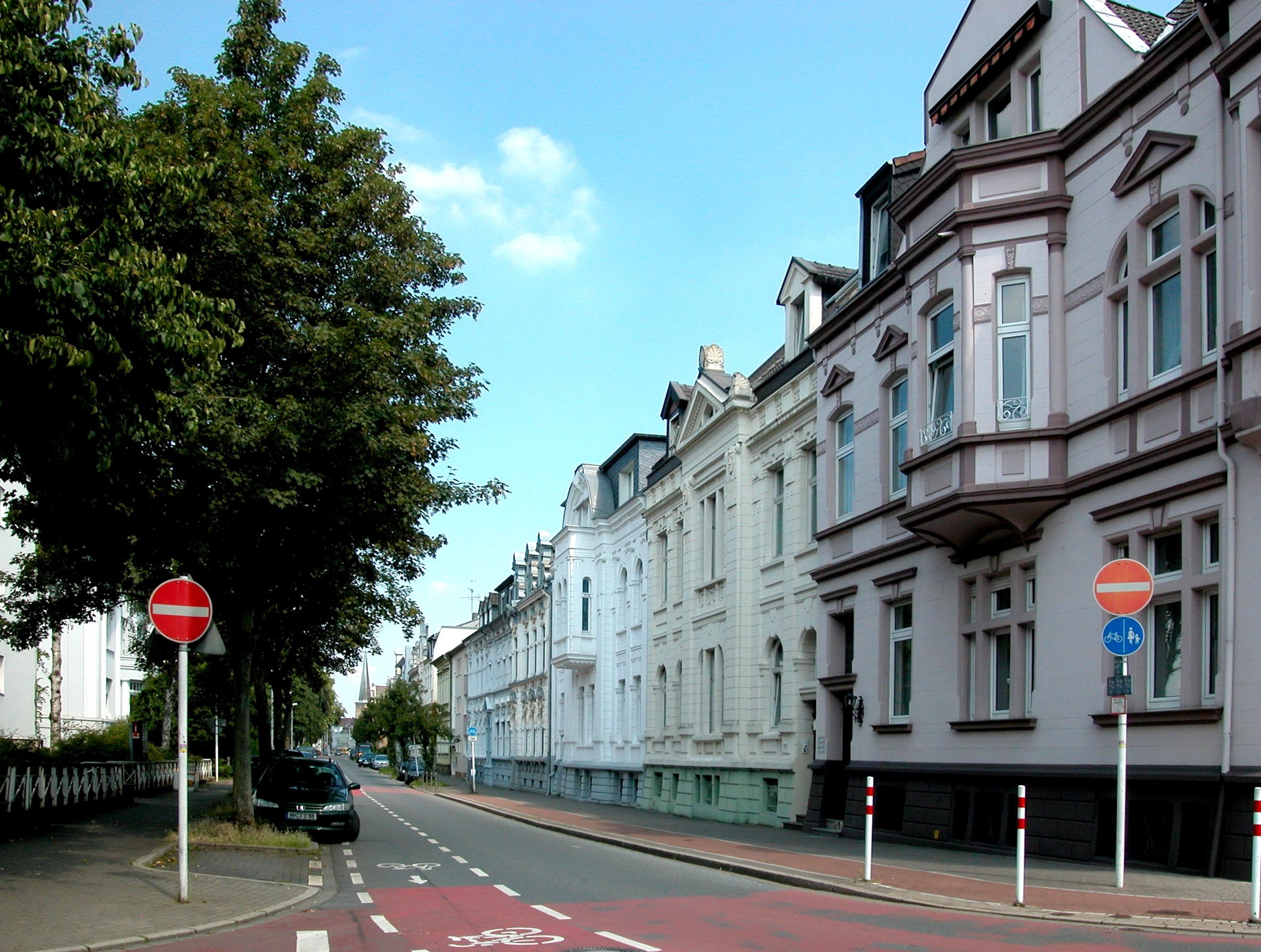
Gründerzeithäuser an der Friedrichstraße